# ポモージェ県
ポモージェ県（Pomeranian Voivodeship (ポーランド語: Województwo pomorskie [vɔjɛˈvut͡stfɔ pɔˈmɔrskʲɛ]; カシューブ語: Pòmòrsczé wòjewództwò [pvɛˈmvɛrst͡ʃi vɛjɛˈvut͡stfɔ])）は、ポーランド北部の県である。
県都はグダニスク。北はバルト海に面していて、クヤヴィ・ポモージェ県、ヴァルミア・マズールィ県、ヴィエルコポルスカ県、西ポモージェ県と接している。
ポモージェとはポーランド語をはじめとしたこの地域一帯のスラヴ語で「海のそばの土地（po morze）」の意味で、中世以前からの古い歴史的呼称。英語のポメラニアやドイツ語のポンメルンといった呼称はポモージェの訛り。

## 歴史
1997年の地方行政改革により、1999年1月1日に旧グダニスク、エルブロング、スウプスクの3県から分離して発足した県である。西は西ポメラニアン県、南はクヤヴィア・ポメラニアン県、東はワルミアン・マスール県、北はバルト海に隣接する。また、ロシア（カリーニングラード州）とはヴィスワ岬で短い陸上国境を接している。ポメレリア州の大部分（歴史的なポメラニア州の最東部）とヴィスワ川の東側の地域からなる。スウプスク周辺の県西部は歴史的にファーター・ポメラニアに属していた。州の中央部はポメレリアに属し、カシュビアは少数民族カシュビア人にちなんで名付けられた。ヴィスワ川の東岸は、現在ポヴィシュレ（ヴィスワ平原）と呼ばれ、歴史的にプロイセン地方に属している。
ポメラニアという名称は、「海辺の」「海の上の」を意味するスラヴ語のpo moreに由来する。

## 地域区分
- 市

1. グダニスク (468,158人)
2. グディニャ (246,244人)
3. スウプスク (90,769人)
4. トチェフ (60,120人)
5. ヴェイヘロヴォ (49,652人)

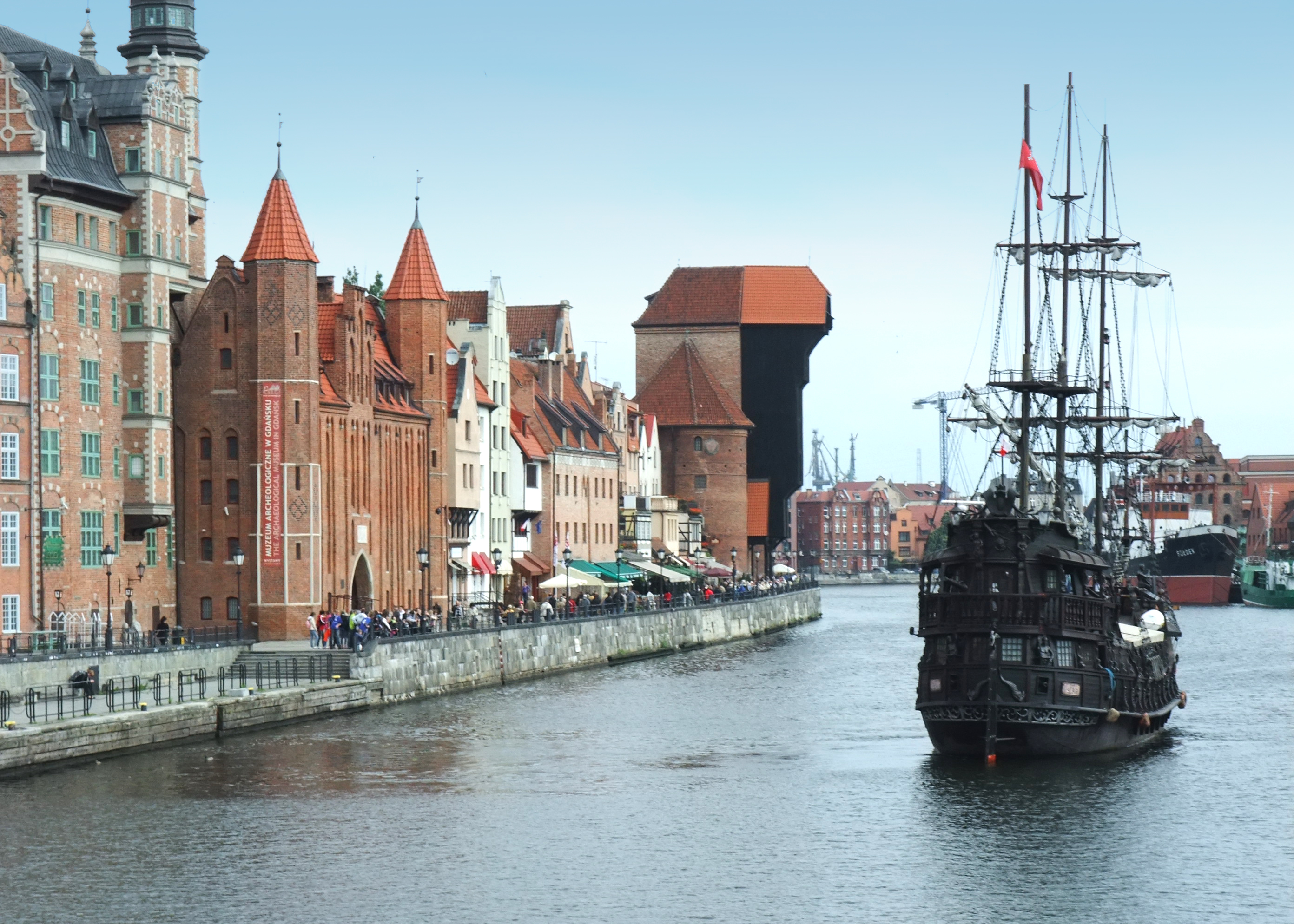
グダニスク

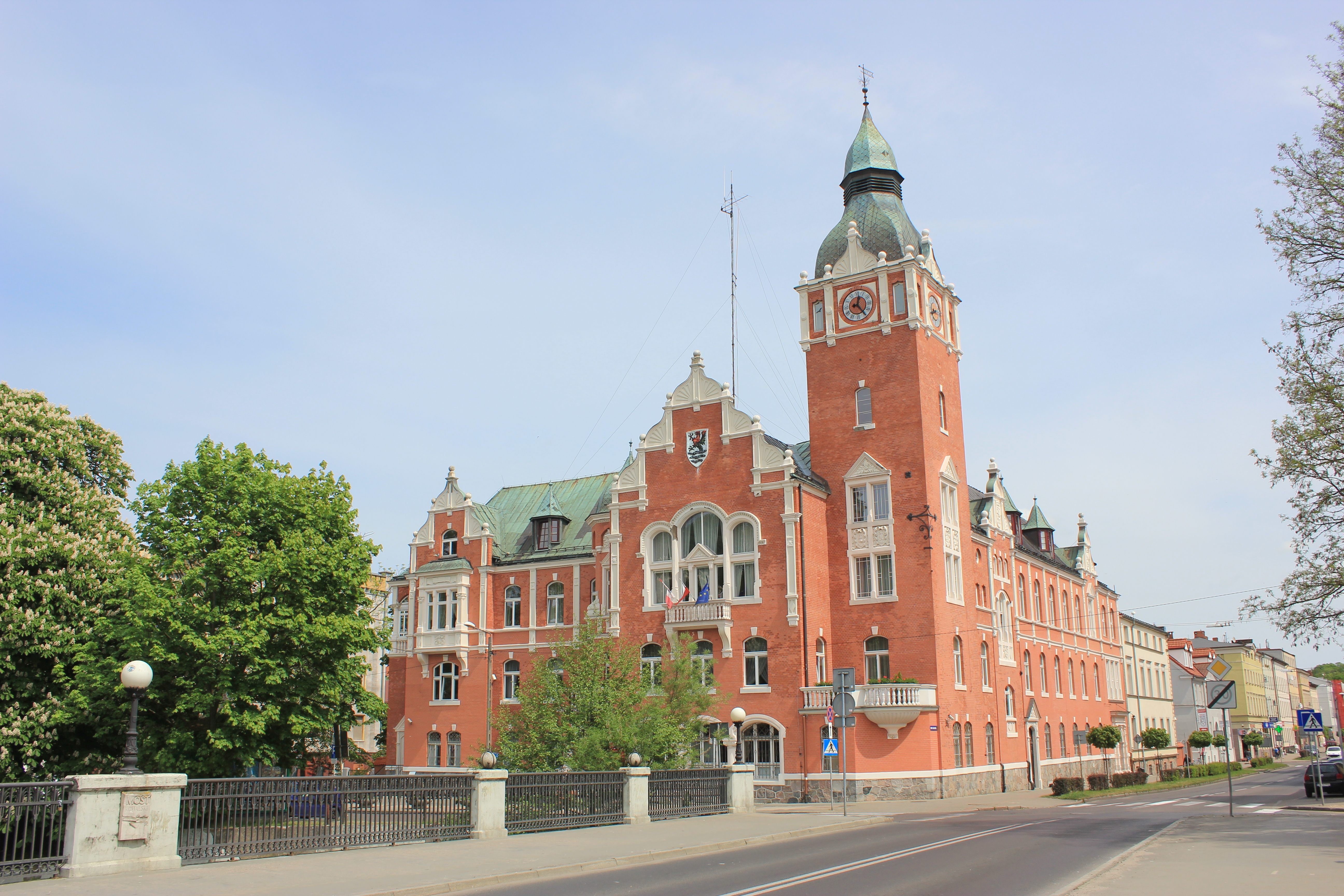
スウプスク

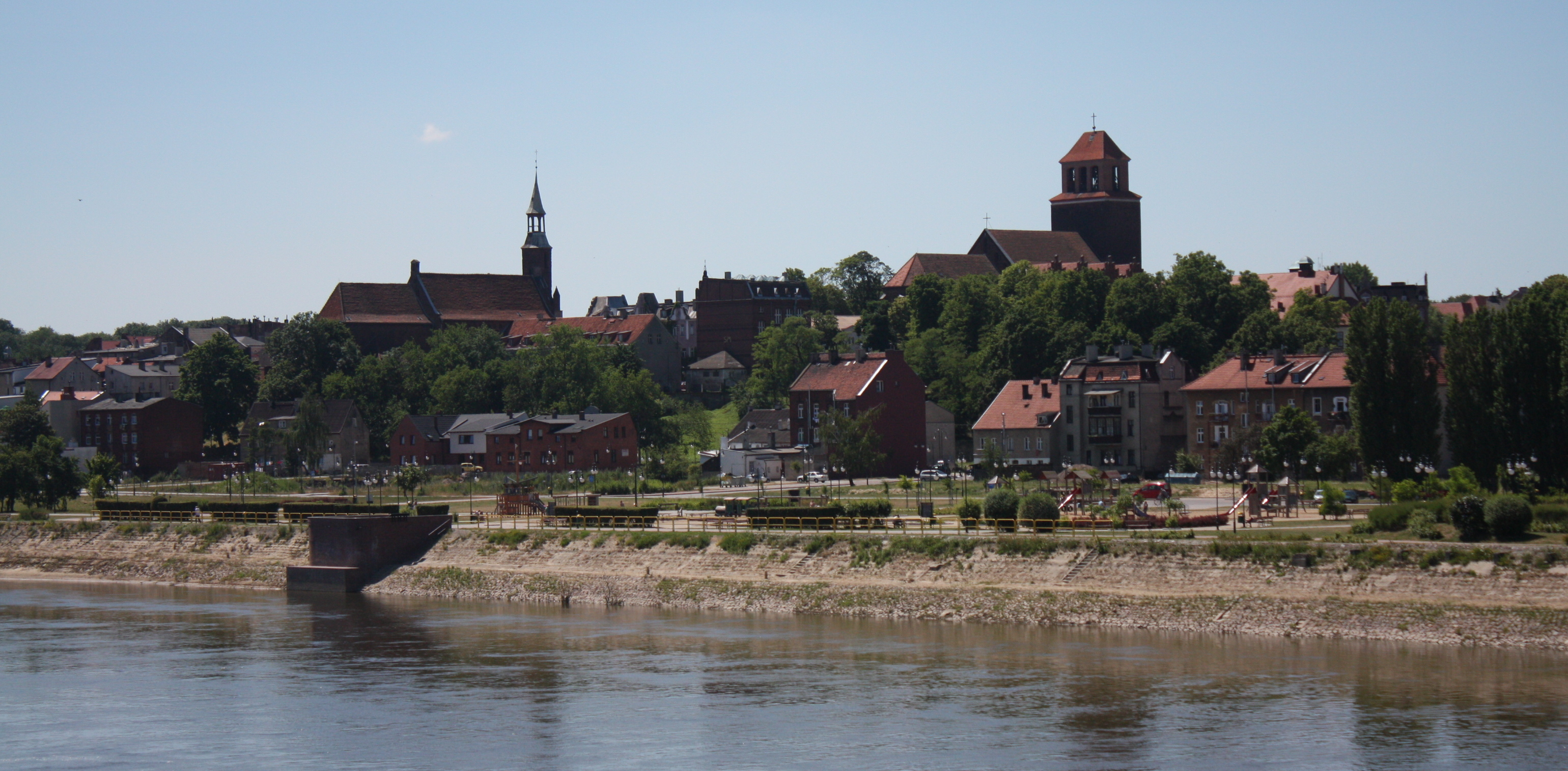
トチェフ

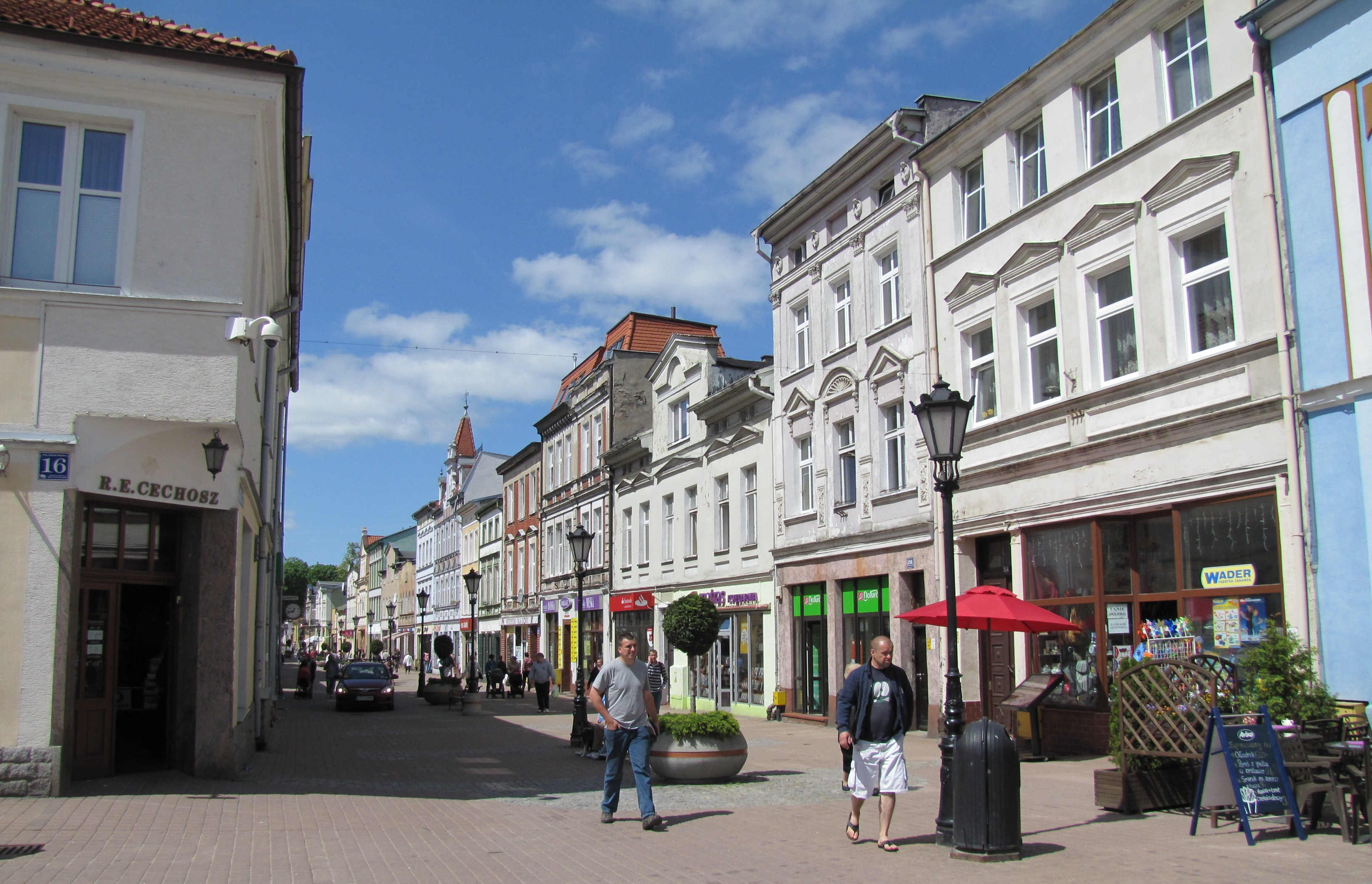
ヴェイヘロヴォ

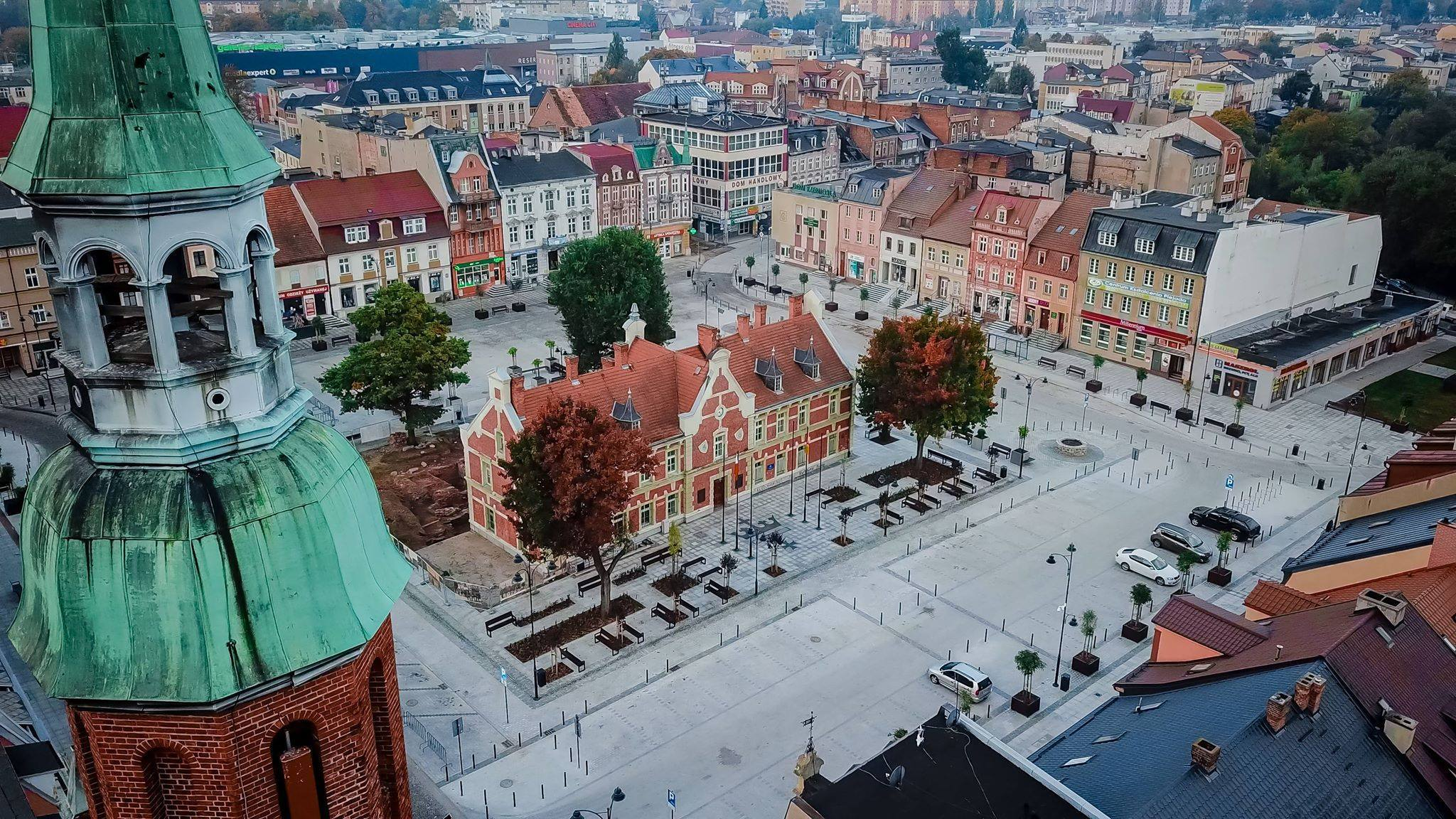
スタロガルド・グダニスキ

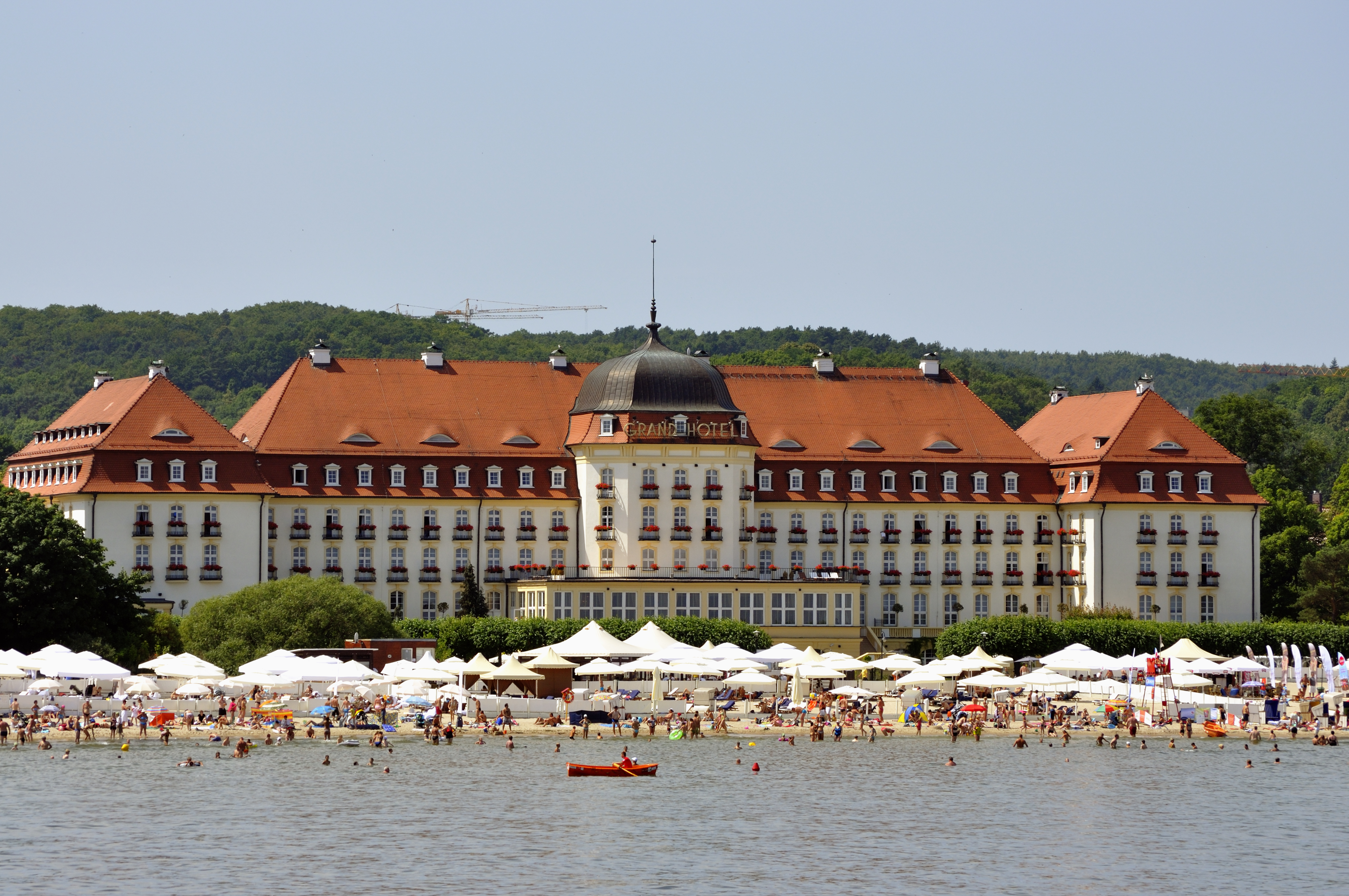
ソポト

6. スタロガルド・グダニスキ (47,775人)
7. ソポト (35,827人)

- 町

1. ルミャ (49,160)
2. ホイニツェ (39,890)
3. マルボルク (38,465)
4. Kwidzyn (38,444)
5. レンボルク (35,333)
6. プルシュチ・グダニスキ (31,135)
7. レダ (26,011)
8. Kościerzyna (23,776)
9. ビトゥフ (16,918)
10. ウストカ (15,460)
11. Kartuzy (14,536)
12. チウフフ (13,649)
13. プツク (11,213)
14. ミャストコ (10,439)
15. シュトゥム (9,940)
16. ヴワディスワヴォヴォ (9,930)
17. チェルスク (9,910)
18. ノヴィ・ドゥヴル・グダニスキ (9,905)
19. プラブティ (8,695)
20. ペルプリン (7,784)
21. スカルシェヴィ (6,994)
22. グニェフ (6,707)
23. ジュコヴォ (6,691)
24. チャルネ (5,932)
25. ジェジュゴン (5,364)
26. Brusy (5,188)
27. デブジュノ (5,096)
28. ノヴィ・スタフ (4,248)
29. ウェバ (3,644)
30. スクルチ (3,625)
31. ケンピツェ (3,580)
32. ヘル (3,267)
33. チャルナ・ヴォダ (2,786)
34. ヤスタルニャ (2,704)
35. Krynica Morska (1,303)

## 経済

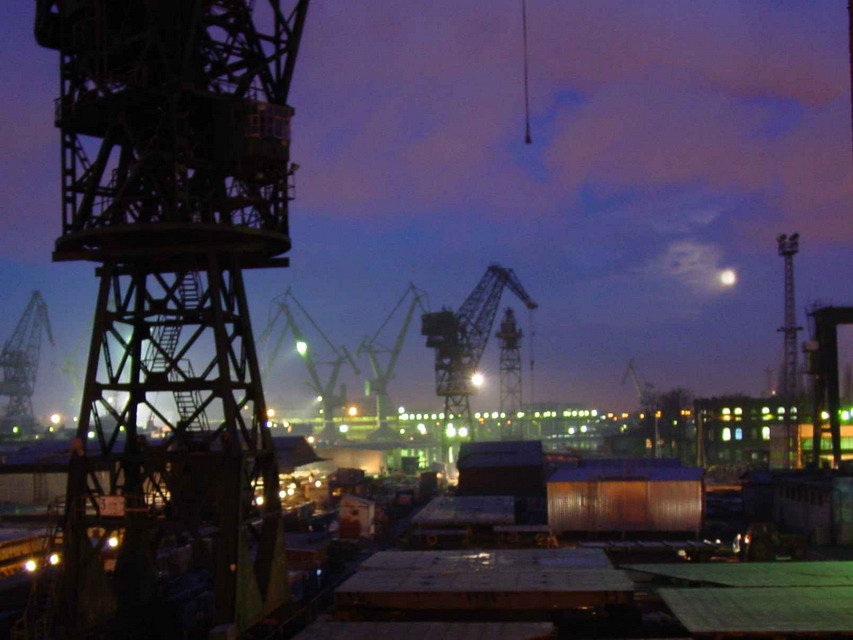
グダニスク港

2018年の同州の国内総生産（GDP）は292億ユーロで、ポーランドの経済生産の5.9％を占めた。購買力調整後の一人当たりGDPは、同年20,800ユーロ、EU27平均の69%であった。従業員一人当たりのGDPは、EU平均の74%であった。

## 観光地

### グダニスク
ポモージェ県の県都で、県内最大の都市。グダニスク湾に望む。ドイツ名ダンツィヒ（Danzig）。1440年よりポーランド王の庇護を受けたプロイセン同盟の都市で、1466年よりポーランド王領プロイセンの都市として発展、1569年よりポーランド王国に正式加盟して1772年までポーランド王国領。グダニスク湾にある岬のヴェステルプラッテは第二次世界大戦勃発の地で、ここからナチス・ドイツによるポーランド侵攻が始まった。戦争末期にドイツ軍とソ連軍の激しい戦闘により破壊された歴史地区は戦後ポーランド市民の手で完全に復元された。社会主義体制を終結させたポーランド民主化運動の中心地でもあった。歴史地区と民主化運動関連施設はユネスコ世界遺産の暫定リストに登録されている。近郊のグディニャ、ソポトとともに「三連都市（Trójmiasto）」を形成する。グダニスクとスウェーデンのストックホルム近郊のニーネスハムン（Nynäshamn）との間でフェリーが運航している。市公式サイト（英語・ポーランド語）あり。（下記「グディニャ」と「ソポト」の項を参照）

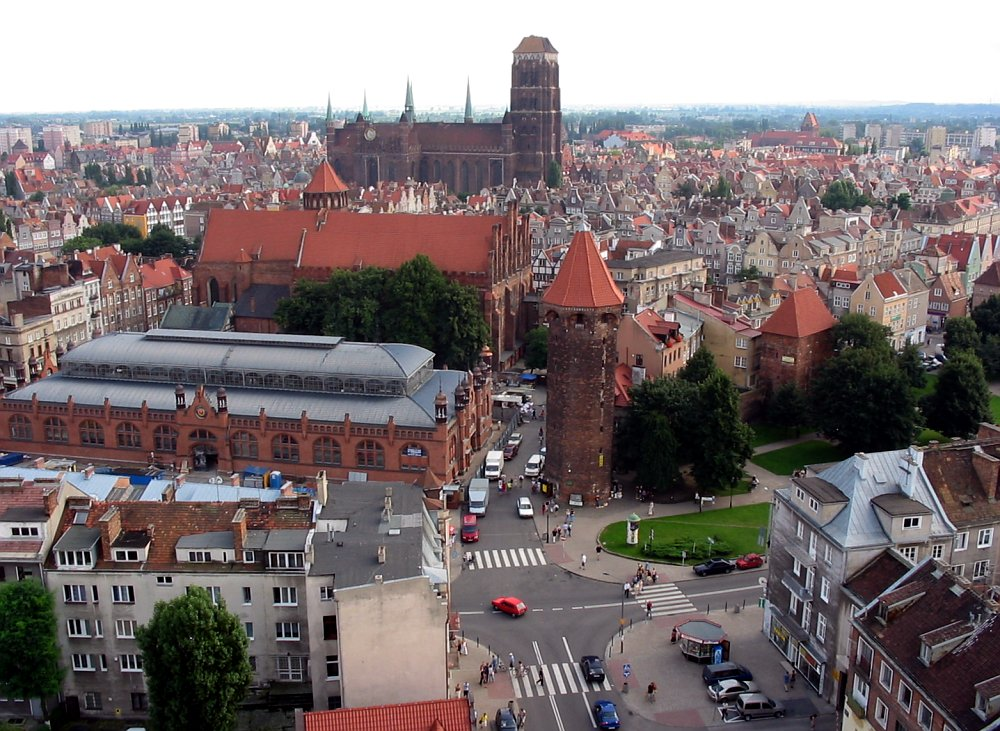
聖マリア教会と街並み
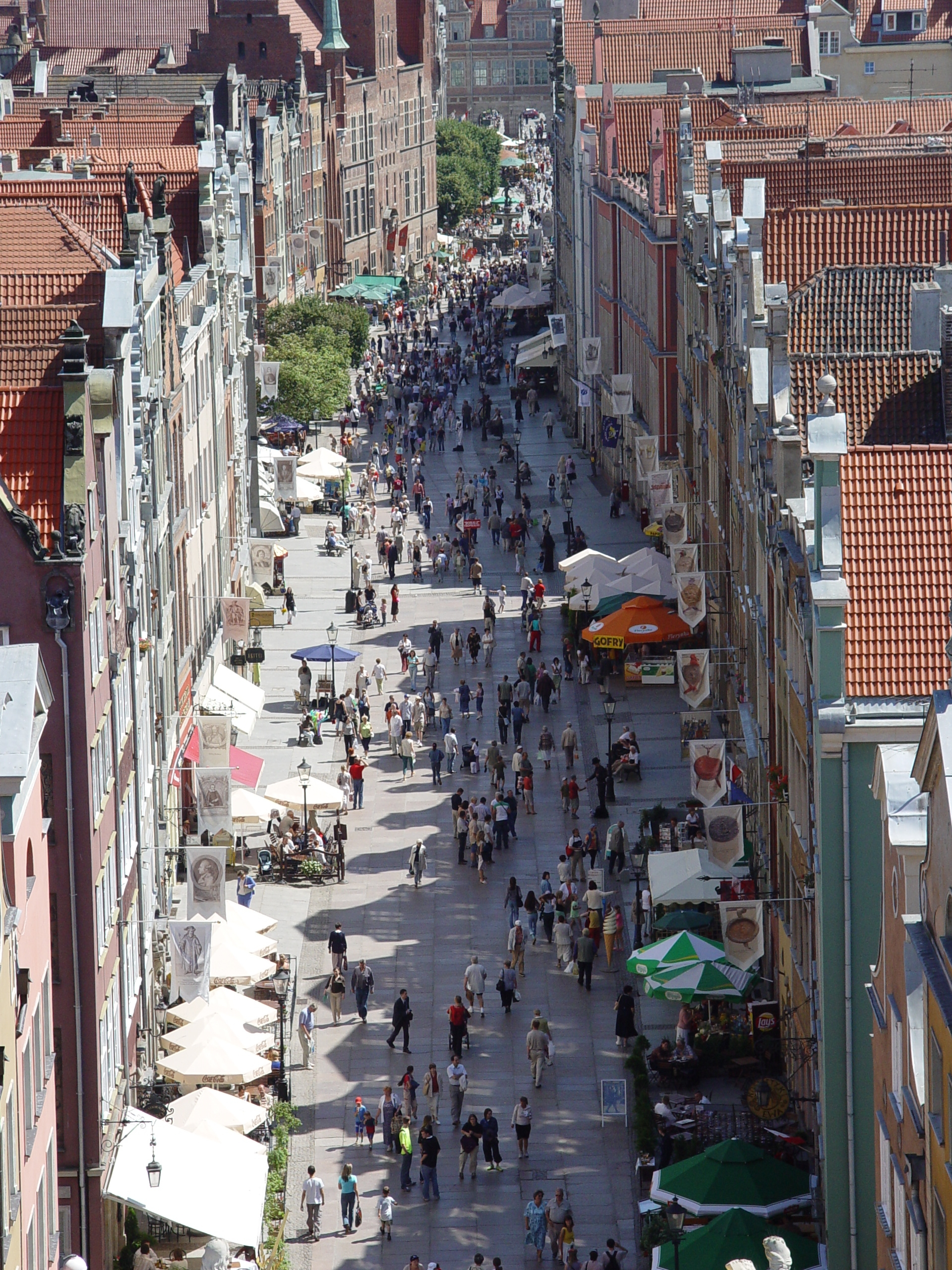
ドゥーギ広場
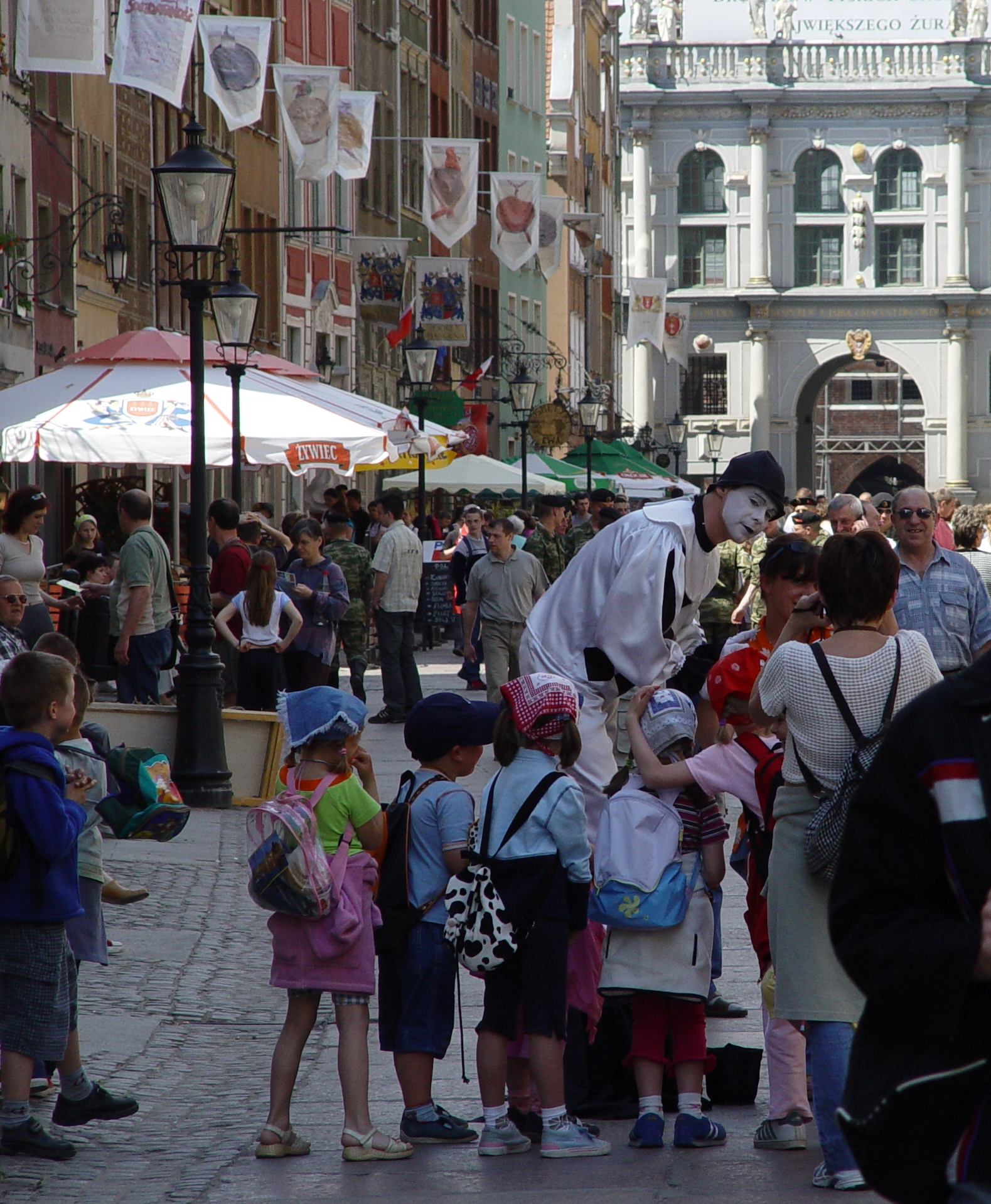
ドゥーギ広場
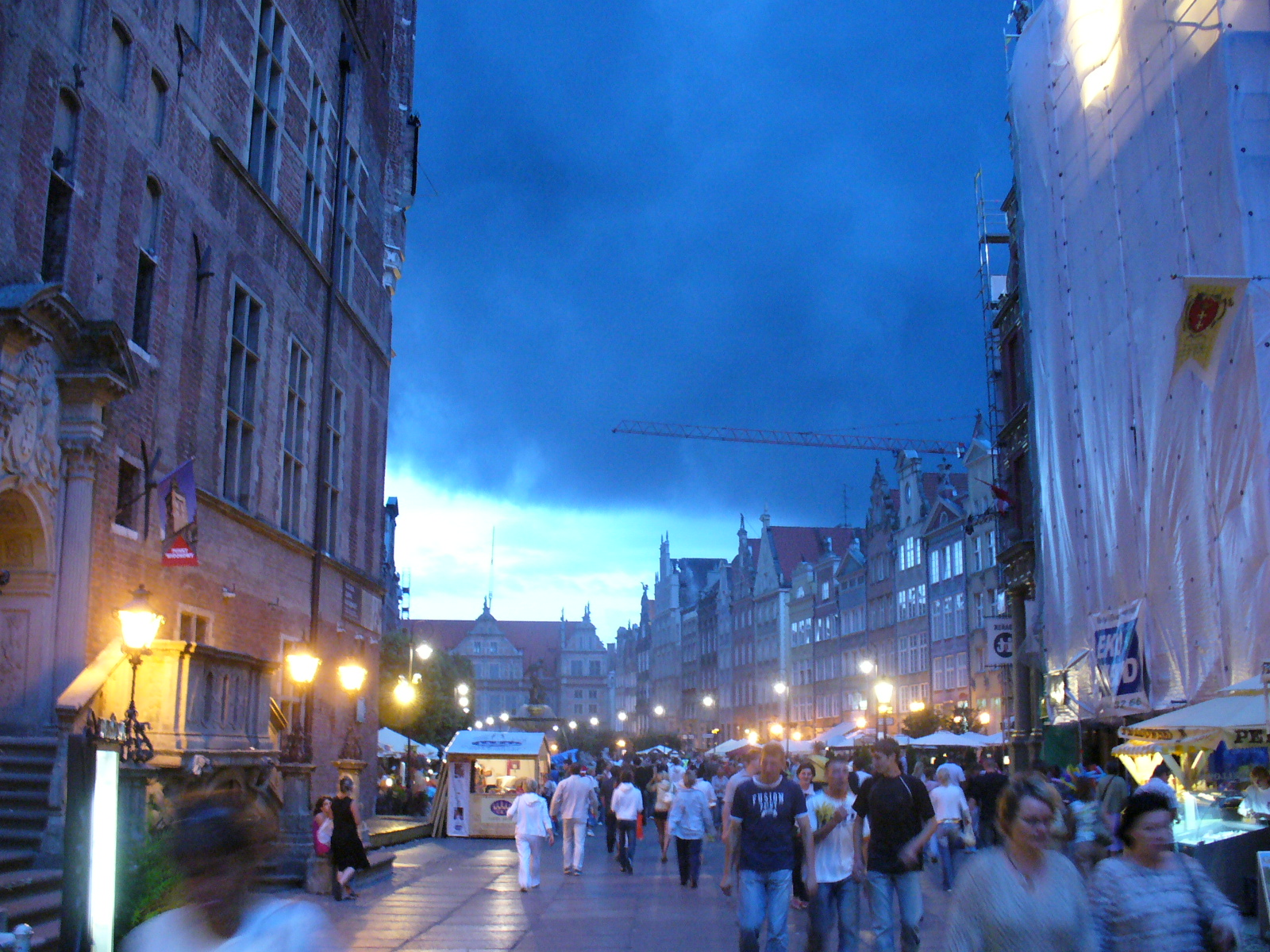
ドゥーギ広場
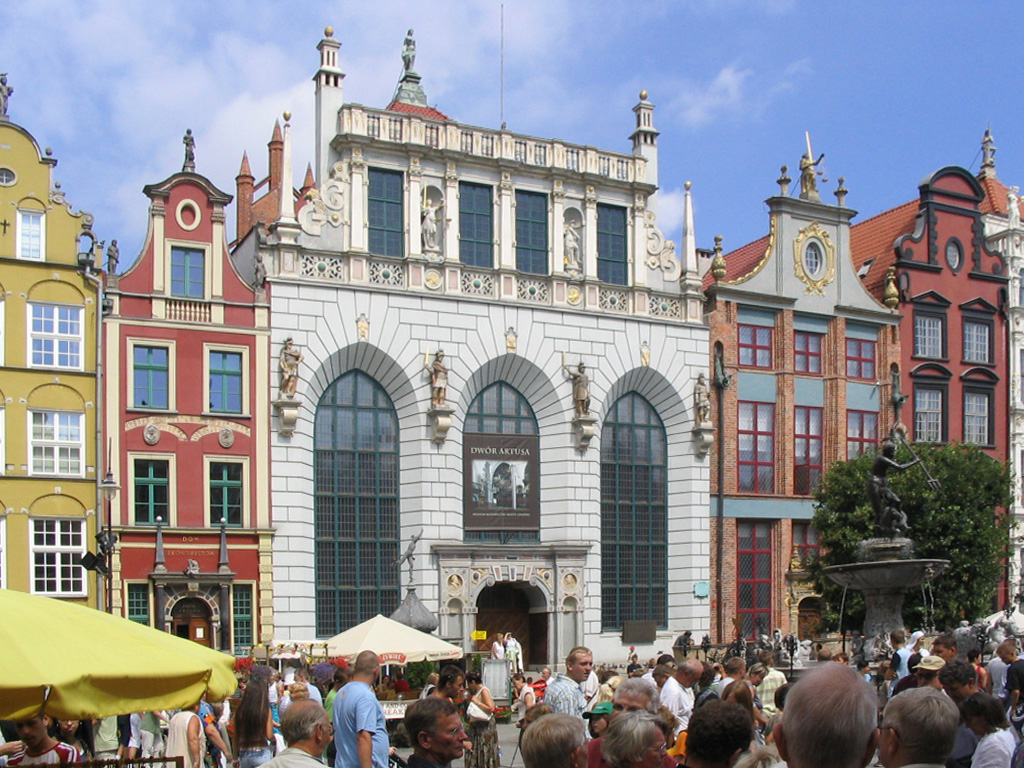
アーサー王の家
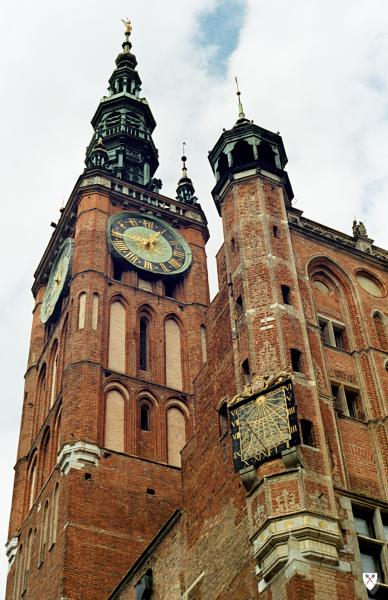
旧市庁舎の大時計と日時計
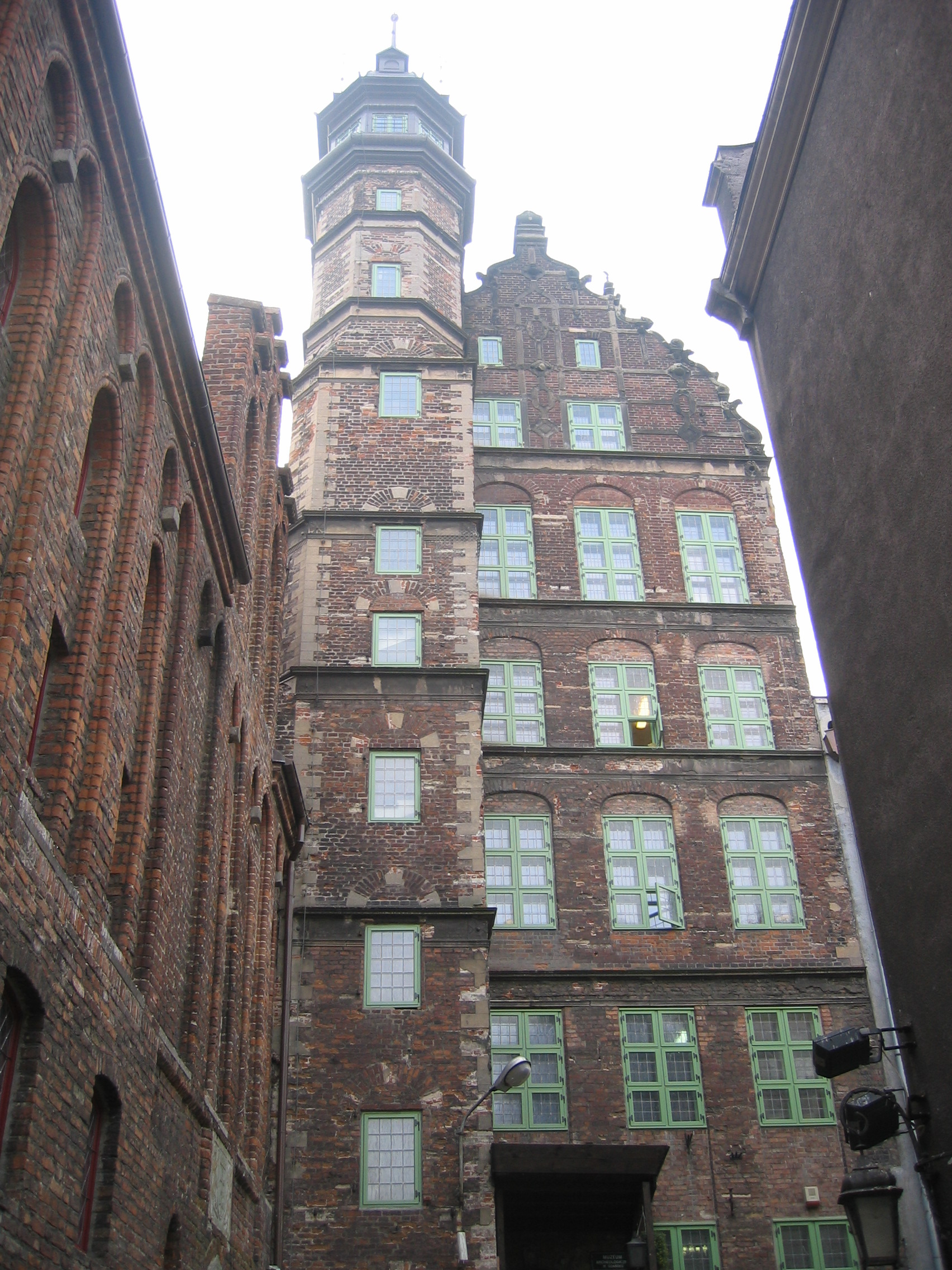
自然科学協会
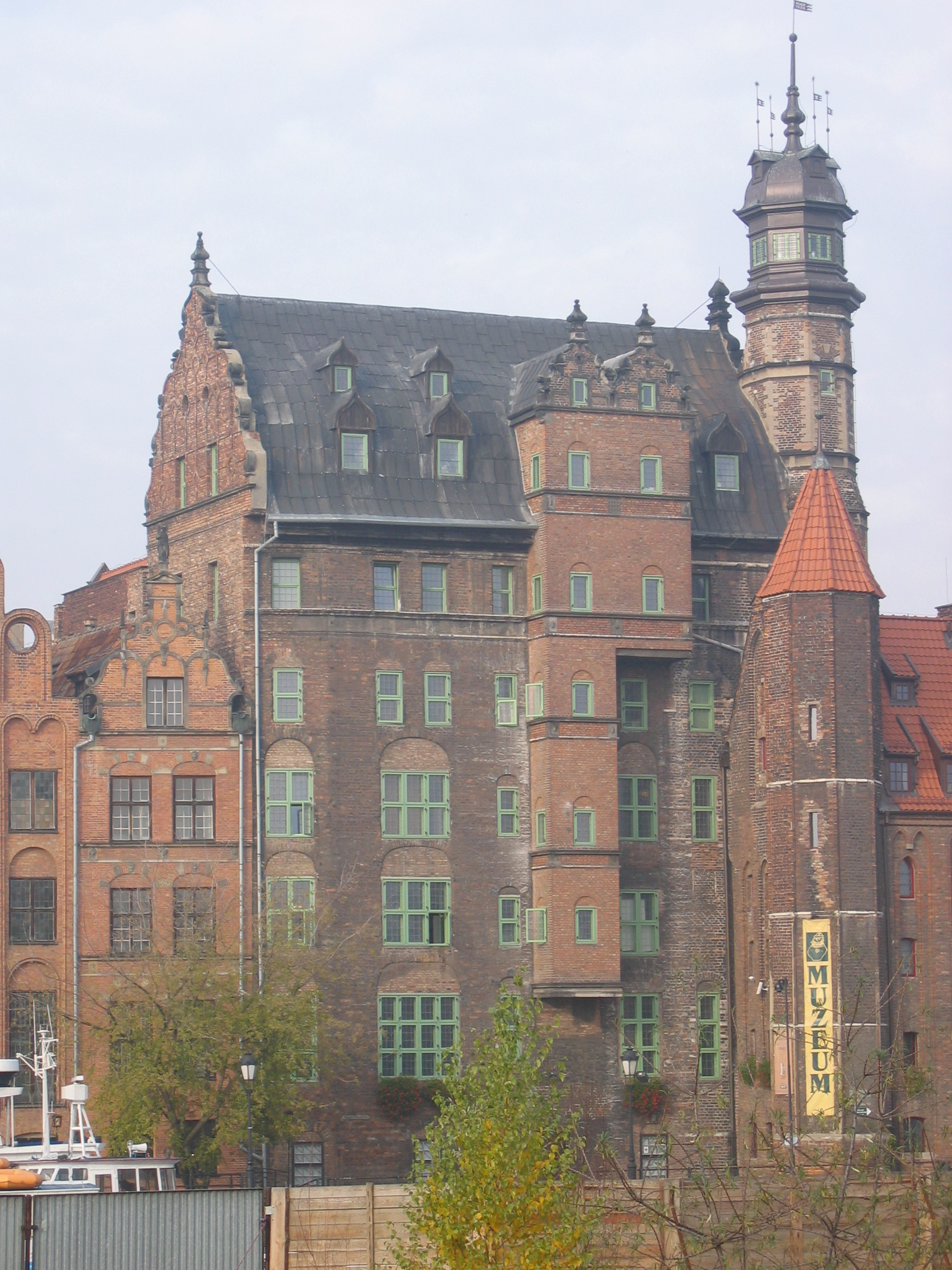
自然科学協会
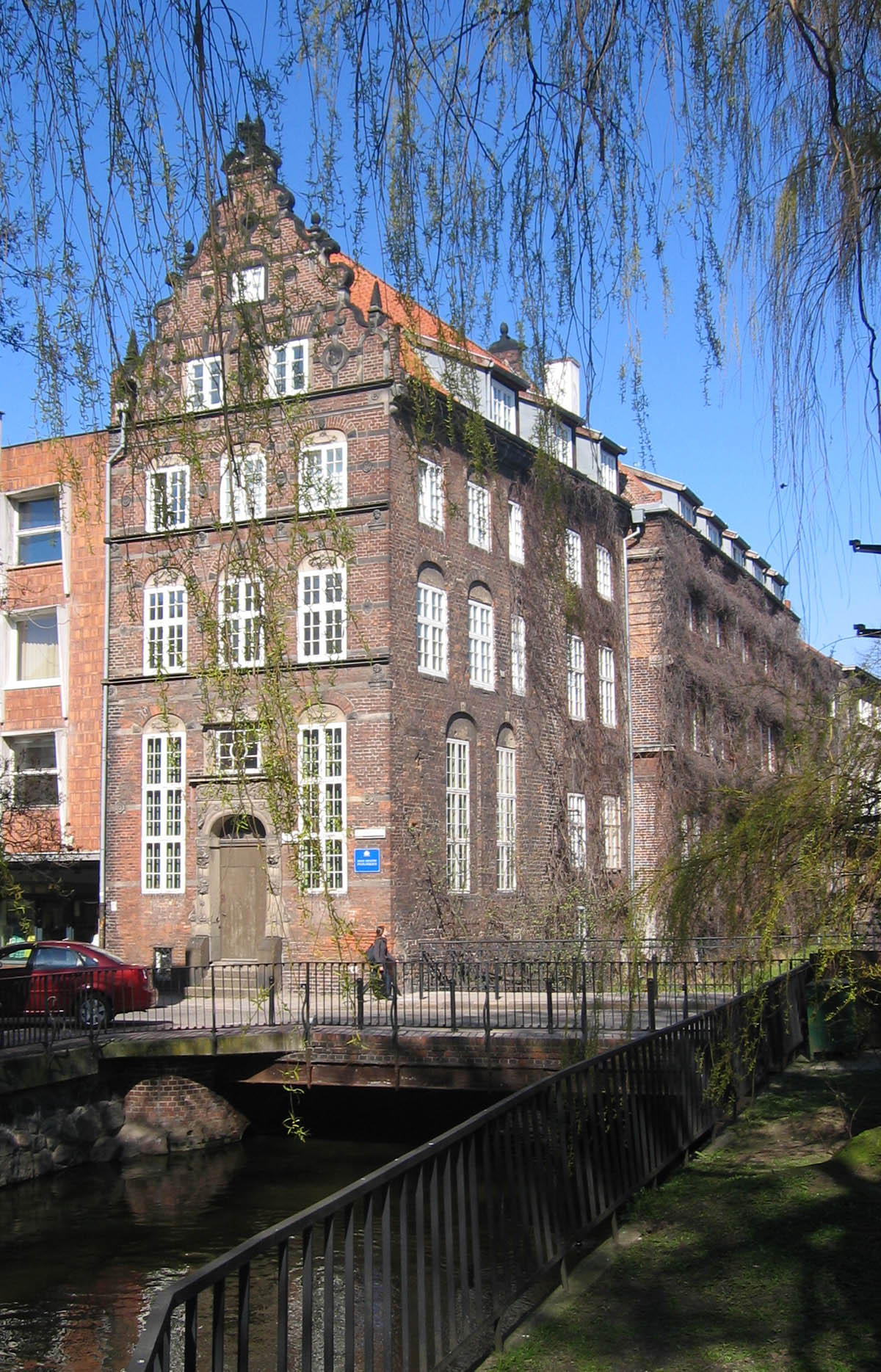
ペルプリン大修道院長の館
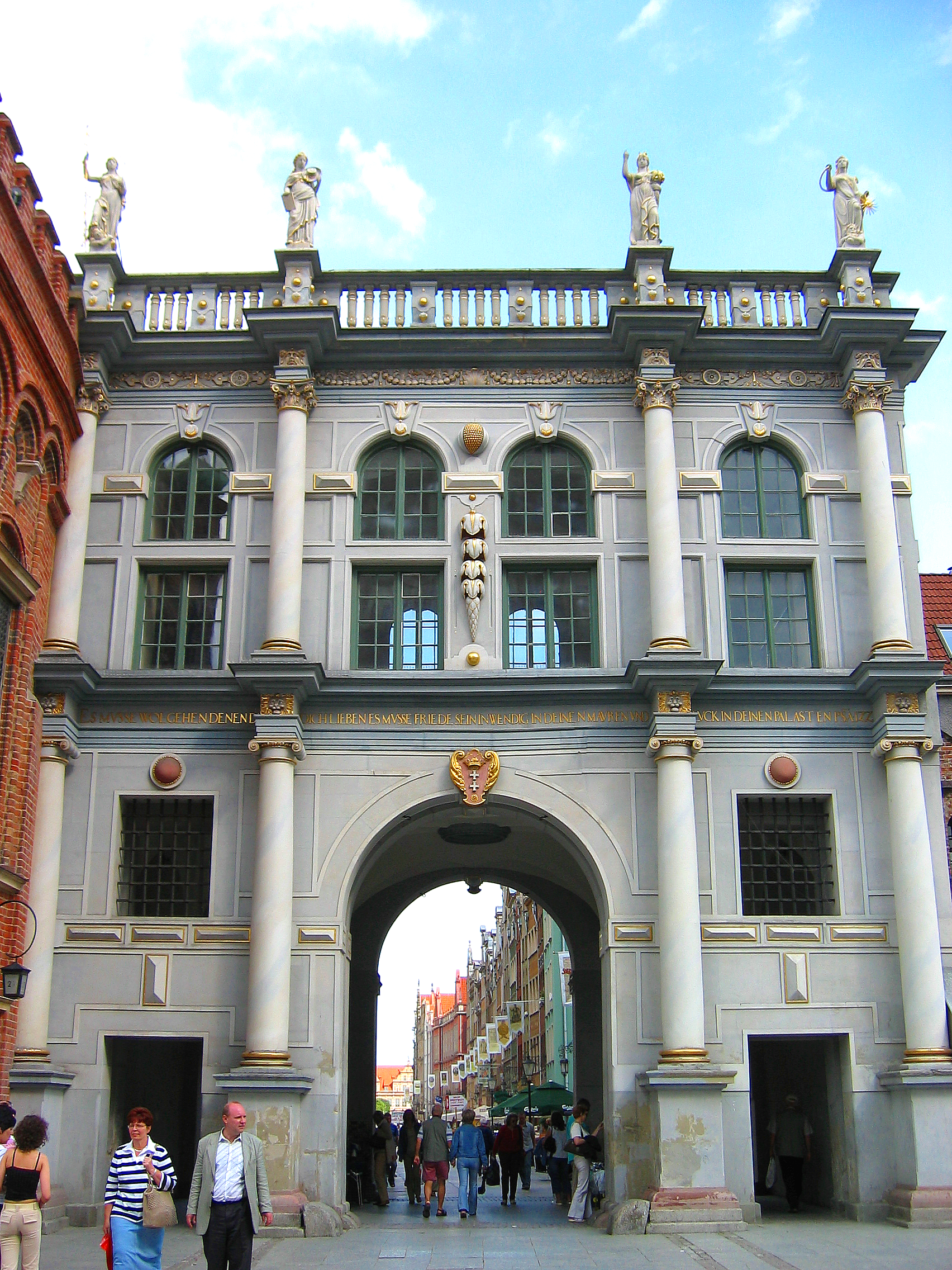
黄金の門
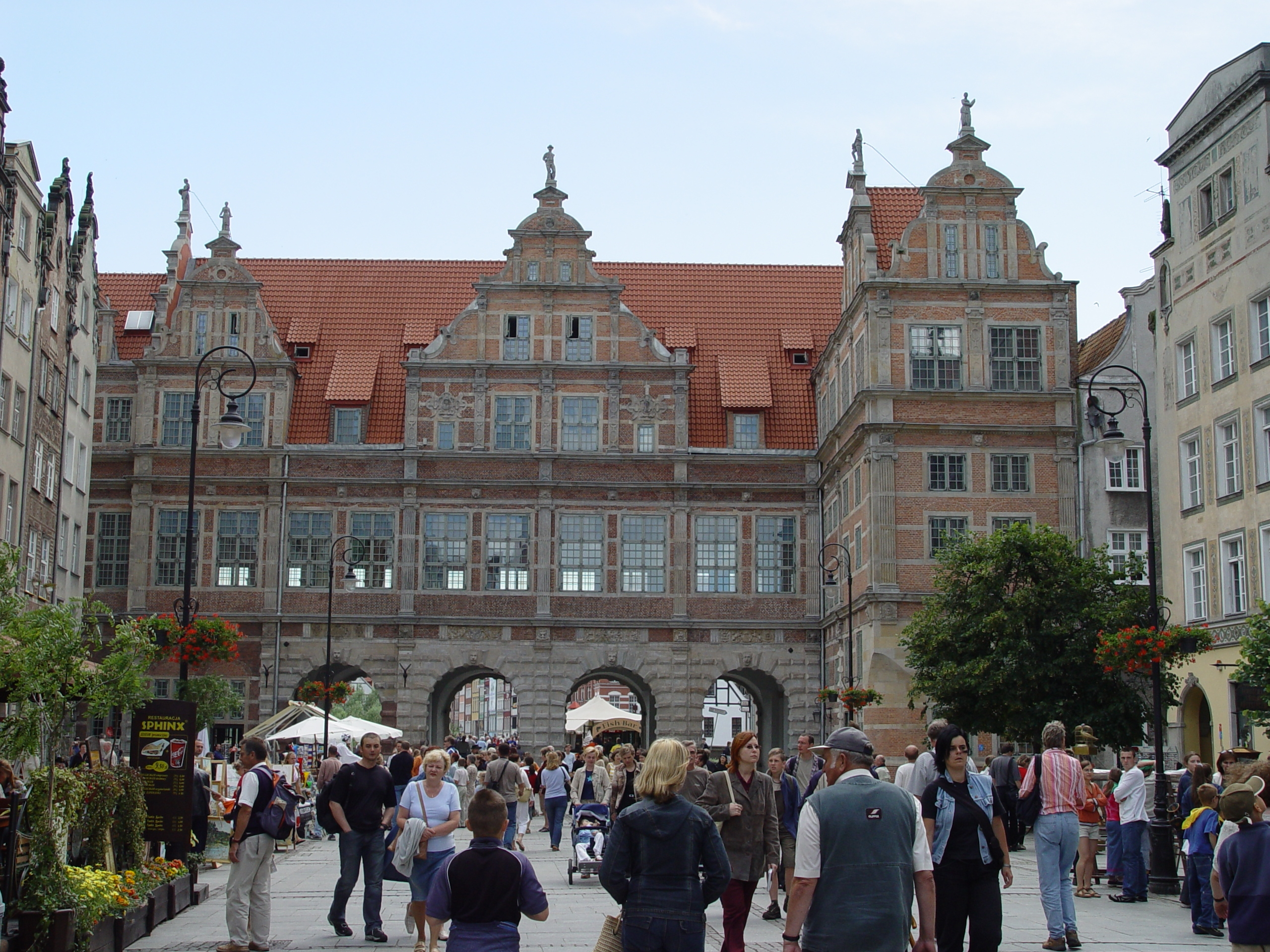
緑の門
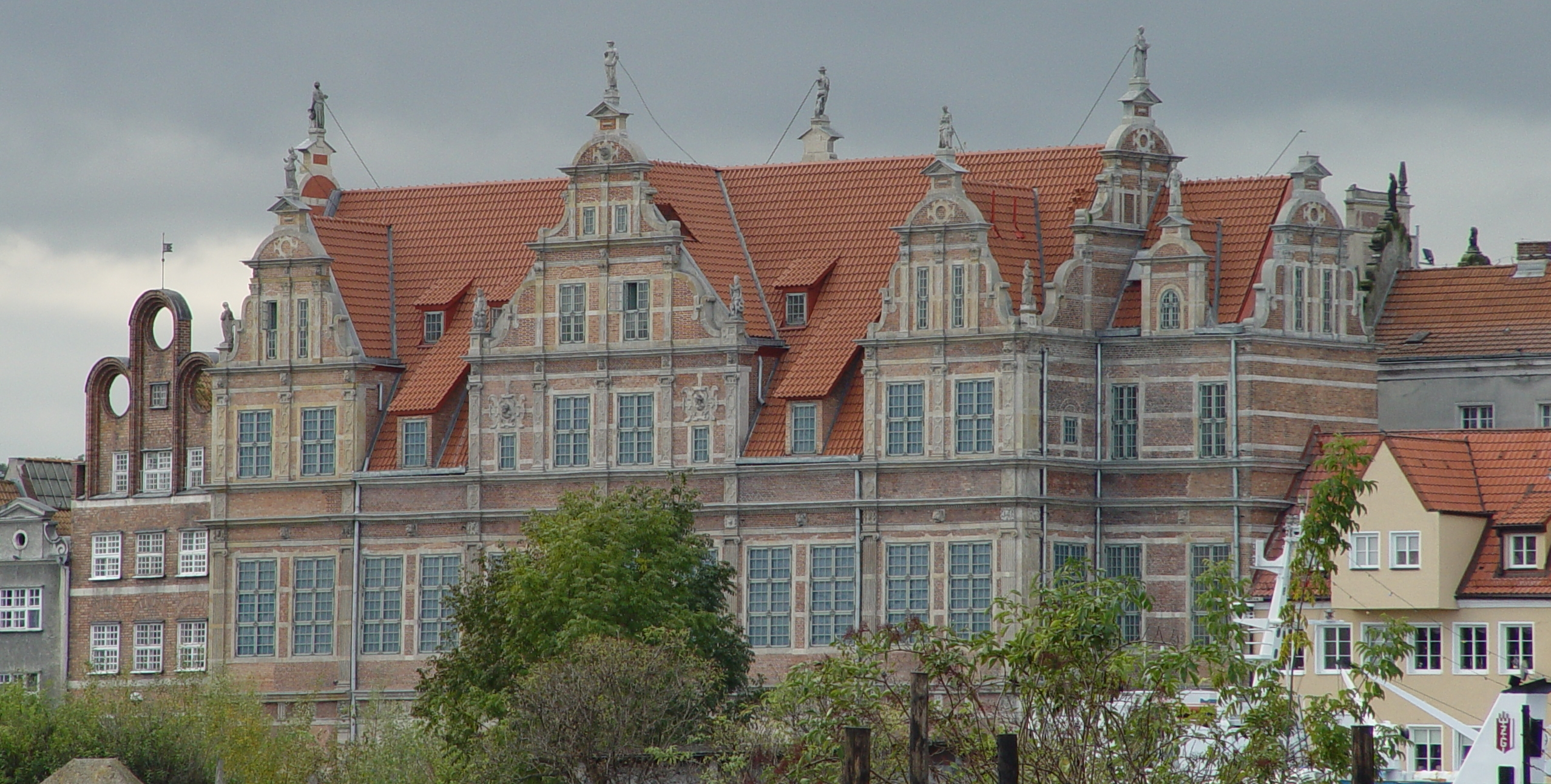
緑の門の建物
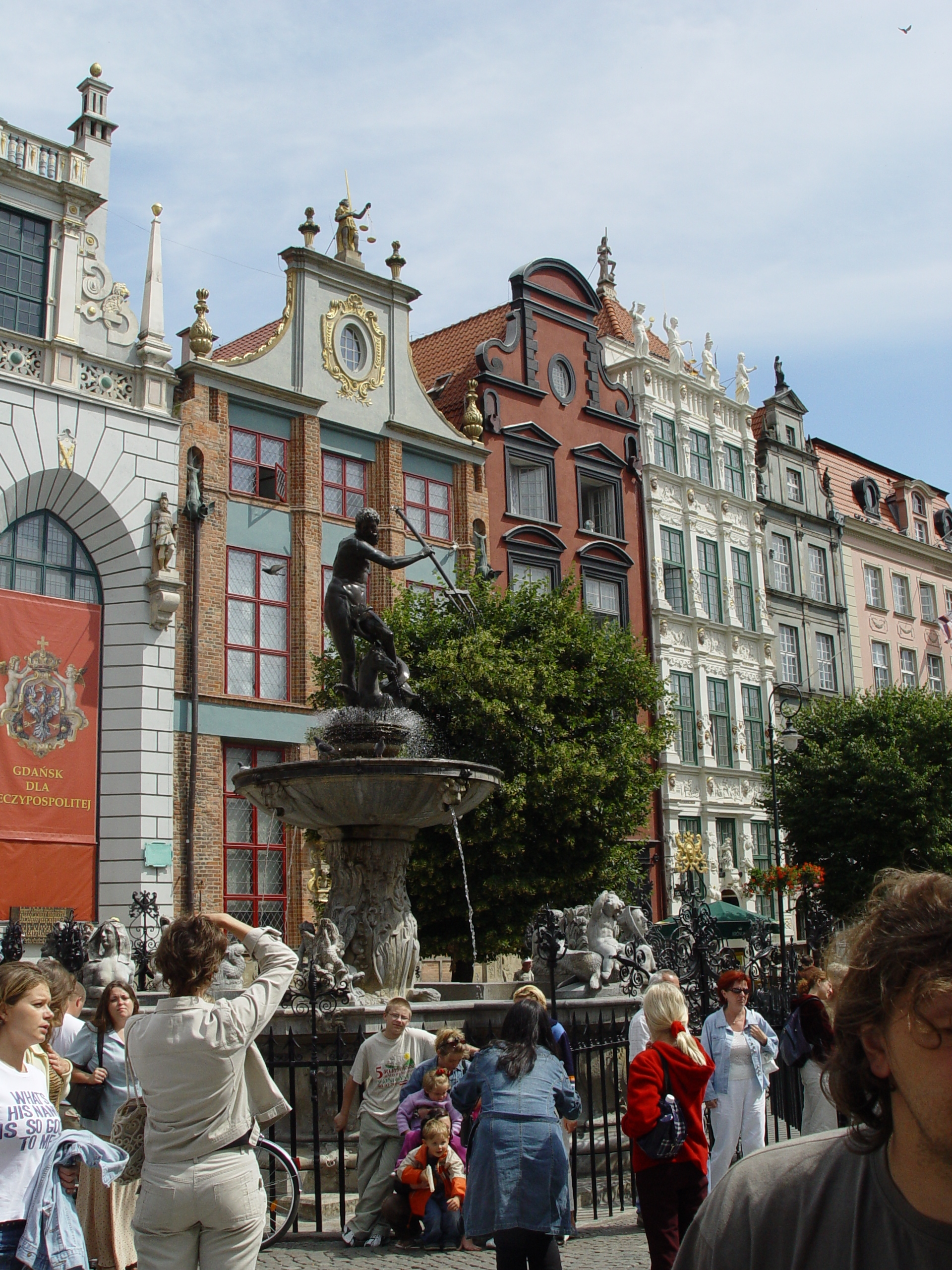
ネプチューンの噴水
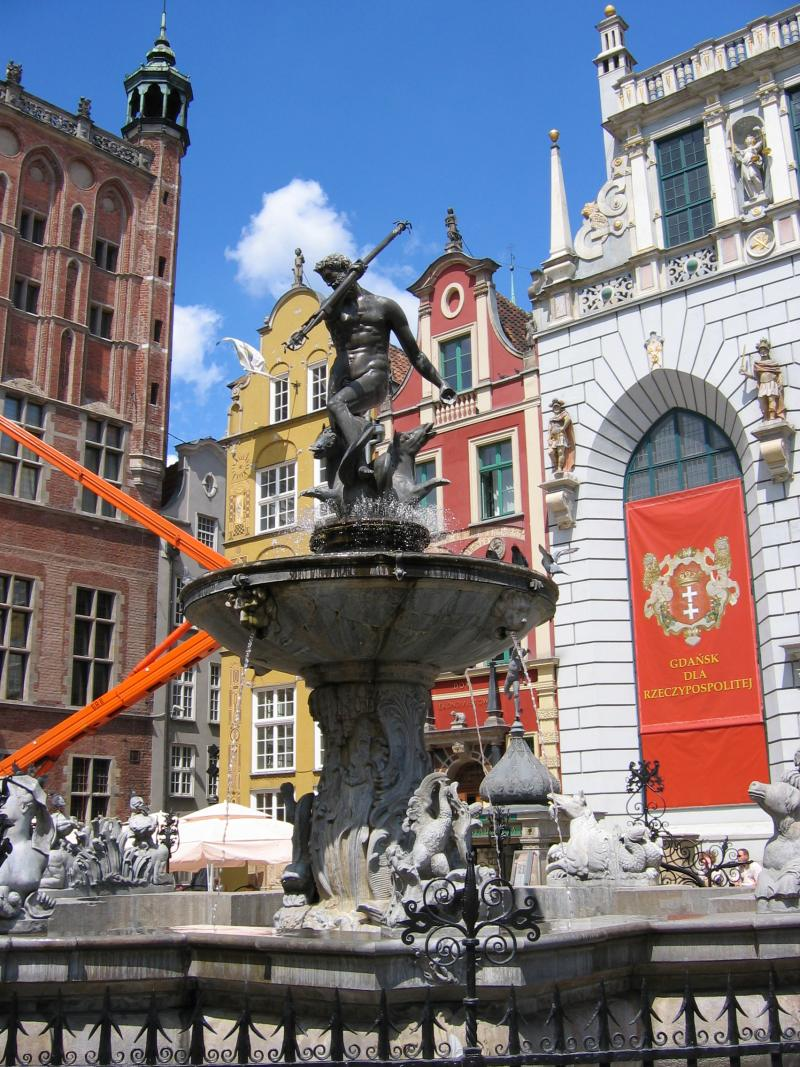
ネプチューンの噴水
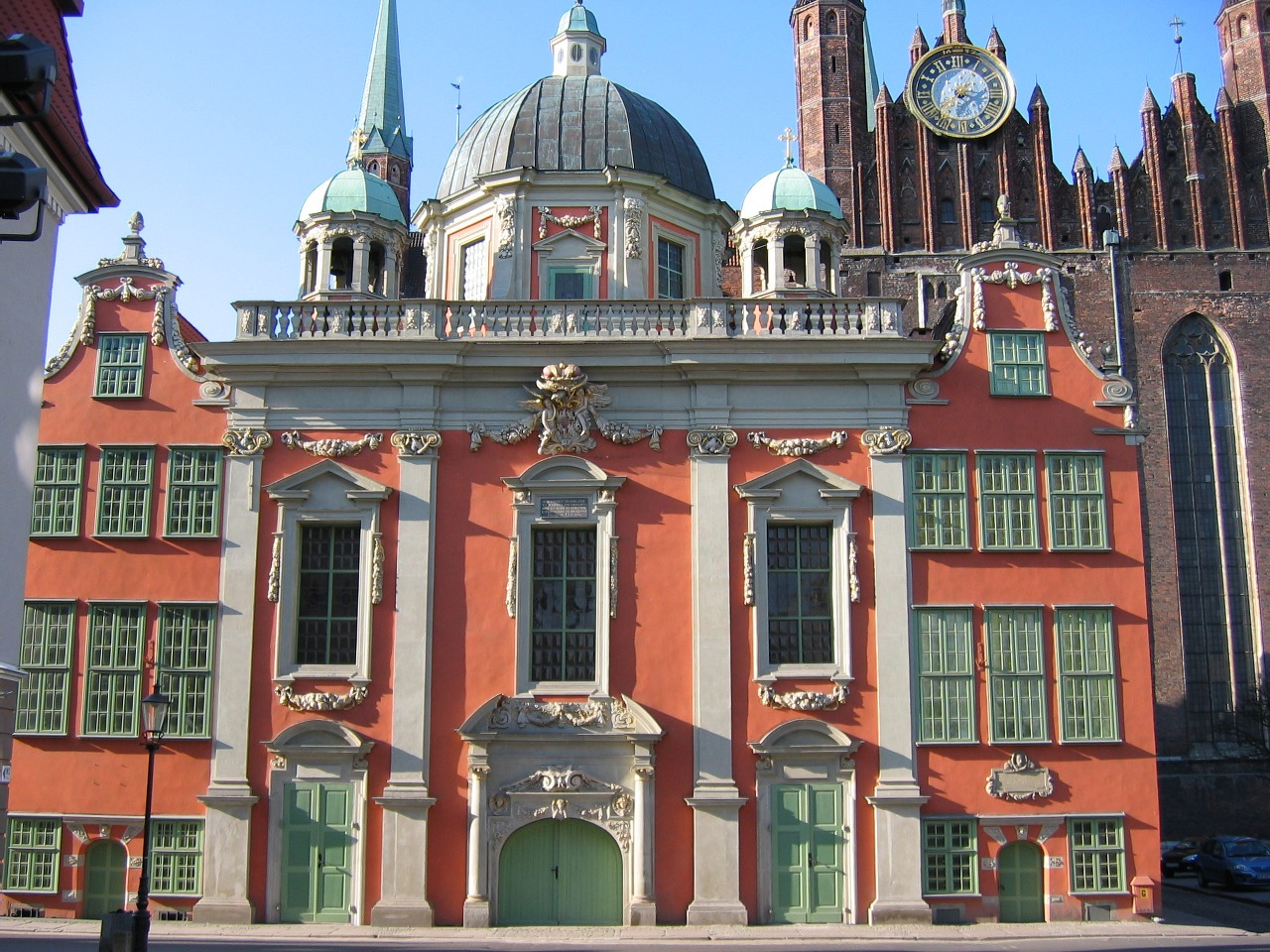
ヤン3世ソビエスキ王の礼拝堂
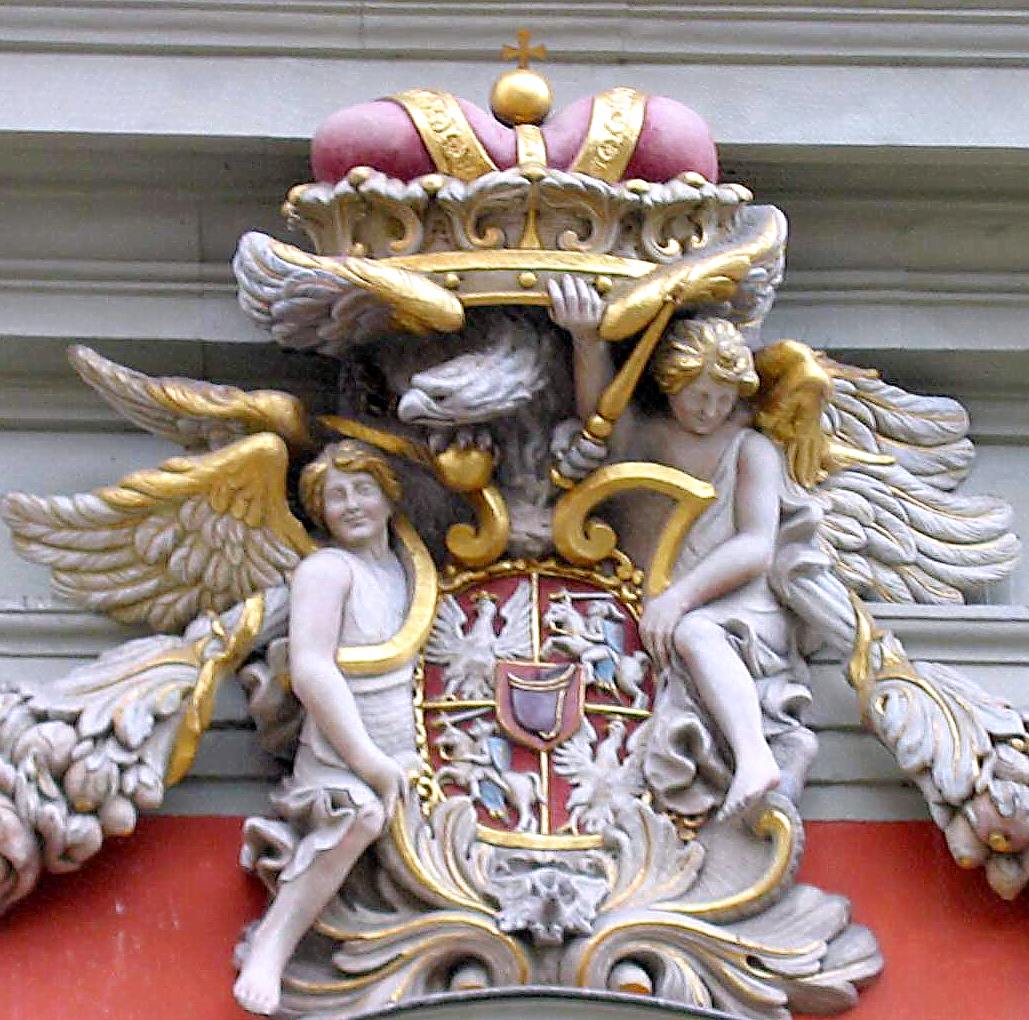
ヤン3世ソビエスキ王の礼拝堂の ヤン3世ソビエスキ王の王冠のレリーフ
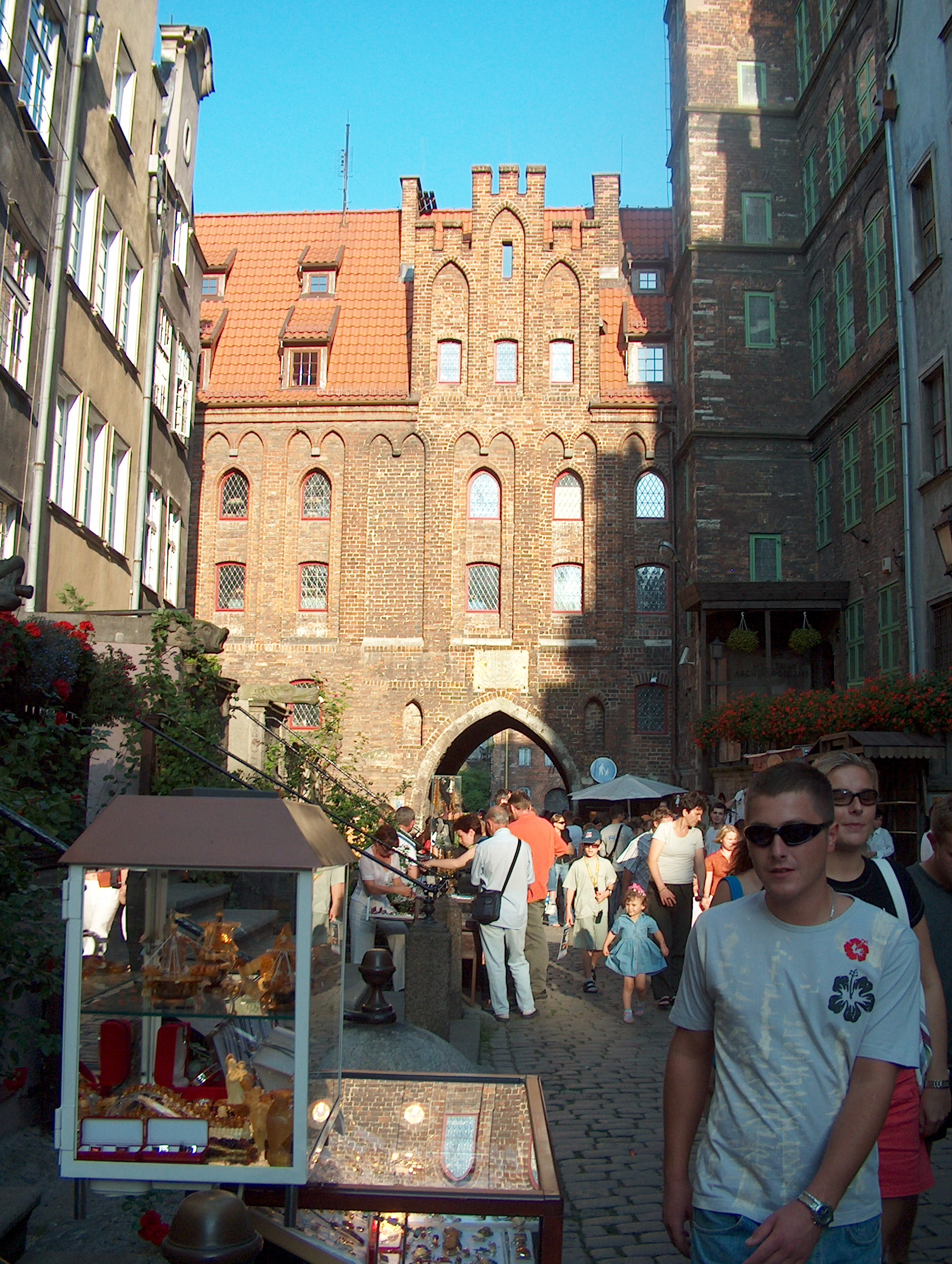
マリア通り
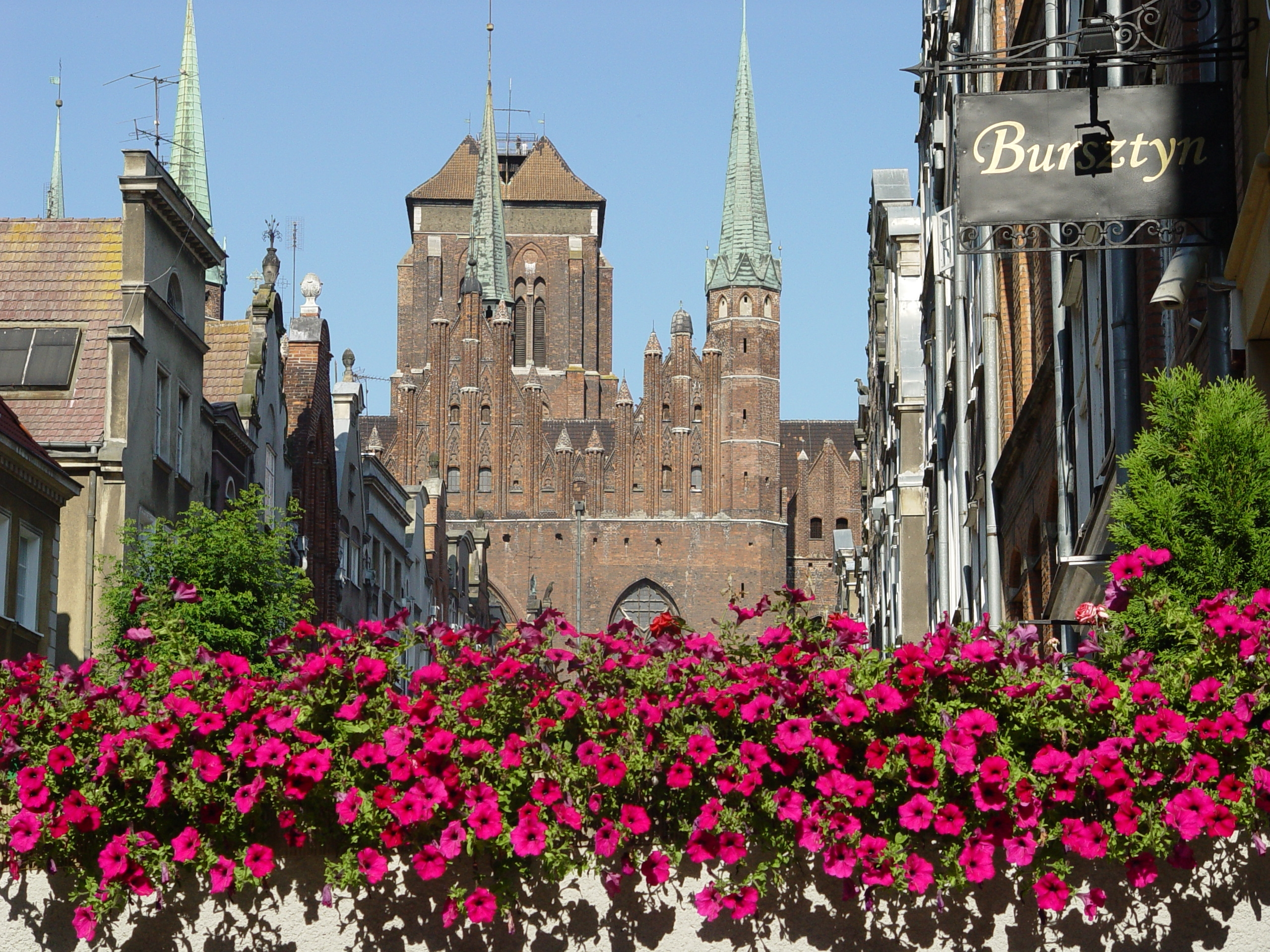
マリア通りから聖マリア教会を望む
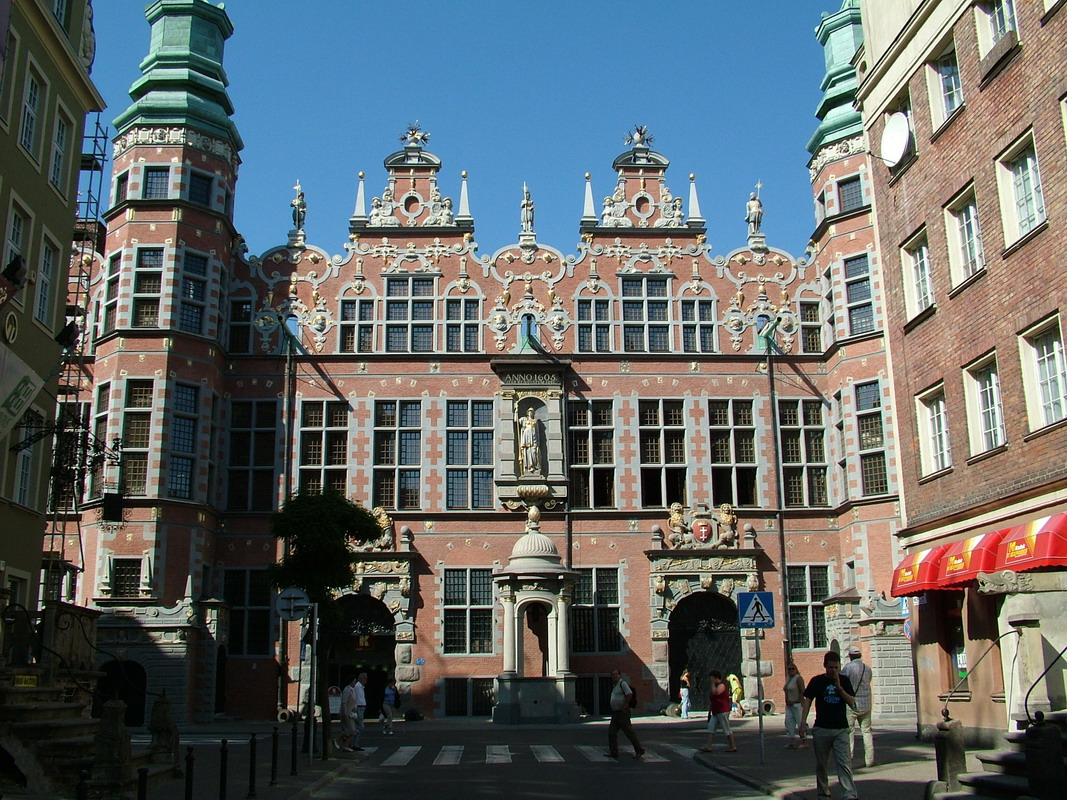
旧兵器庫
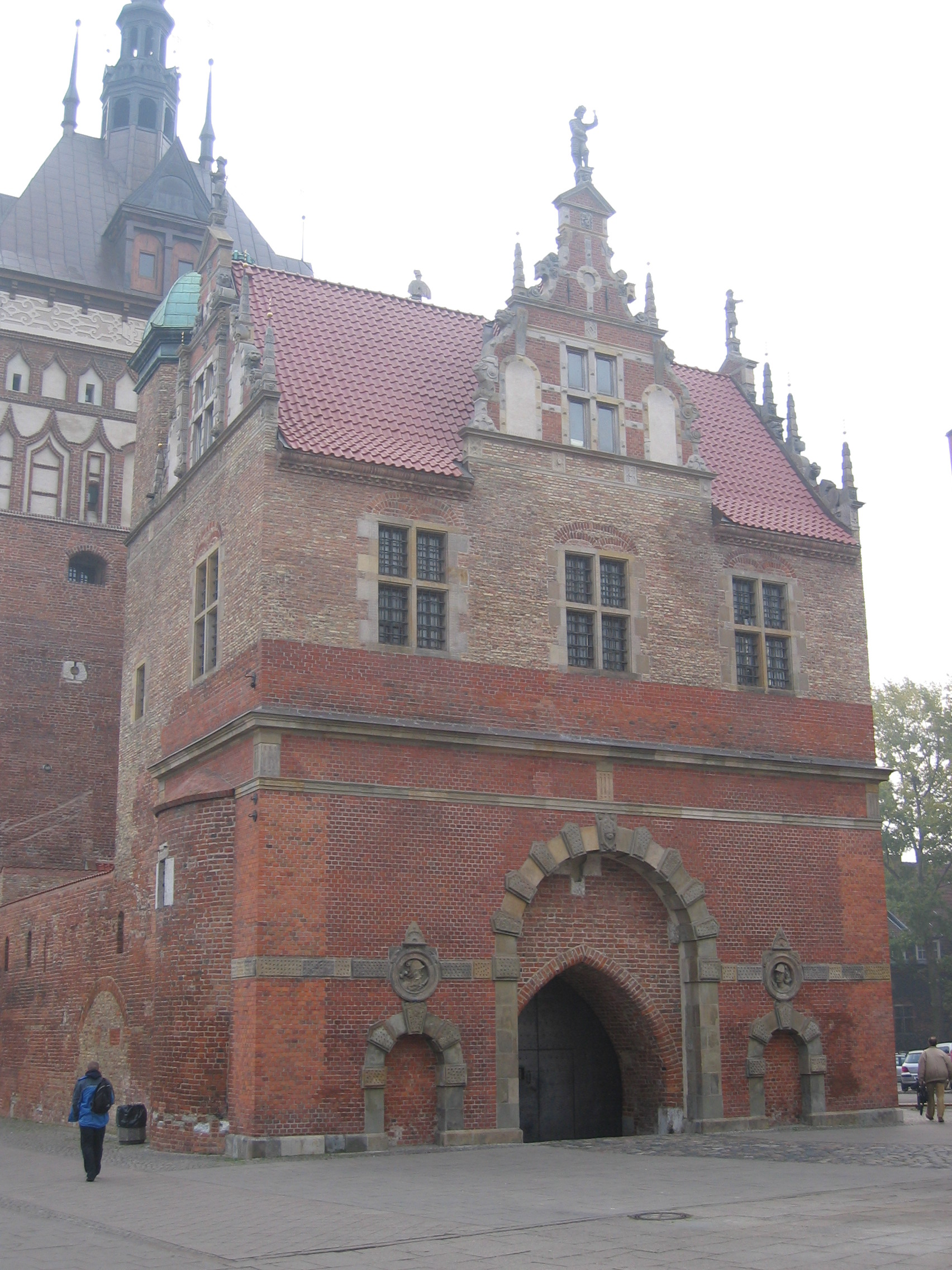
拷問所
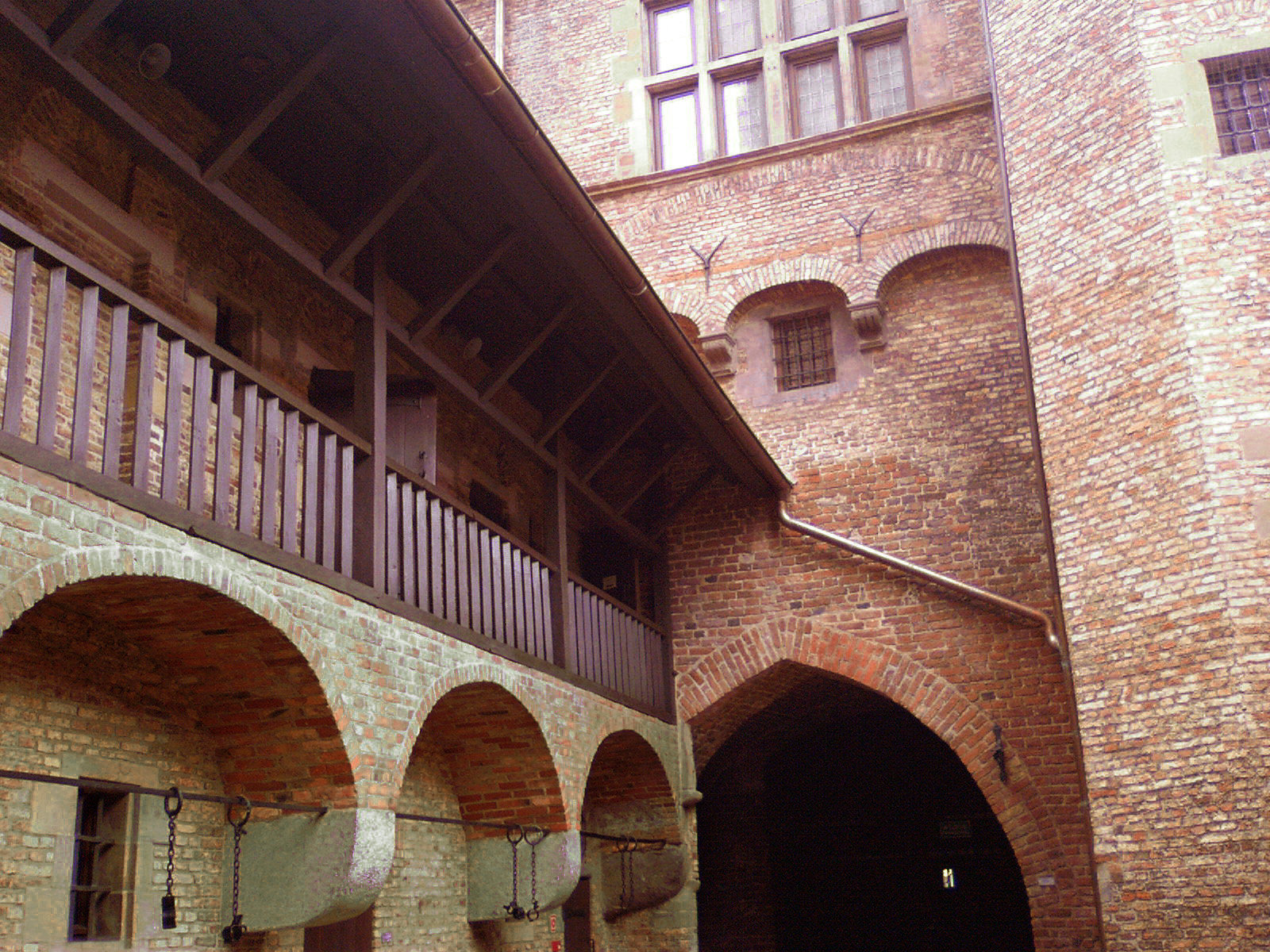
拷問所
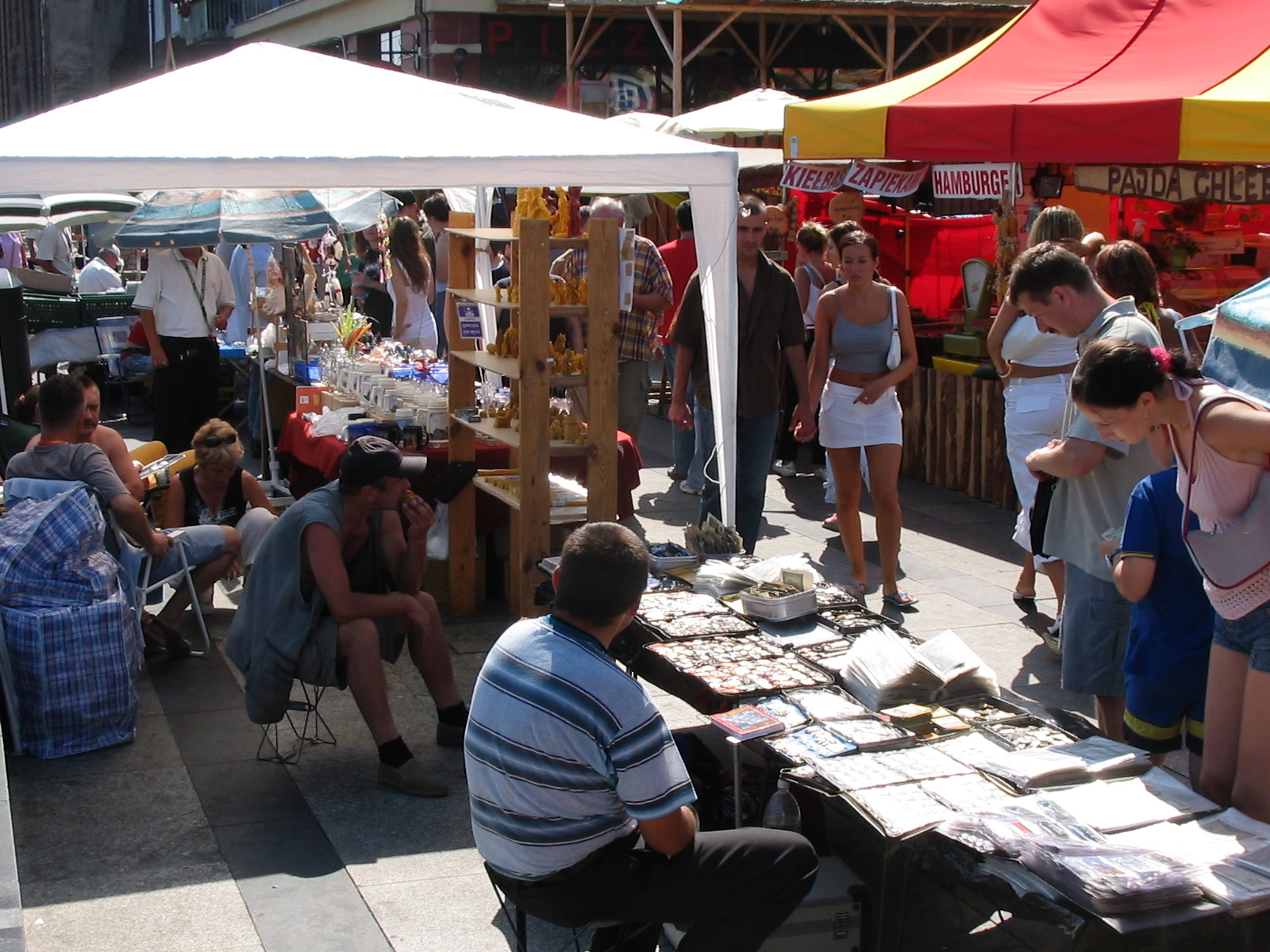
バザール
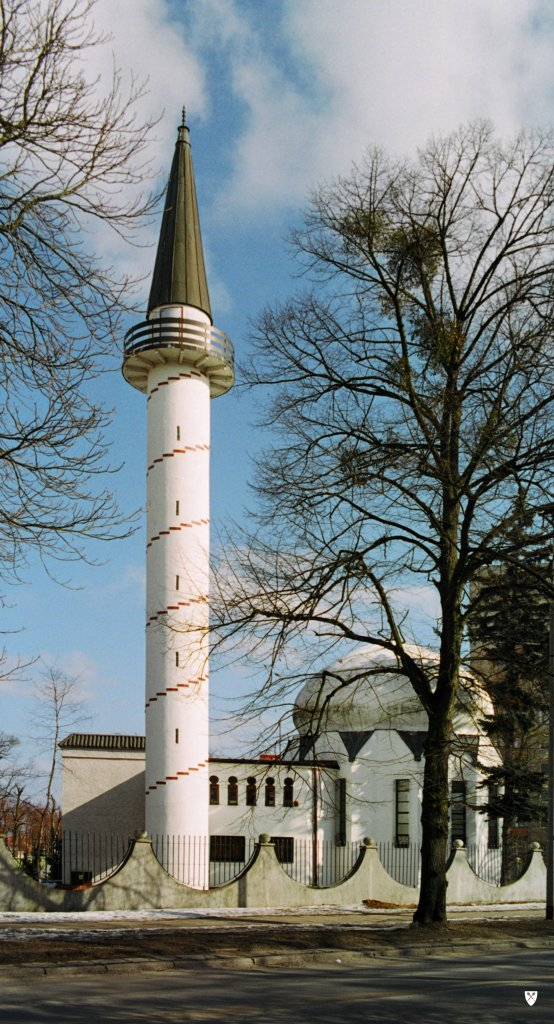
モスク
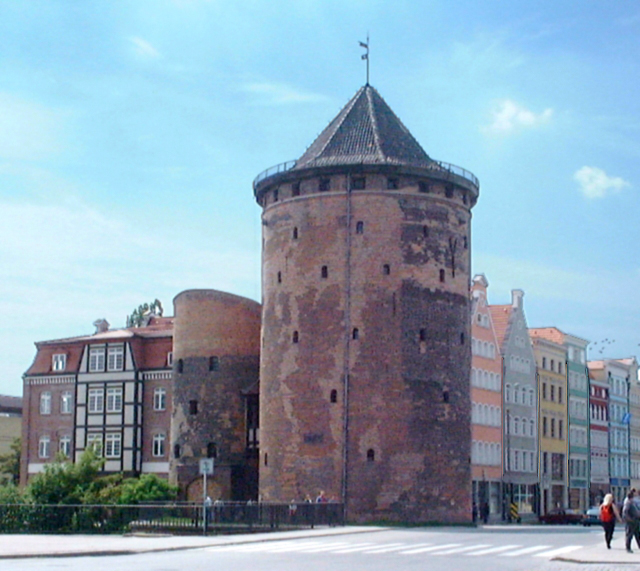
オールド・ゲート
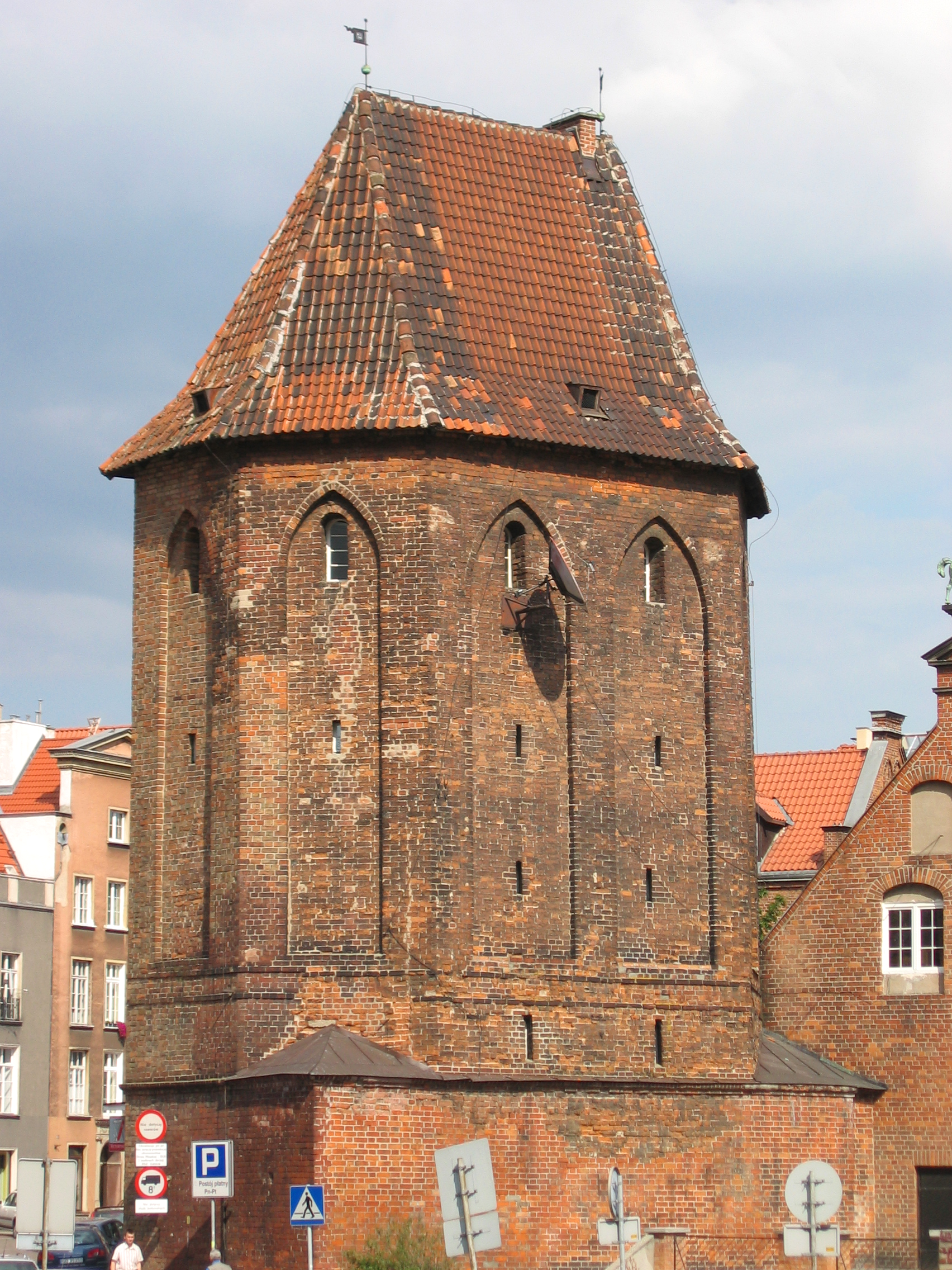
スモール・タワー
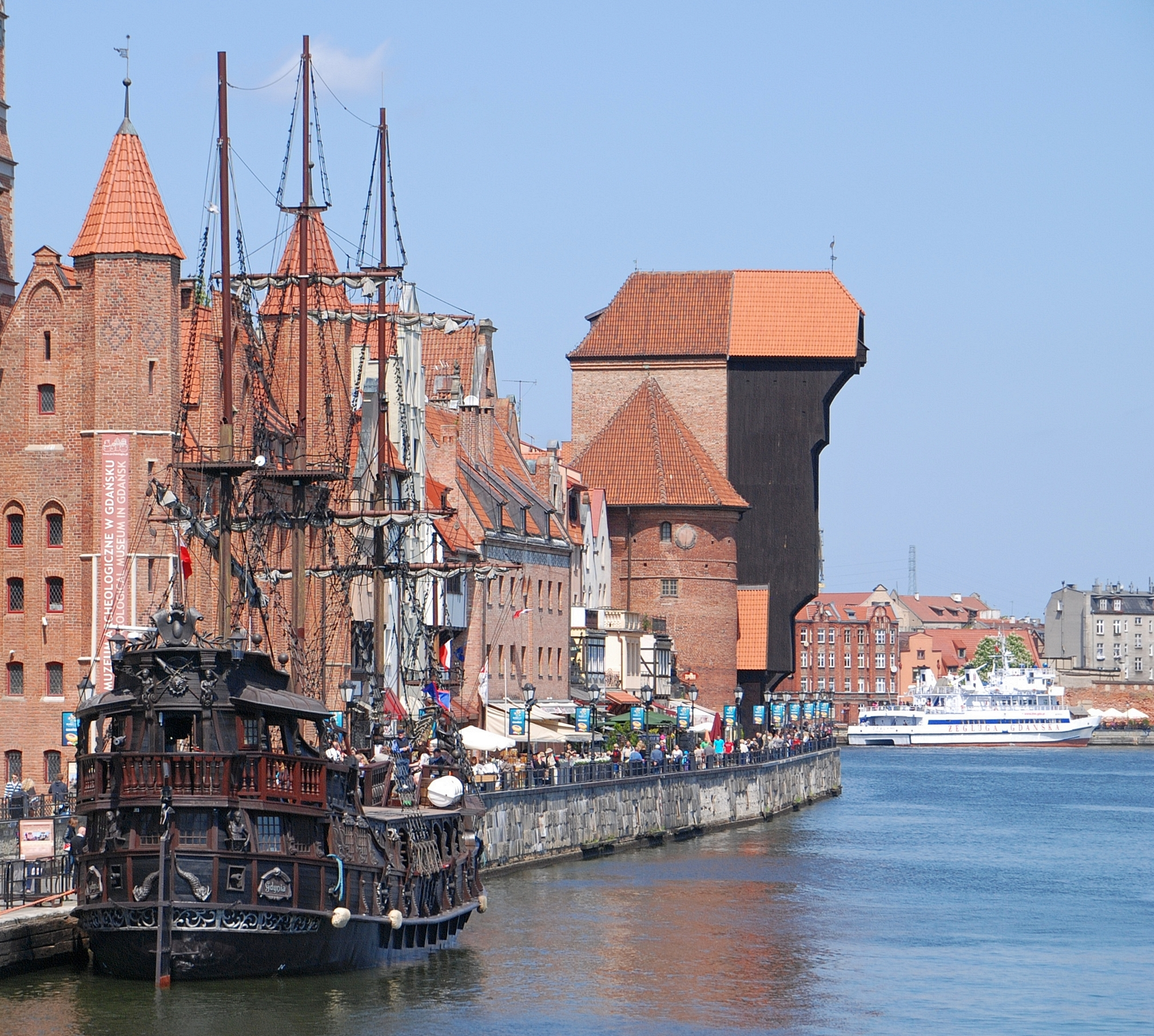
モトワヴァ運河の木造クレーン
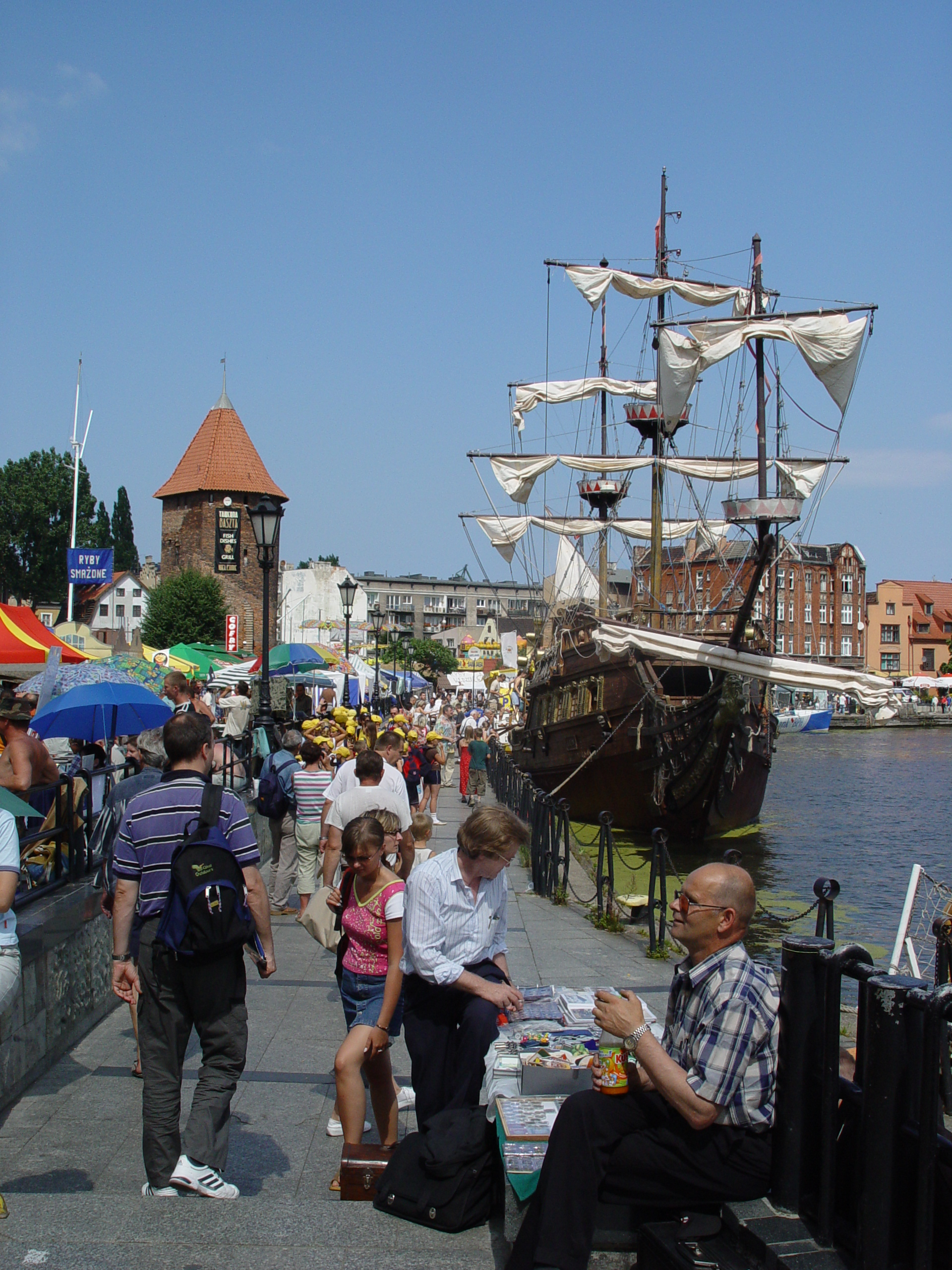
モトワヴァ運河
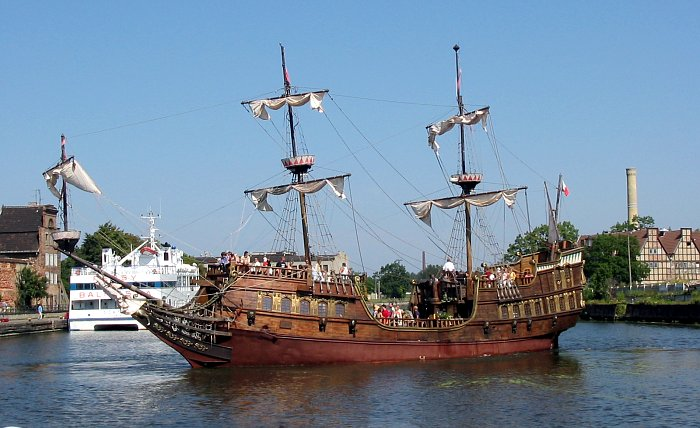
モトワヴァ運河の遊覧船
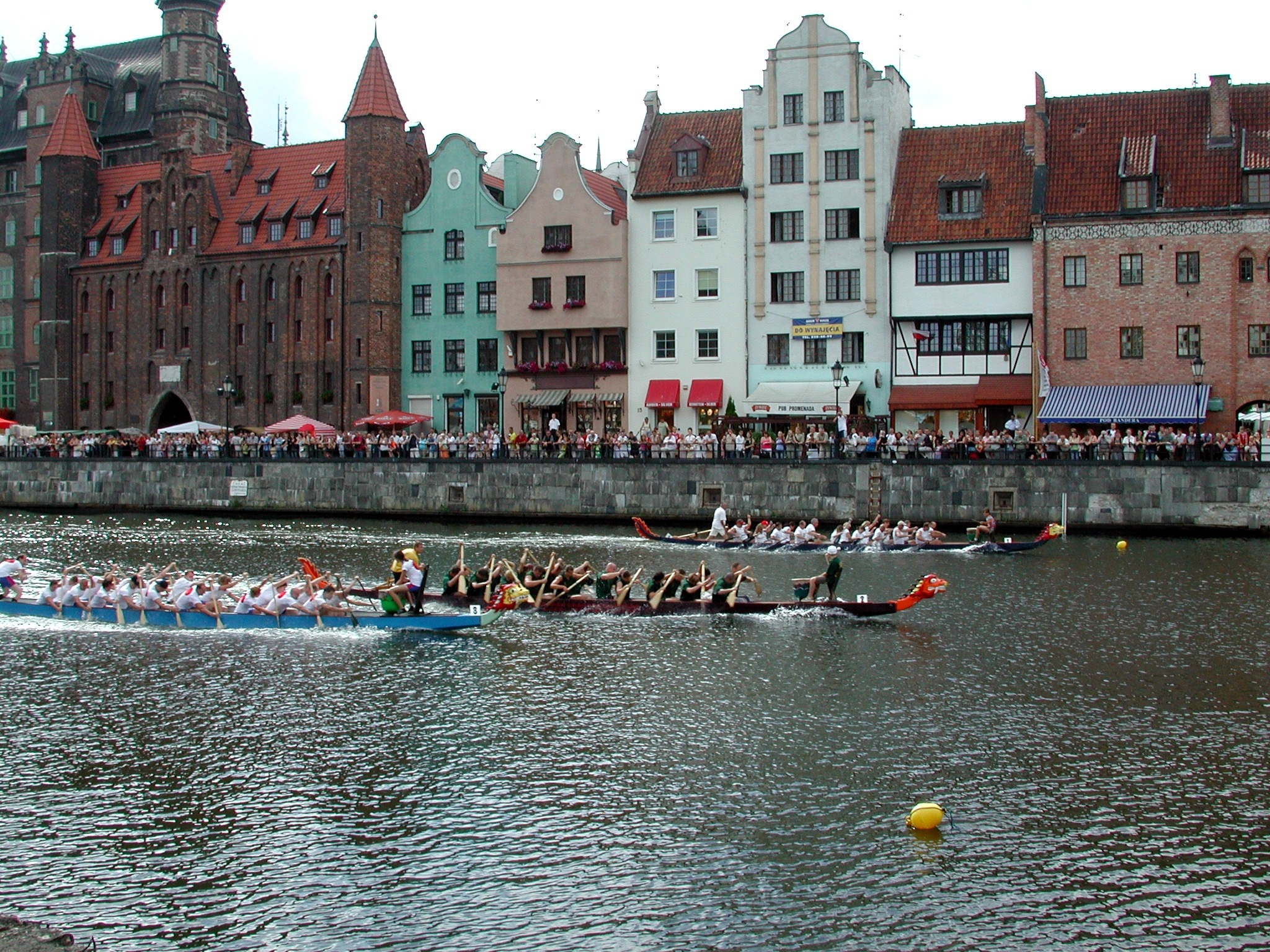
ドラゴンボートレース
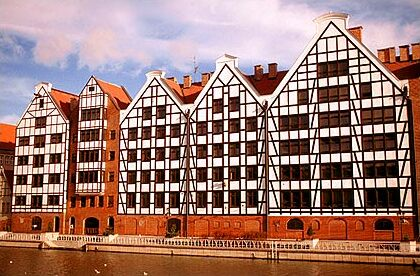
穀倉島
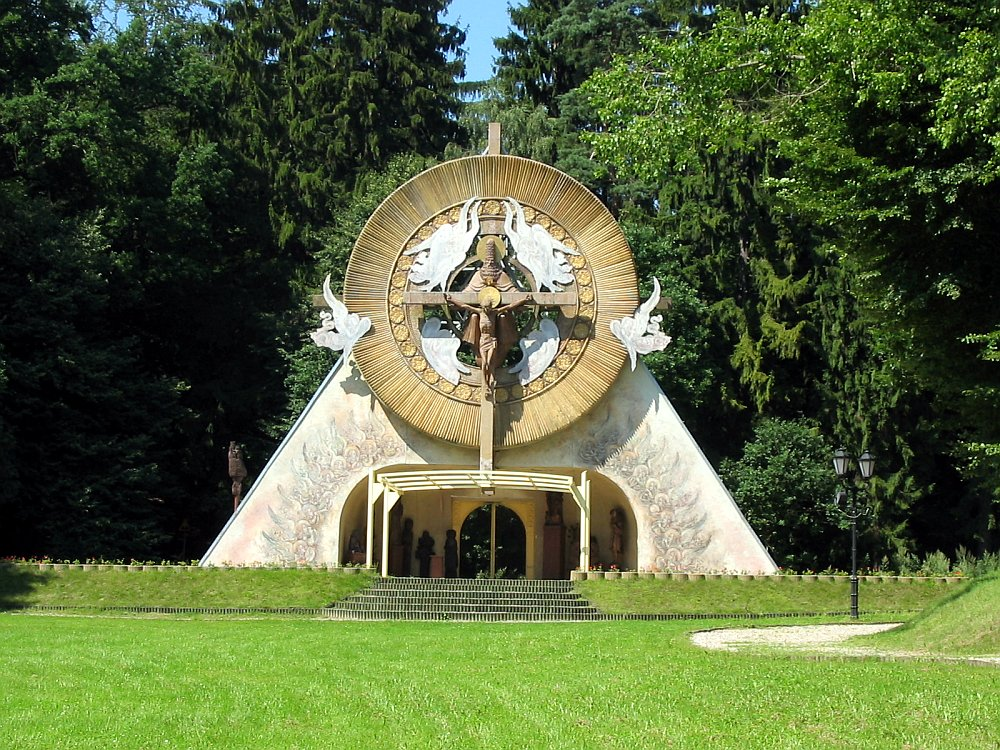
ヨハネ・パウロ2世巡礼記念碑
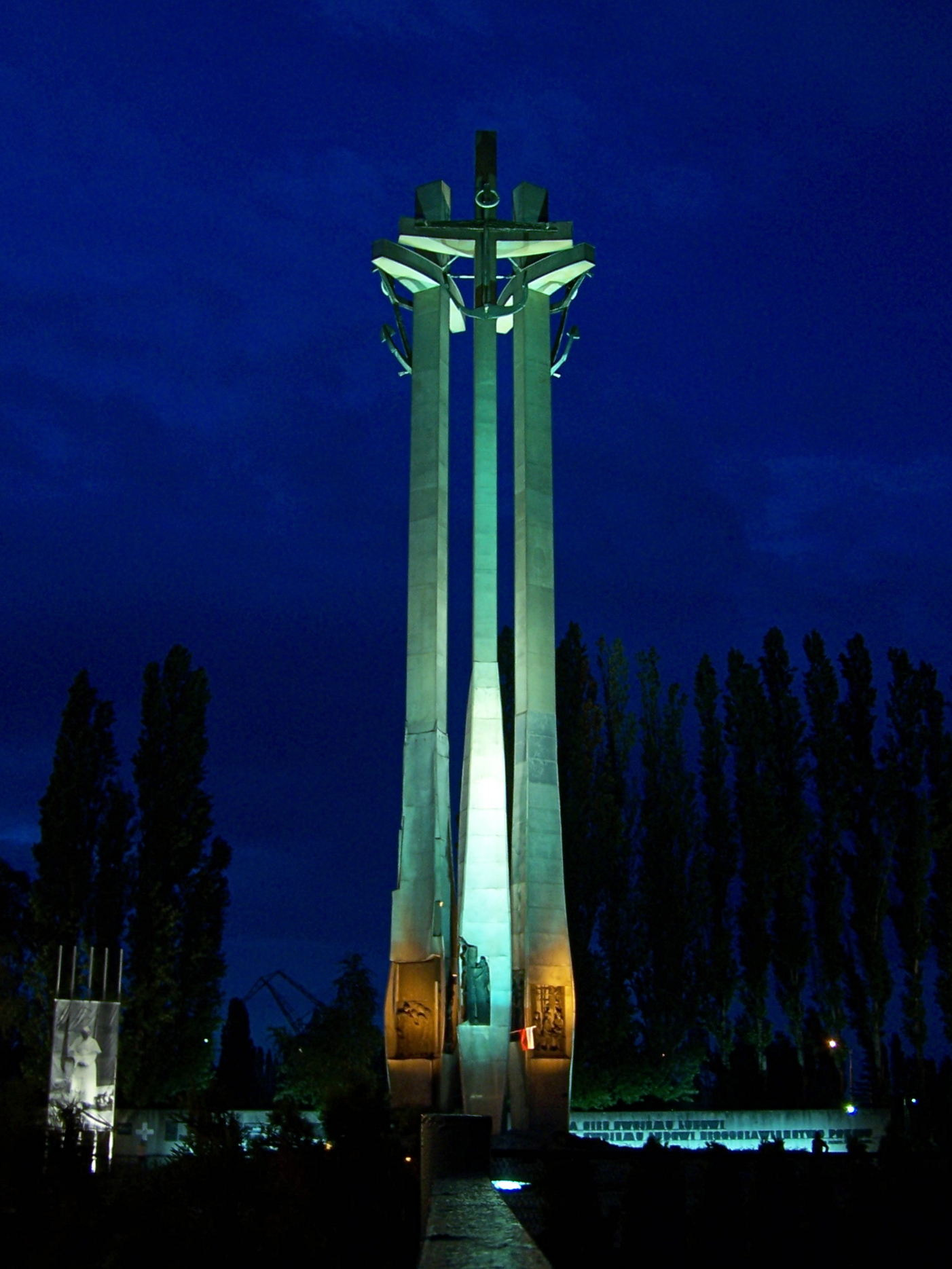
民主化運動記念碑（グダニスク造船所）
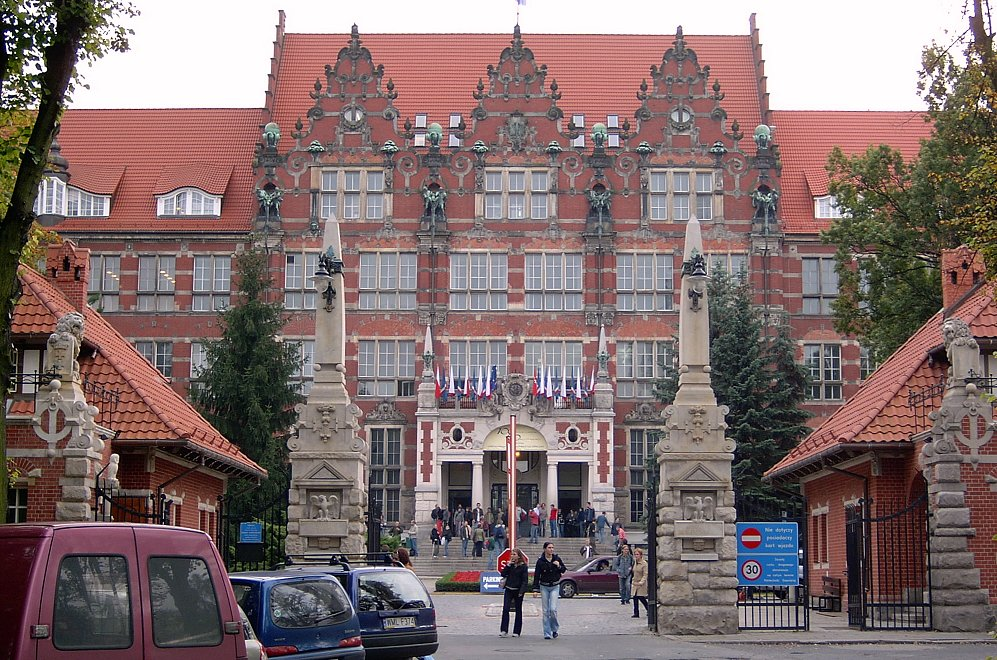
グダニスク工科大学
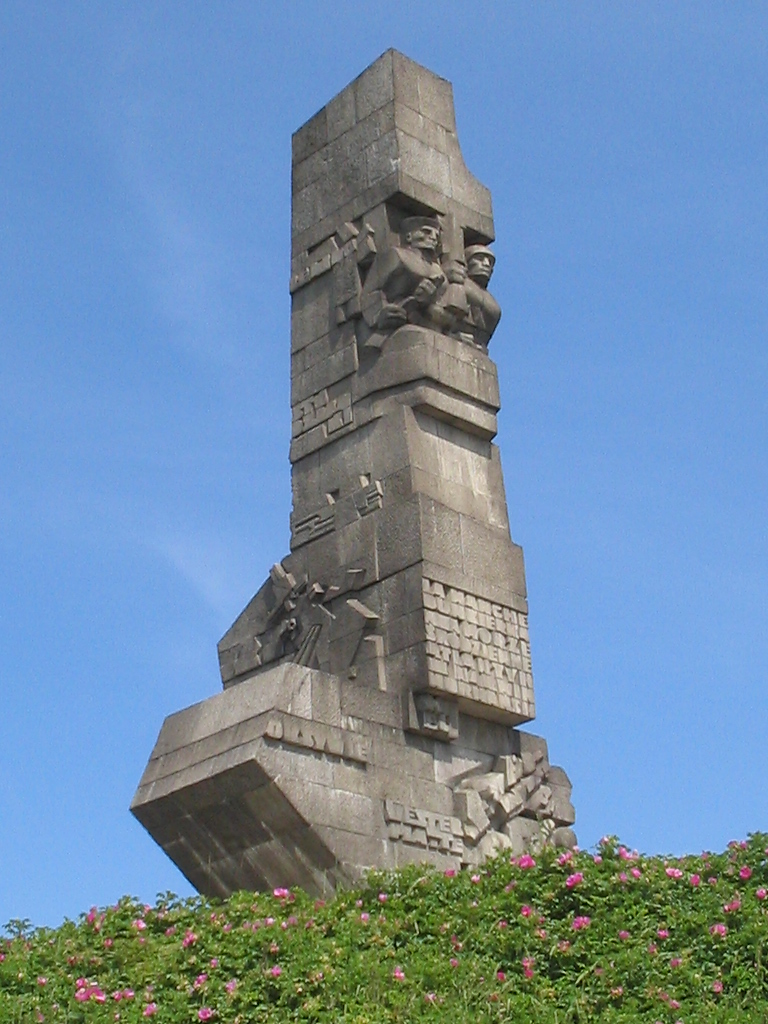
戦争記念碑（グダニスク・ヴェステルプラッテ）
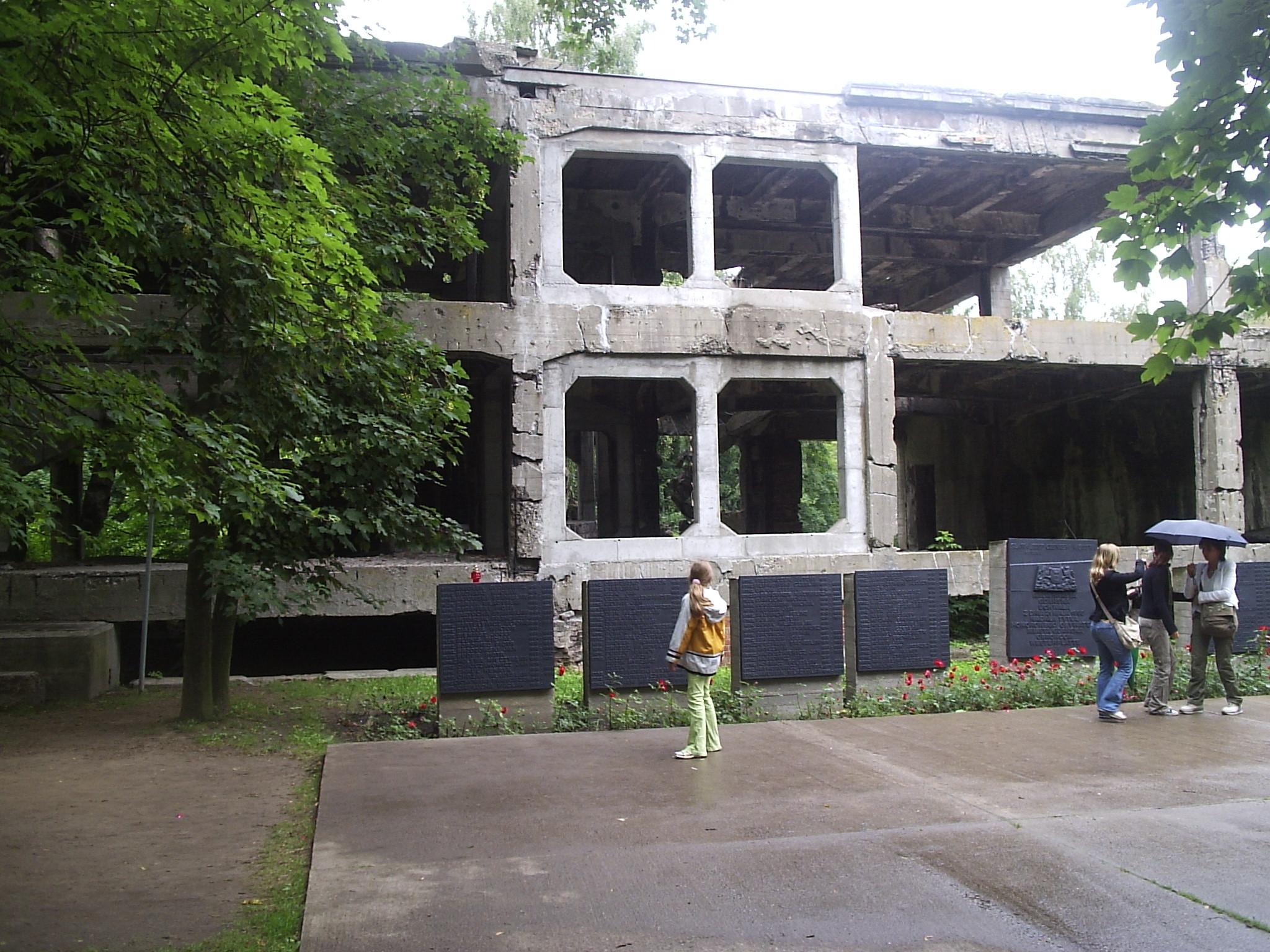
ポーランド軍守備隊兵舎跡（グダニスク・ヴェステルプラッテ）
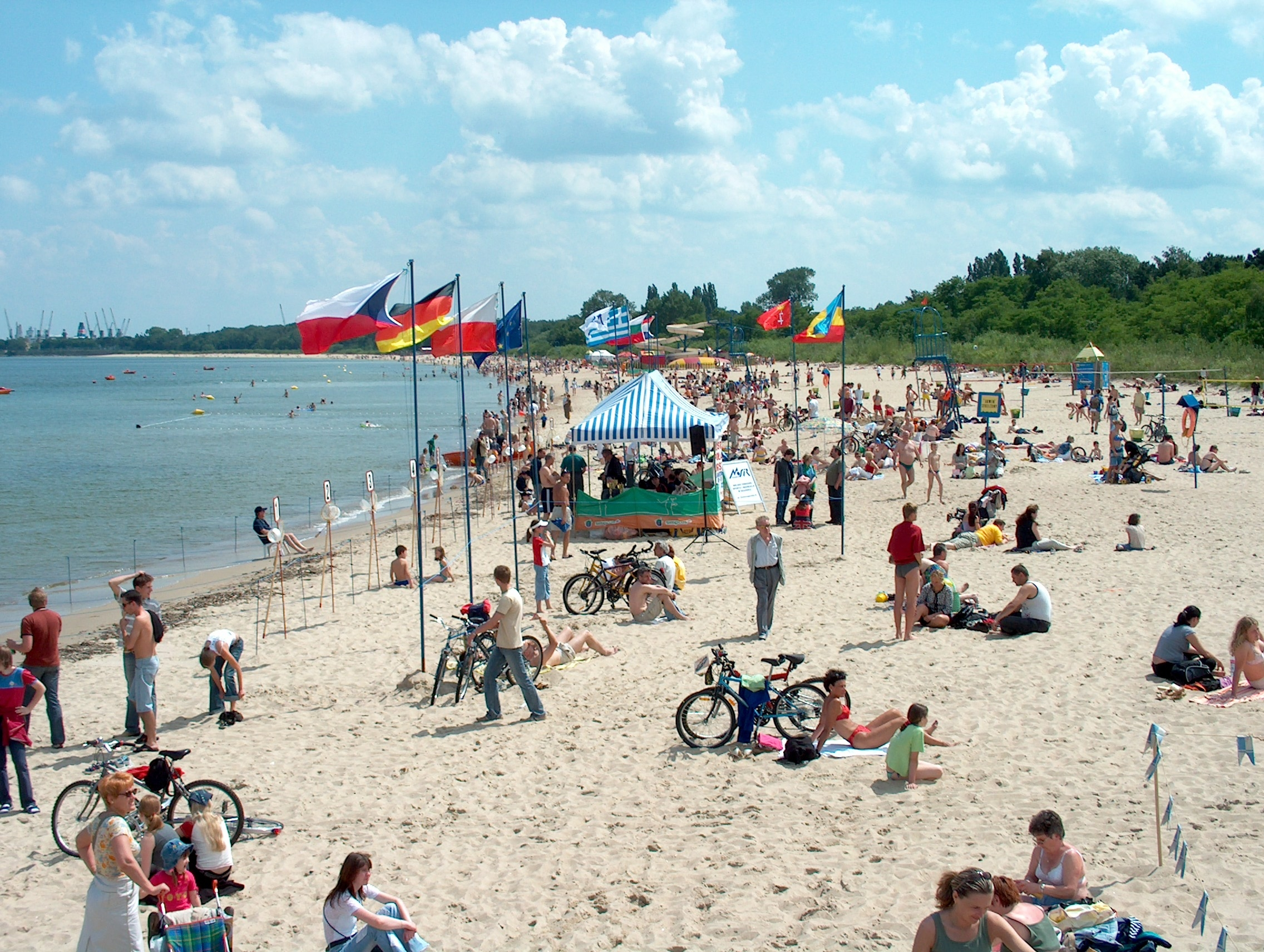
海水浴場（グダニスク・ブジェジノ）
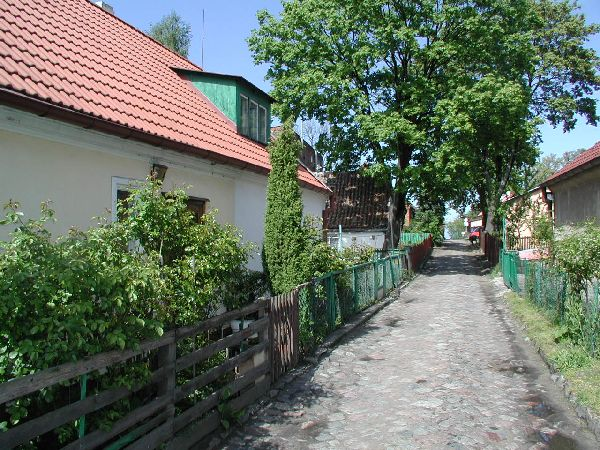
海水浴場の近くの住宅地の小道（グダニスク・ブジェシノ）

### グディニャ
グダニスク湾に望む港湾都市。港湾施設は1920年代に、ポーランドによって当時の最新技術を駆使して建設された。その後現在に至るまで拡張整備が進んでいる。岸壁では貨物船のほか、多くの帆船や客船が見られ、第二次世界大戦で活動した軍艦も博物館として停泊している。マリーナもあり、ヨットやクルーザーが多く停泊している。グディニャとスウェーデンのカールスクルーナとの間で定期フェリーが運航している。8つの大学があって学生街でもあるため、若者向けの遊興施設も多い。グダニスク・ソポトとともに「三連都市（Trójmiasto）」を形成する。市公式サイト（英語・ポーランド語・ドイツ語・スウェーデン語・デンマーク語・フランス語・ロシア語）あり。（上記「グダニスク」の項と下記「ソポト」の項を参照）

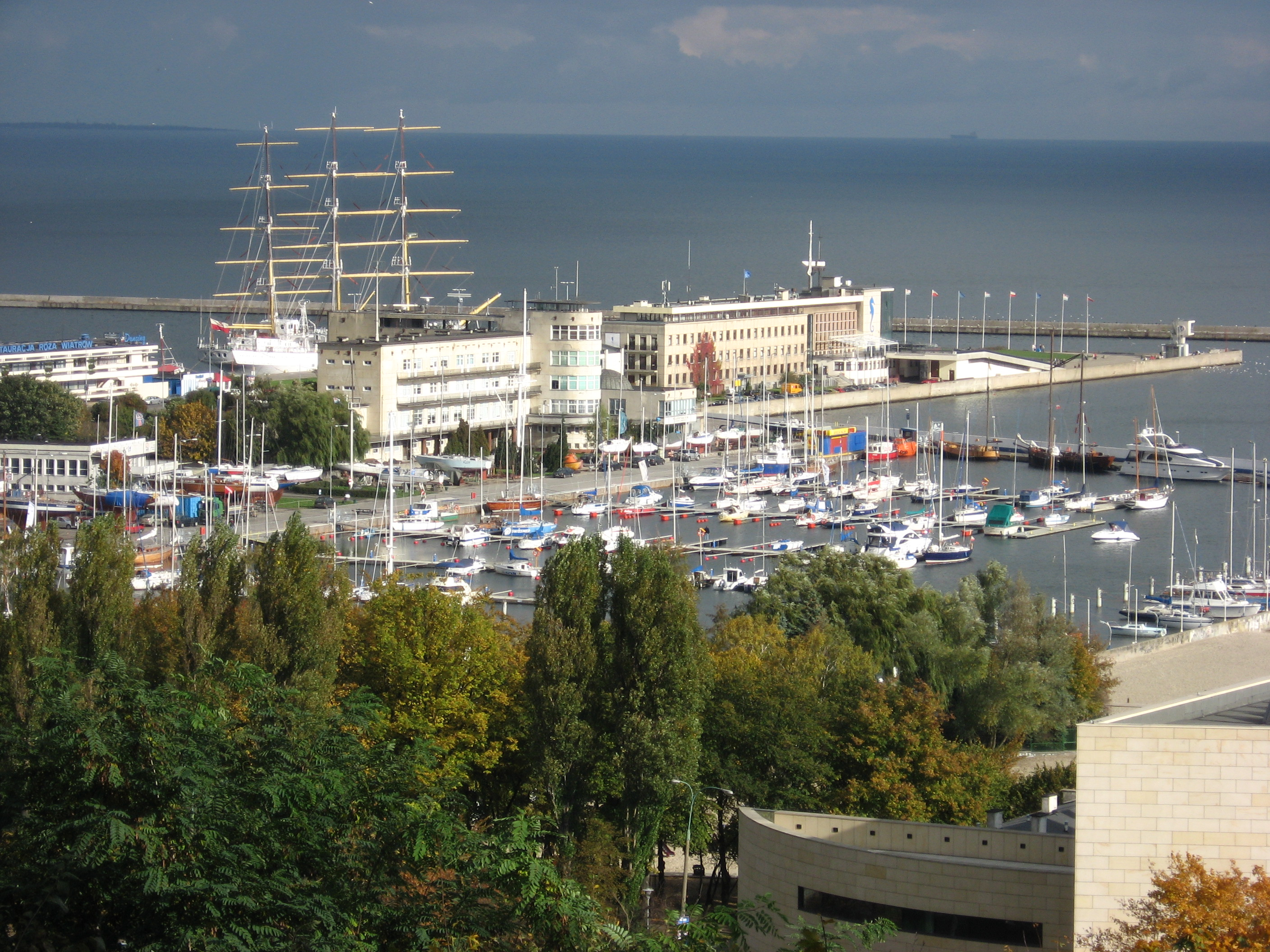
グディニャ港
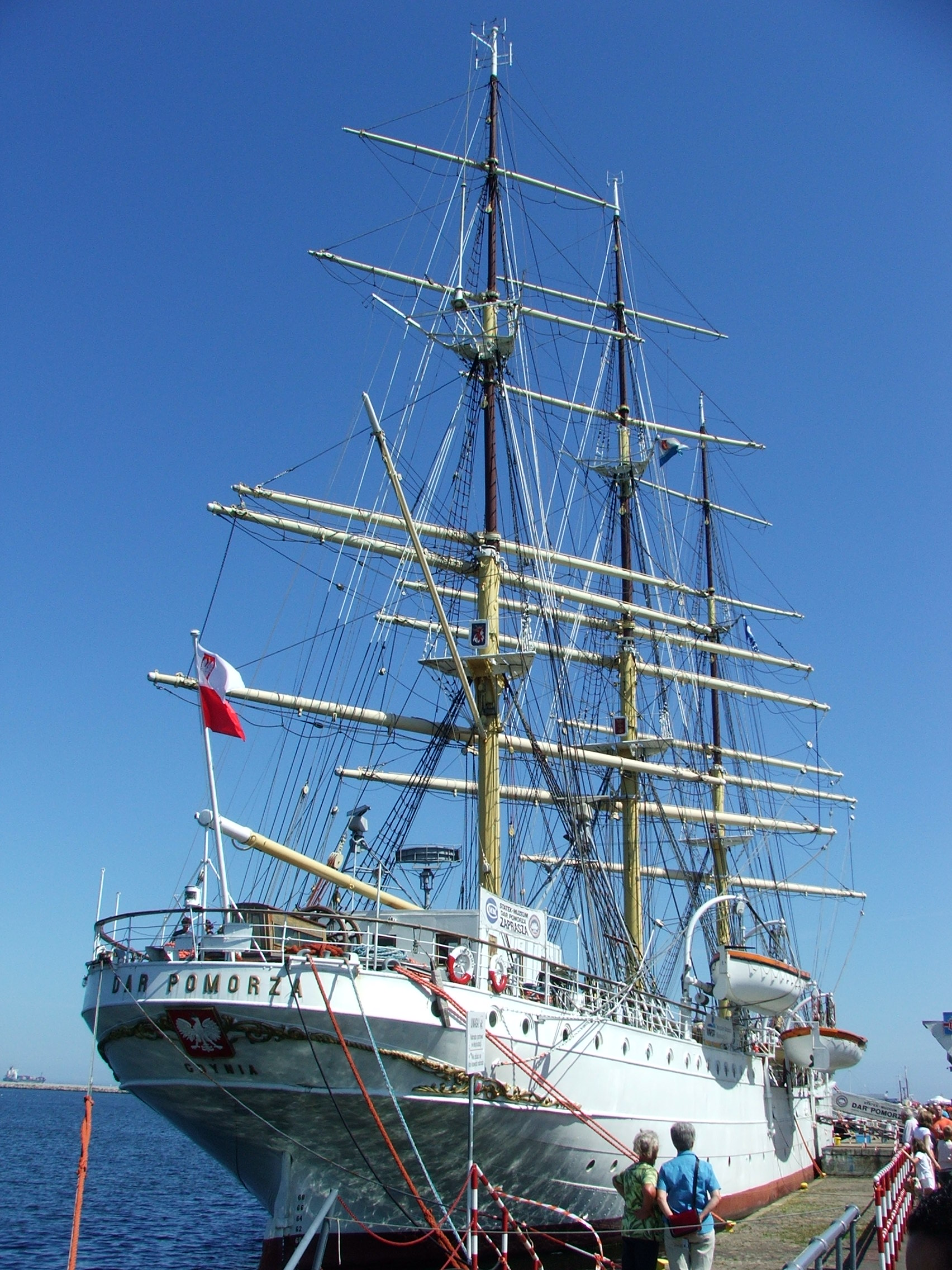
帆船博物館

### ヘル半島
グダニスクの沖へと伸びる長大な砂州でできている半島。半島内にはいくつか村や漁港があり、先端まで鉄道と道路が通っている。半島の幅は最も細いところで100メートルしかない。夏にはリゾートとして観光客で賑わう。漁港では近海で獲れる新鮮な魚のフライが名物。先端の街ヘルは1440年より自治領連合であるプロイセン同盟に加盟してポーランド王の庇護を受け、1466年よりポーランド王領プロイセンの都市として発展、1569年にポーランド王国に正式加盟し1772年までポーランド領であった。ヘル半島にある自治体は根元から先端まで以下の通りとなる。
1. ヴワディスワヴォヴォ（Władysławowo） - 公式サイト（英語・ポーランド語・ドイツ語）あり。
2. ハウピュィ（Chałupy） - 公式サイト（ポーランド語）あり。
3. クジニツァ（Kuźnica） - 公式サイト（英語・ポーランド語・ドイツ語）あり。
4. ヤスタルニャ（Jastarnia） - 公式サイト（ポーランド語）あり。
5. ユラタ（Jurata） - 公式サイト（英語・ポーランド語・ドイツ語）あり。
6. ヘル（Hel） - 公式サイト（ポーランド語）あり。

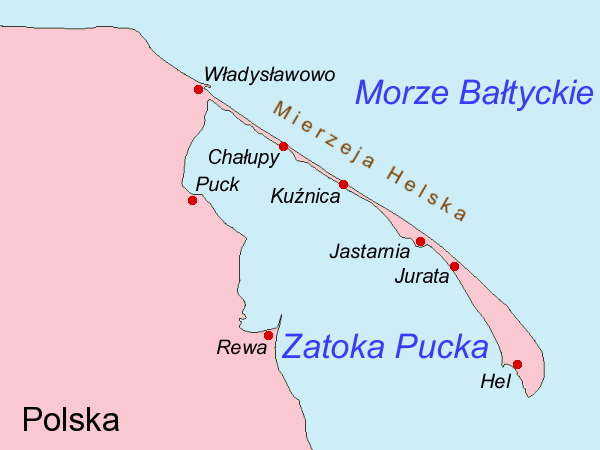
ヘル半島の地図
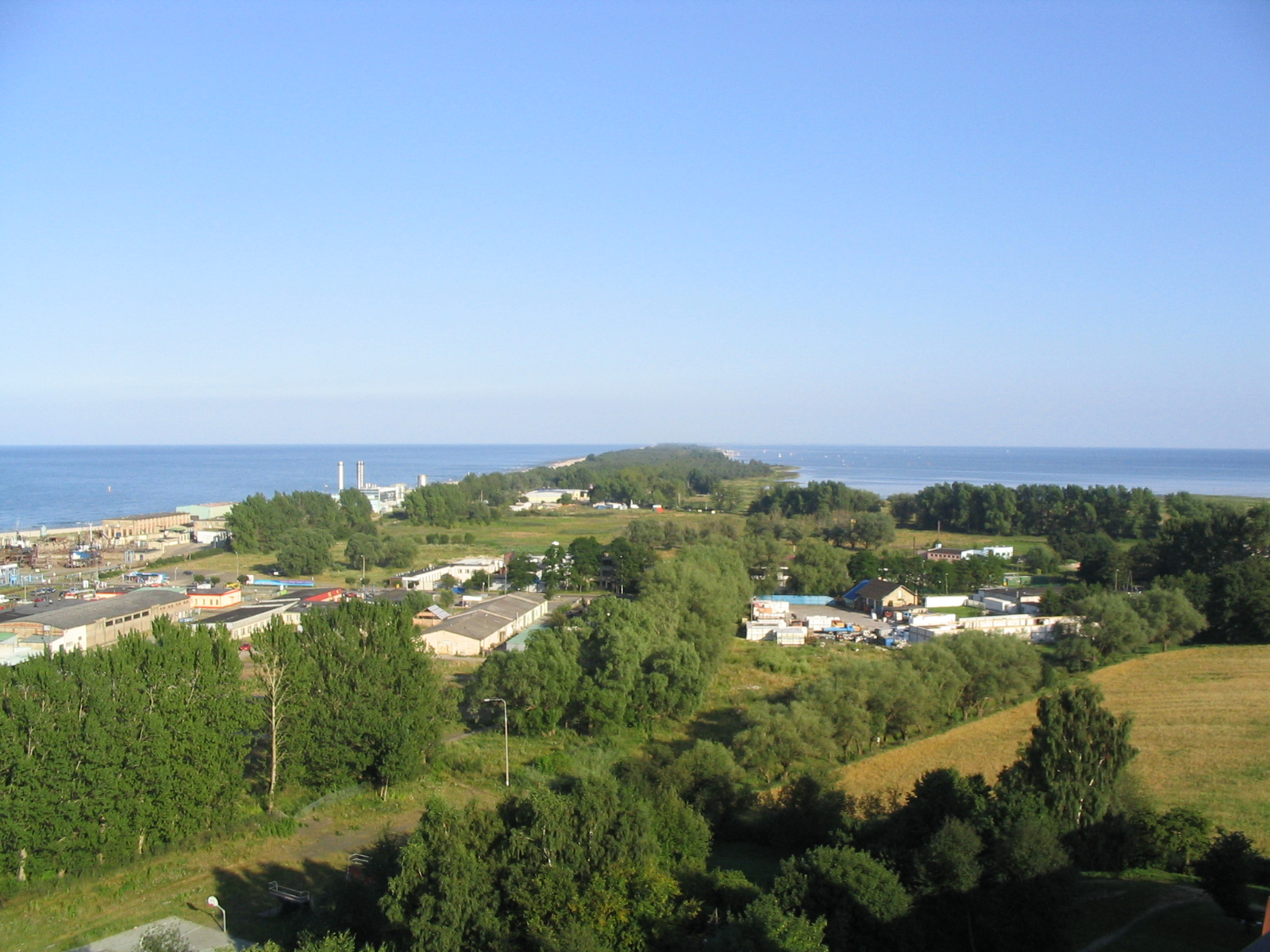
ヴワディスワヴォヴォから望むヘル半島
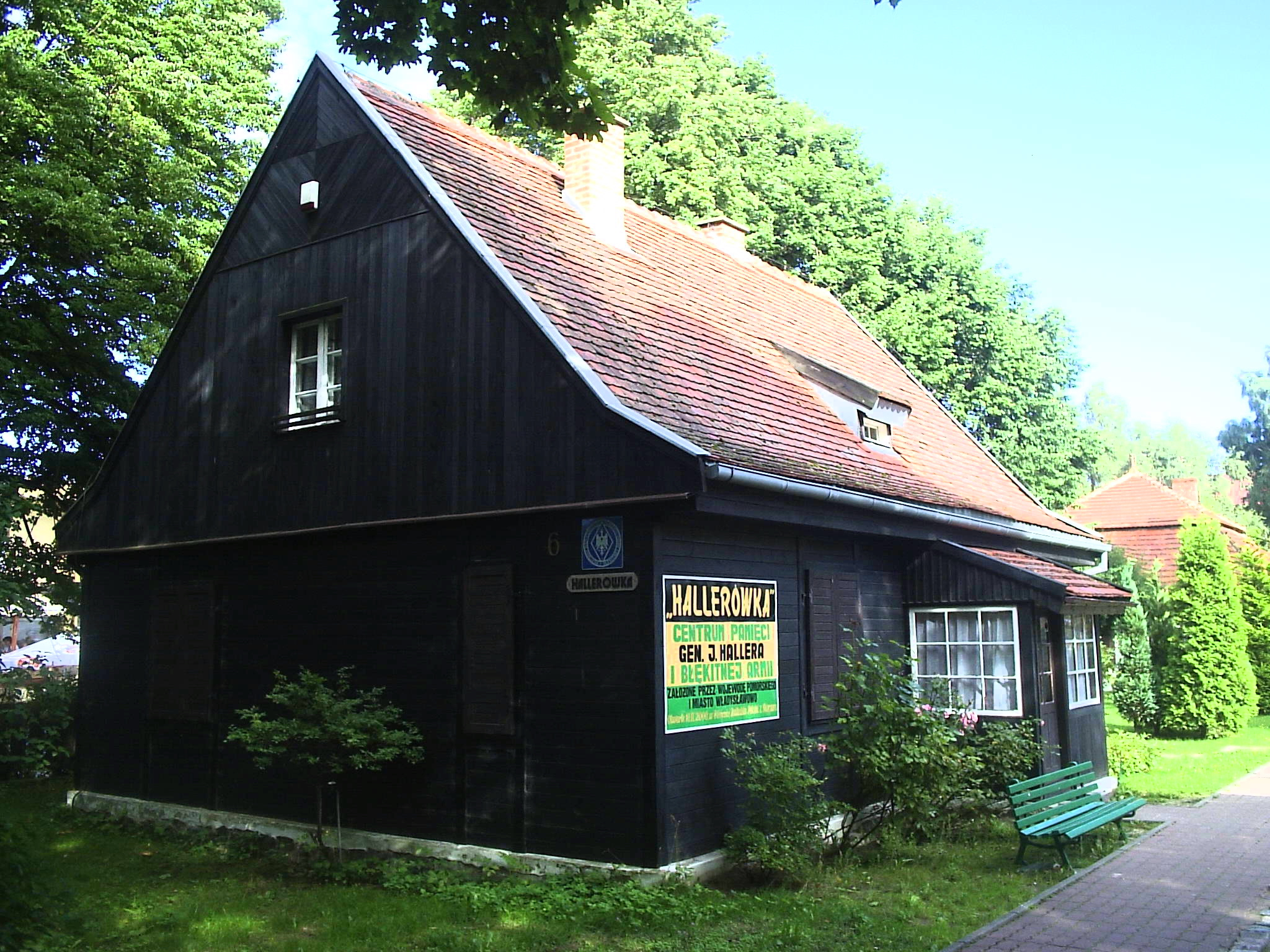
旧ポーランド陸軍中将ユゼフ・ハレル・デ・ハレンブルクの家（ヴワディスワヴォヴォ）
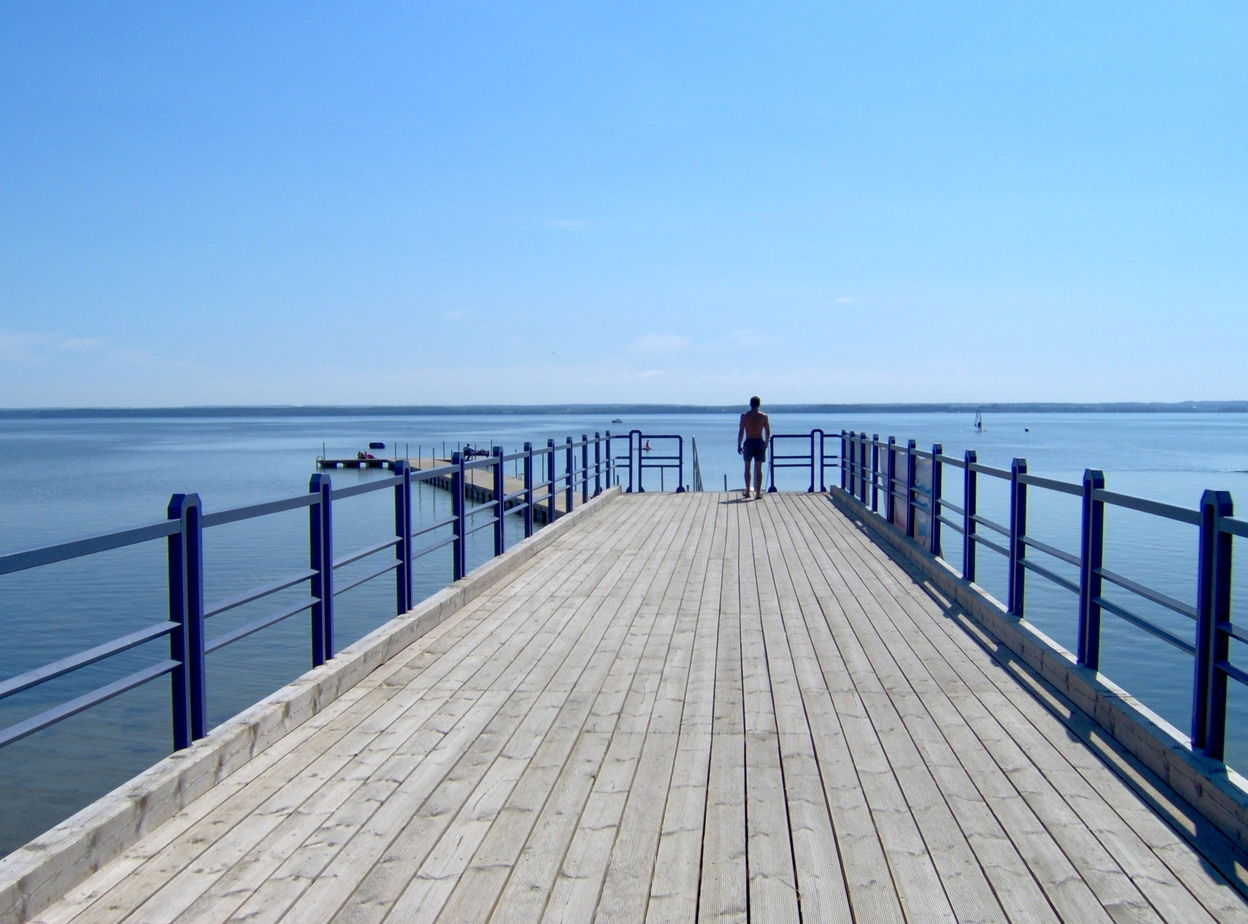
ハウピュィの桟橋
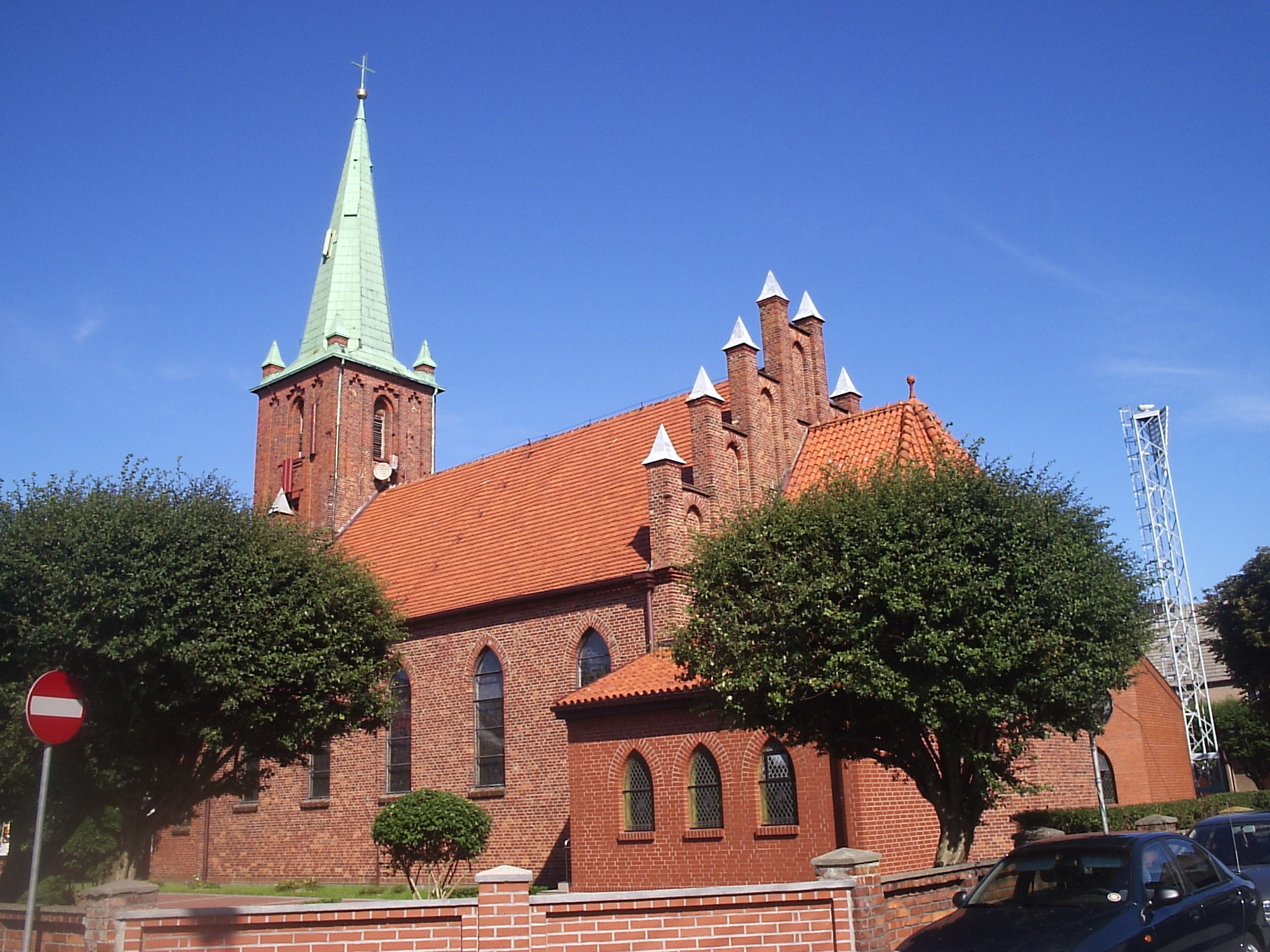
クジニツァ教会
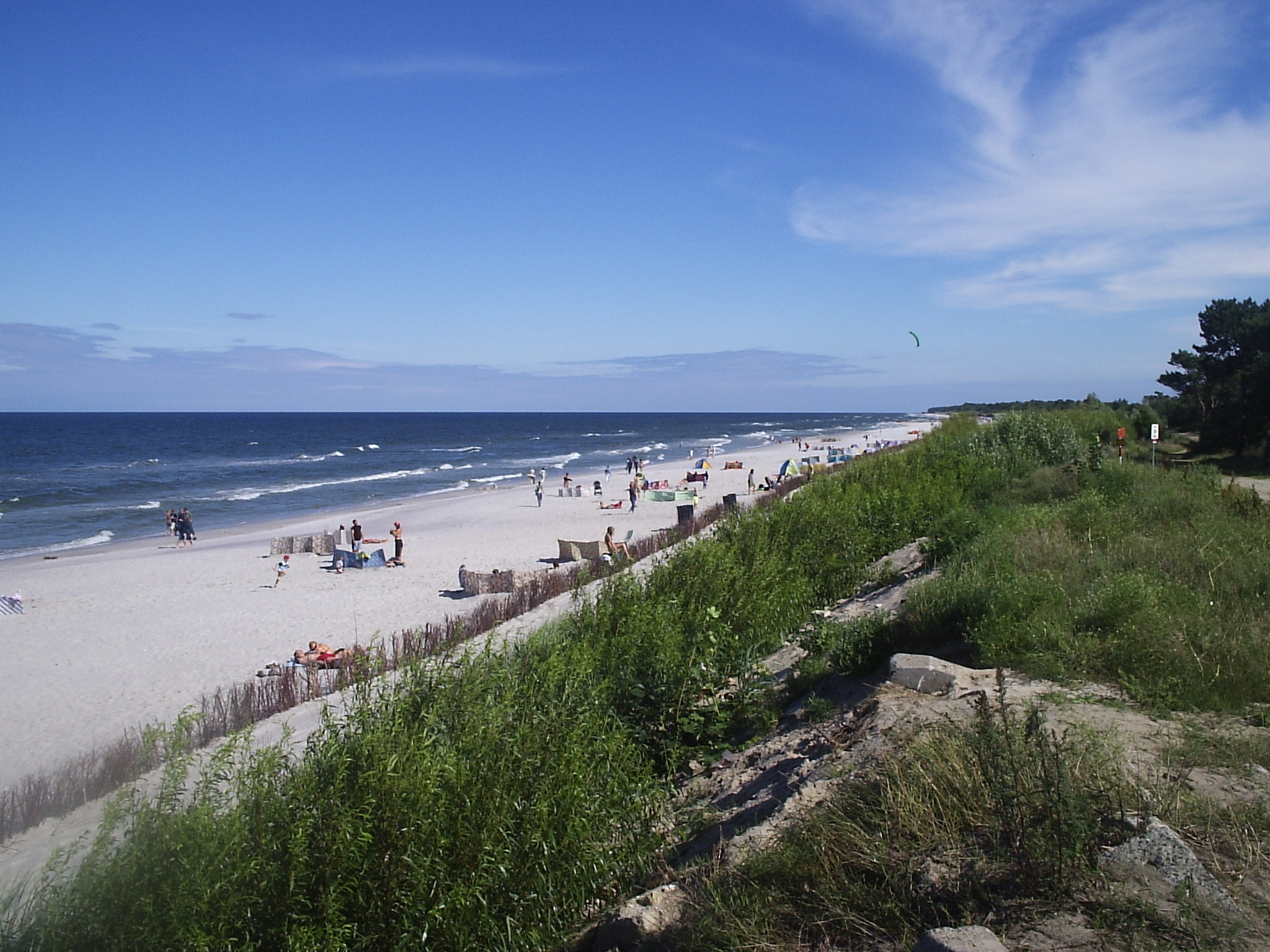
海水浴場（クジニツァ）
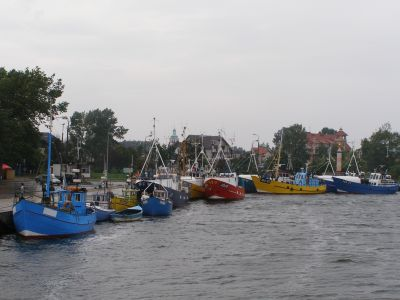
ヤスタルニャ漁港
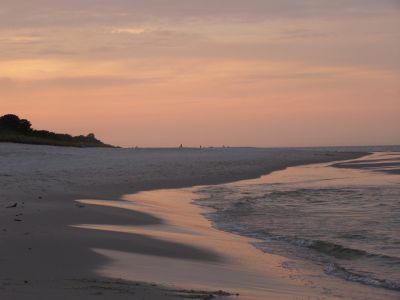
ユラタ
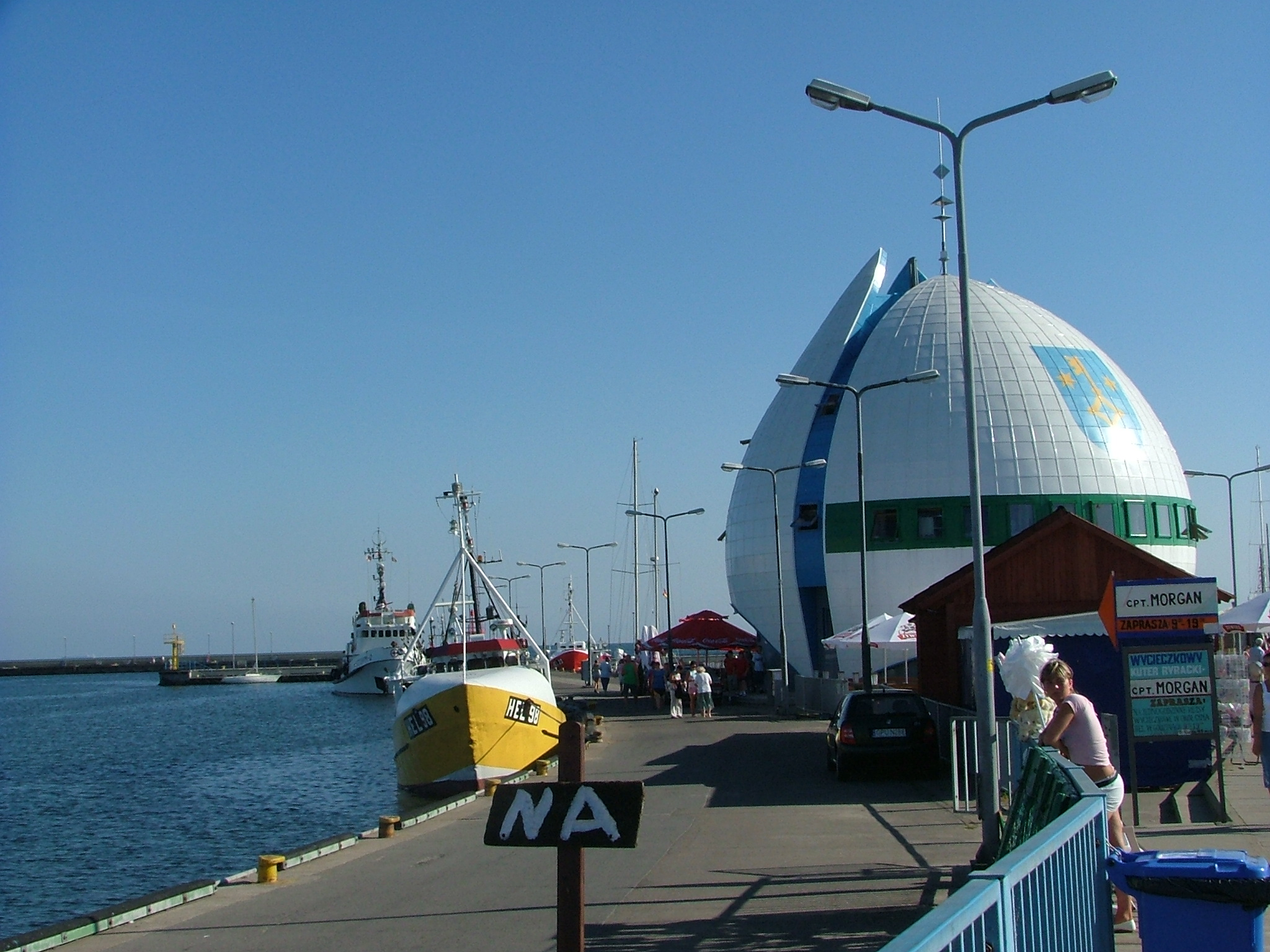
ヘル港
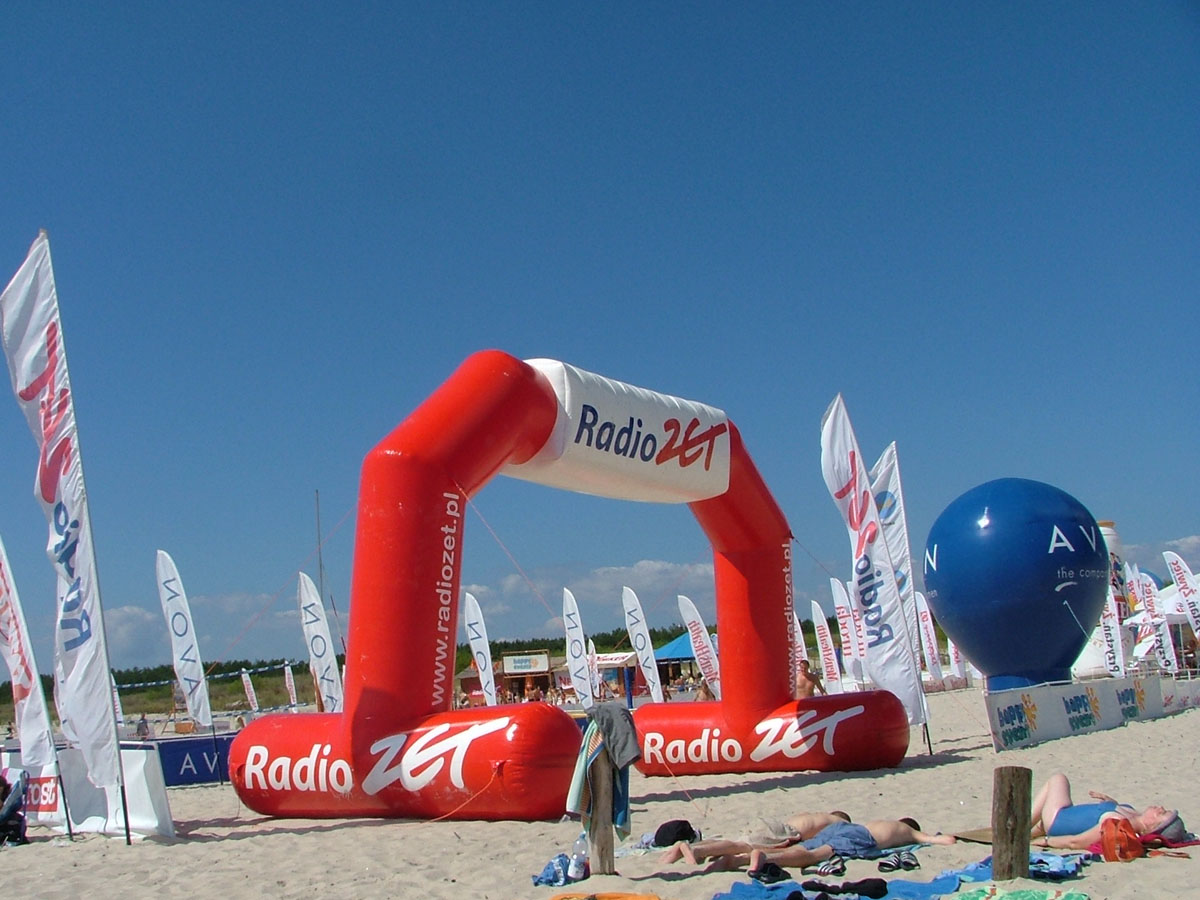
海水浴場（ヘル）
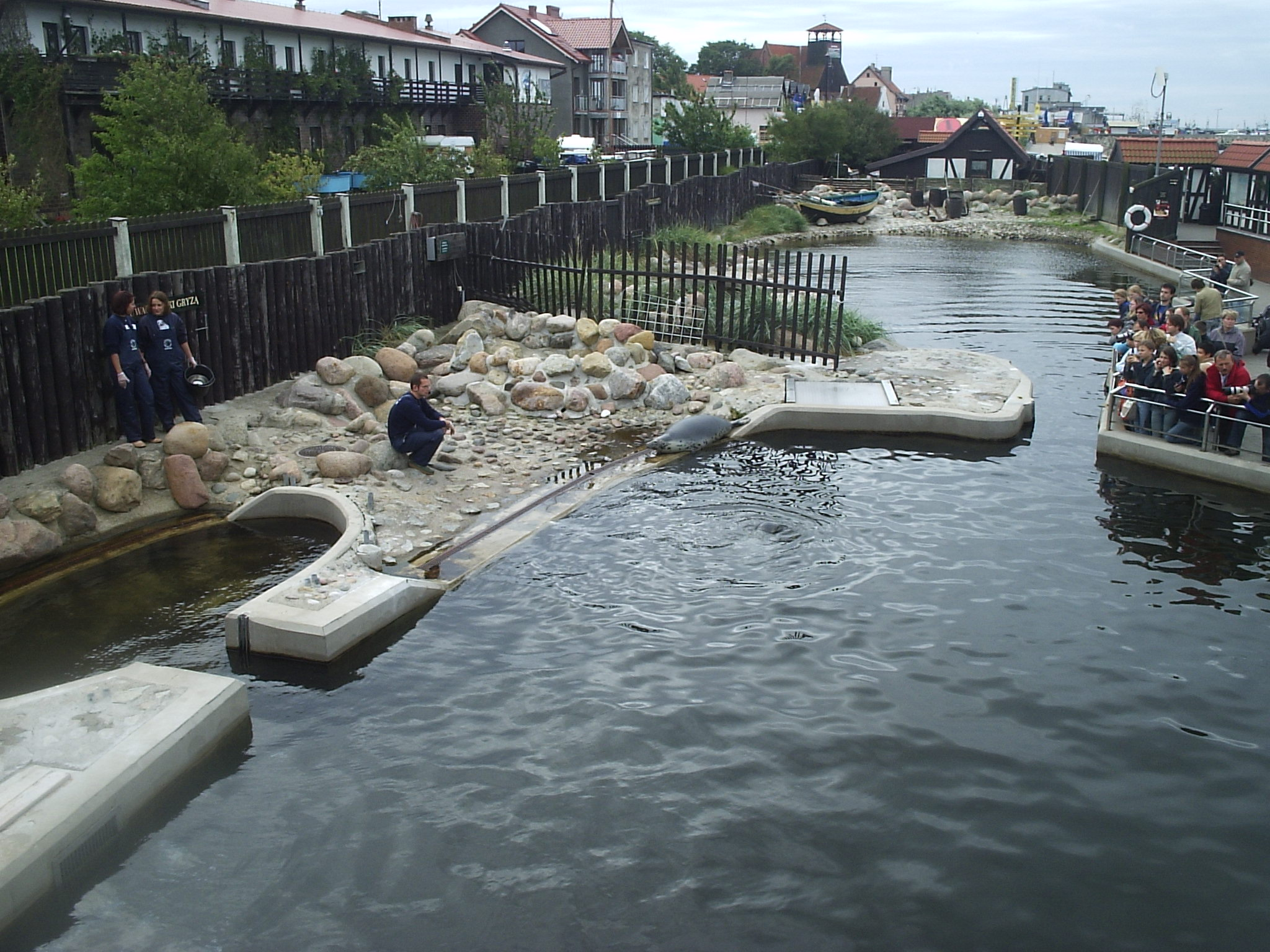
アザラシ園（ヘル）
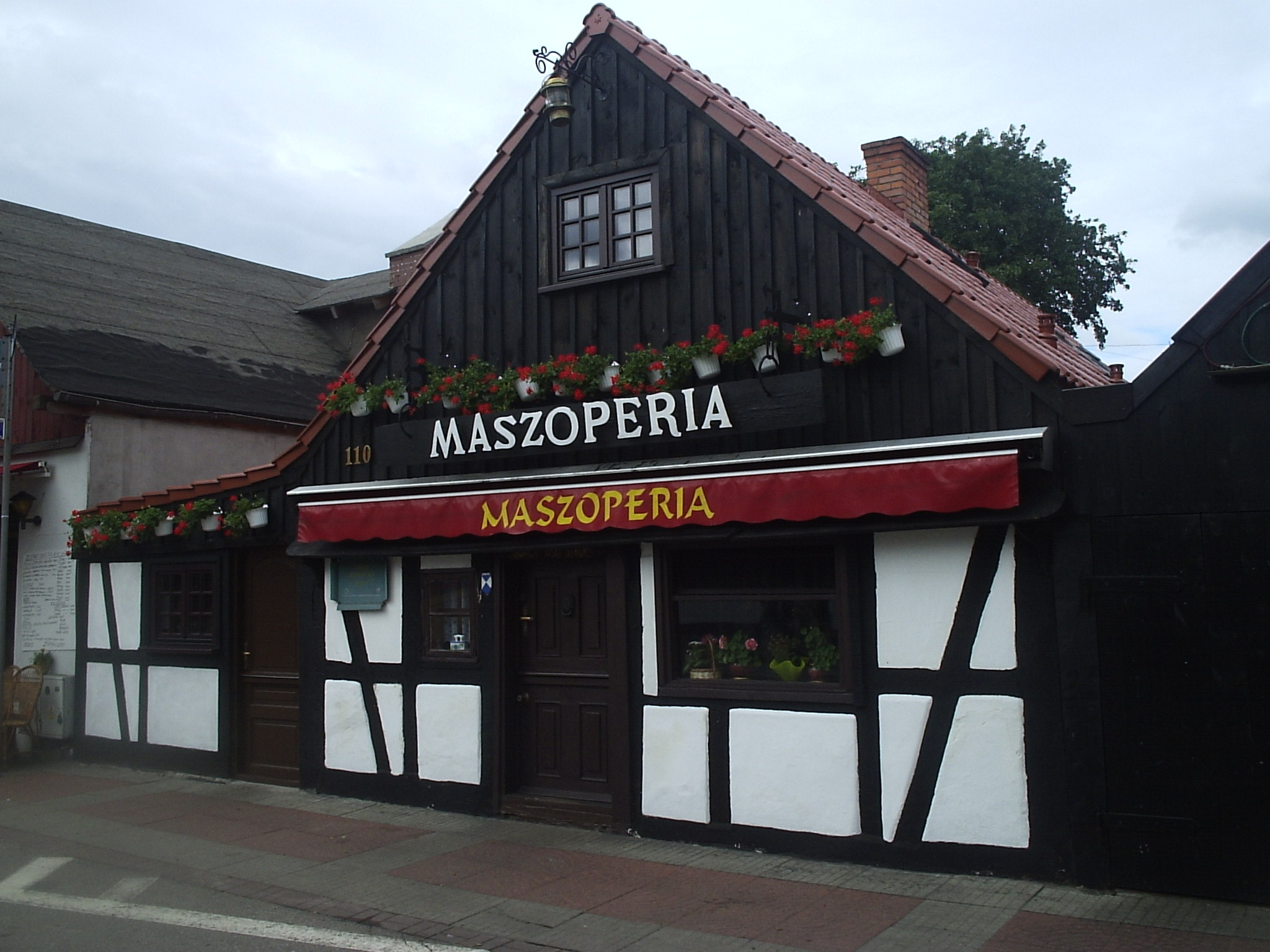
魚料理のカフェレストラン（ヘル）

### マルボルク
ここのドイツ騎士団城は第二次世界大戦のドイツ軍とソ連軍との間の激しい戦闘で破壊されたが、戦後はポーランド人の手により復元され、ユネスコ世界遺産に登録されている。毎年5月にはポーランド王国によるマルボルク城攻略を記念した壮大な歴史祭りが開催される。公式サイト（英語・ポーランド語・ドイツ語・エスペラント語・ロシア語・フランス語・スウェーデン語）あり。

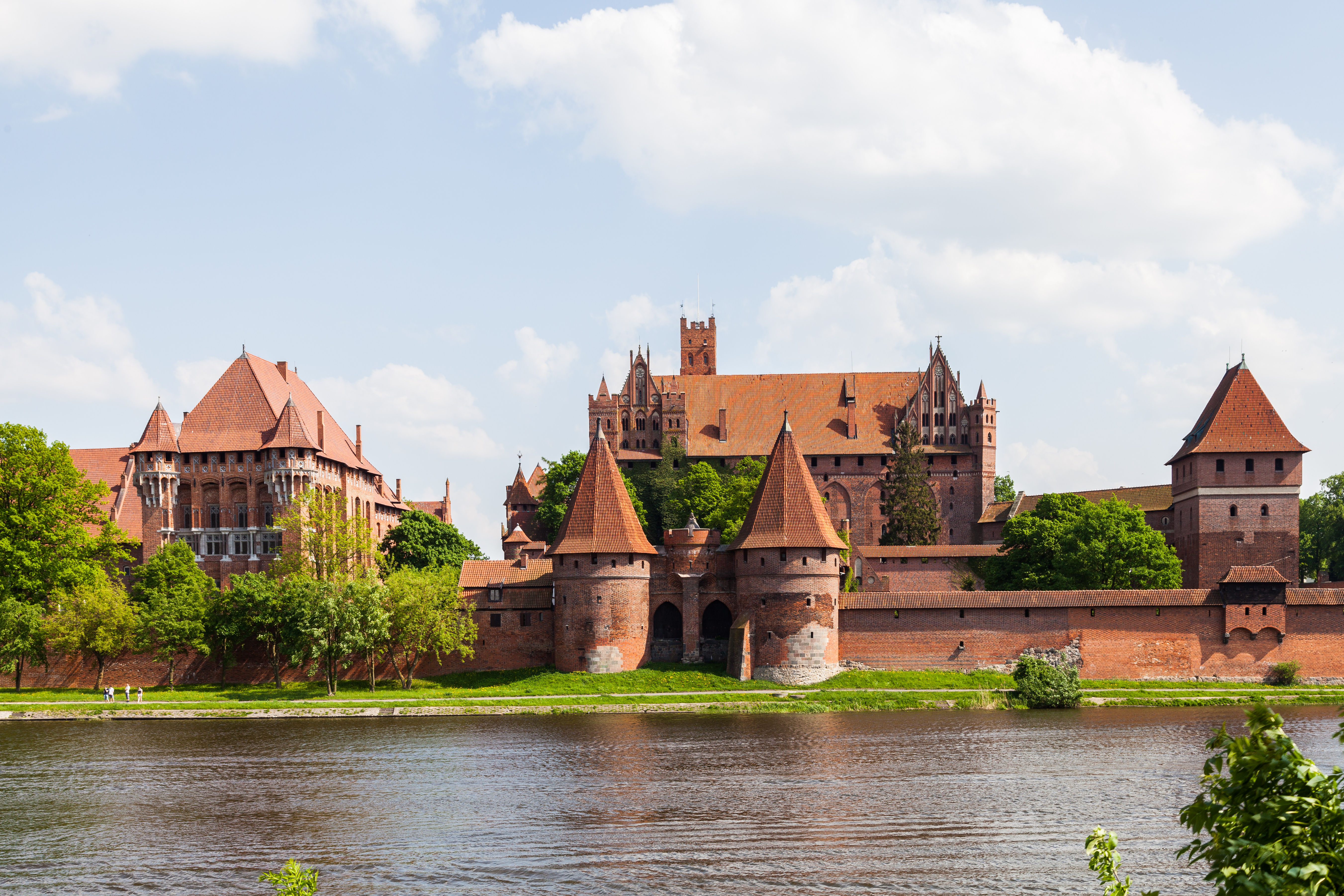
ドイツ騎士団城全景
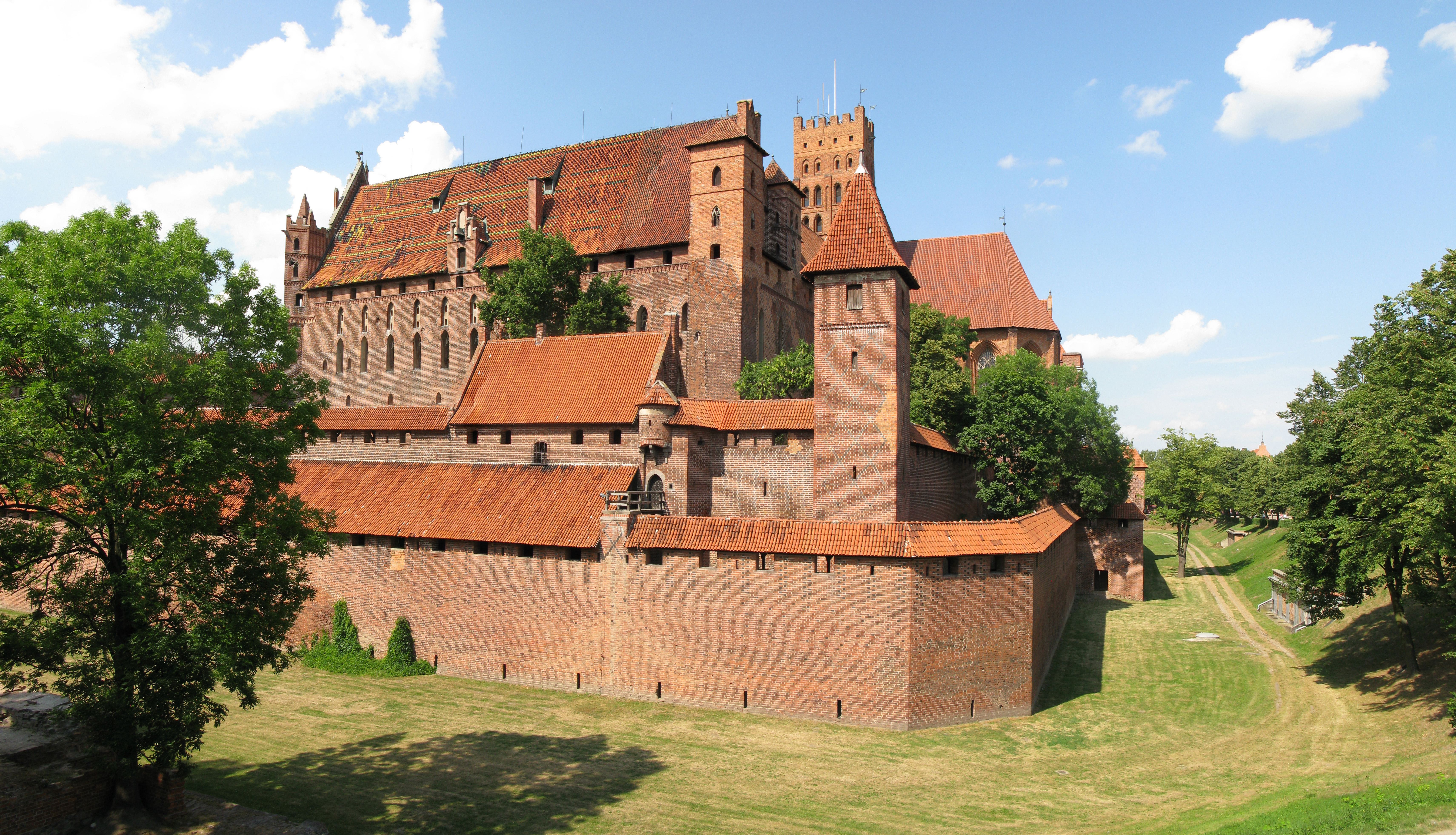
ドイツ騎士団城
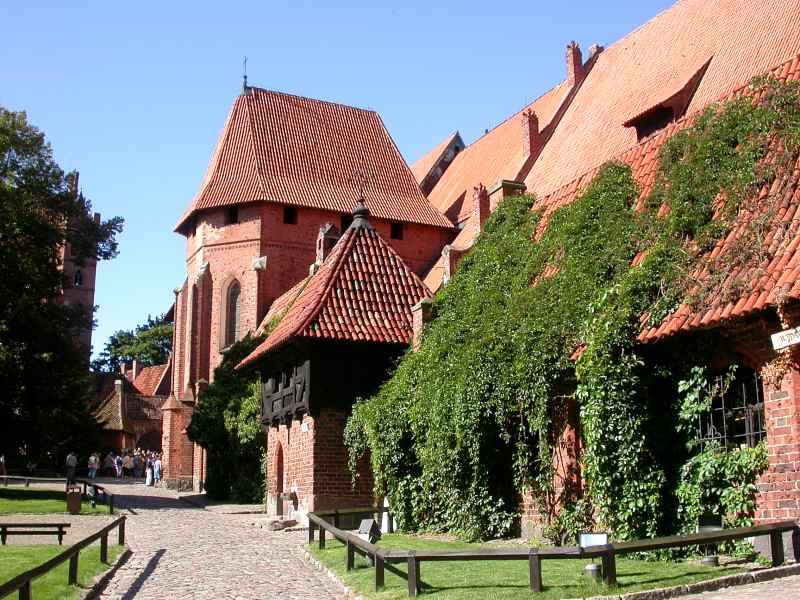
ドイツ騎士団城
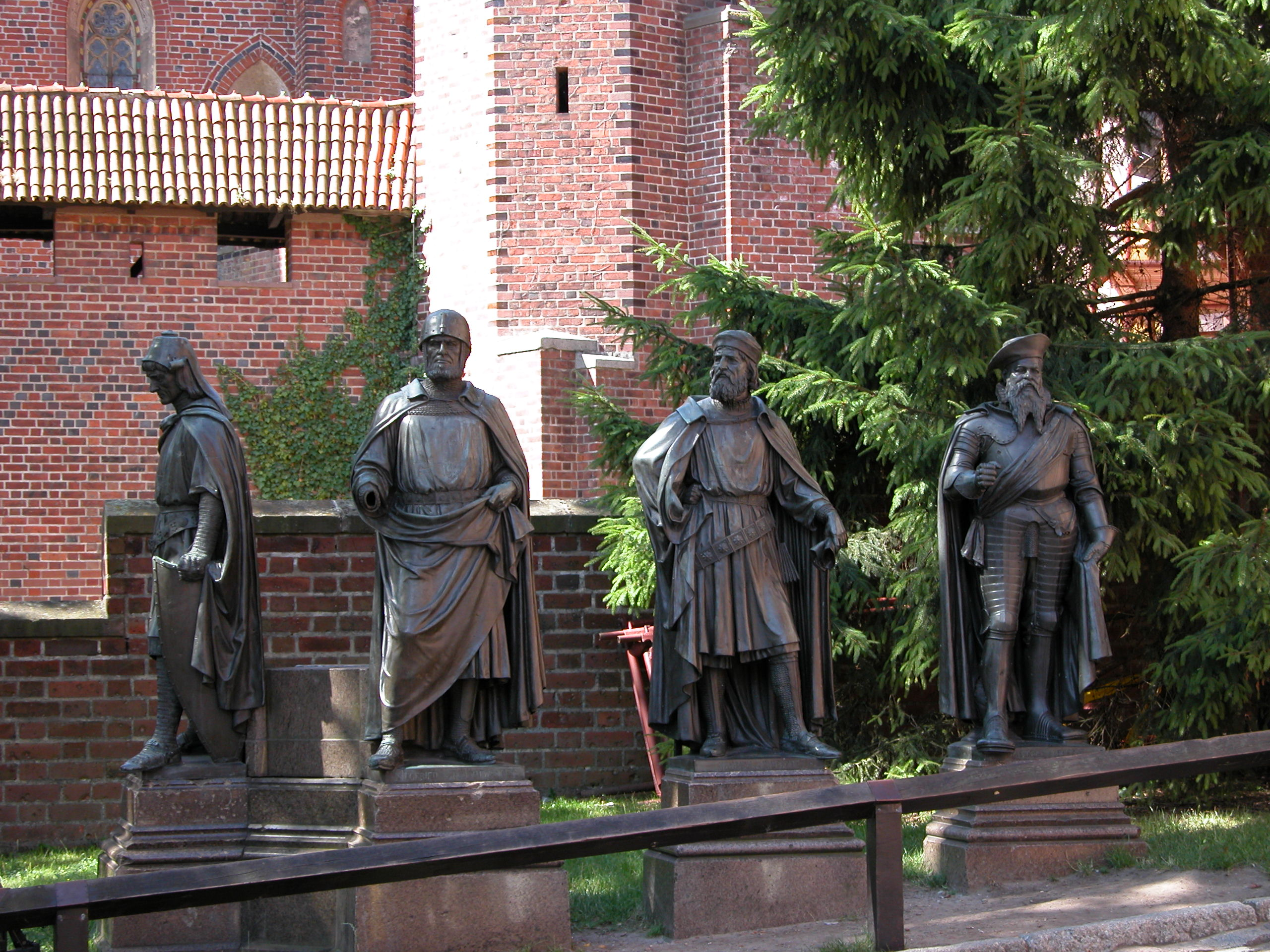
ドイツ騎士団歴代総長の像
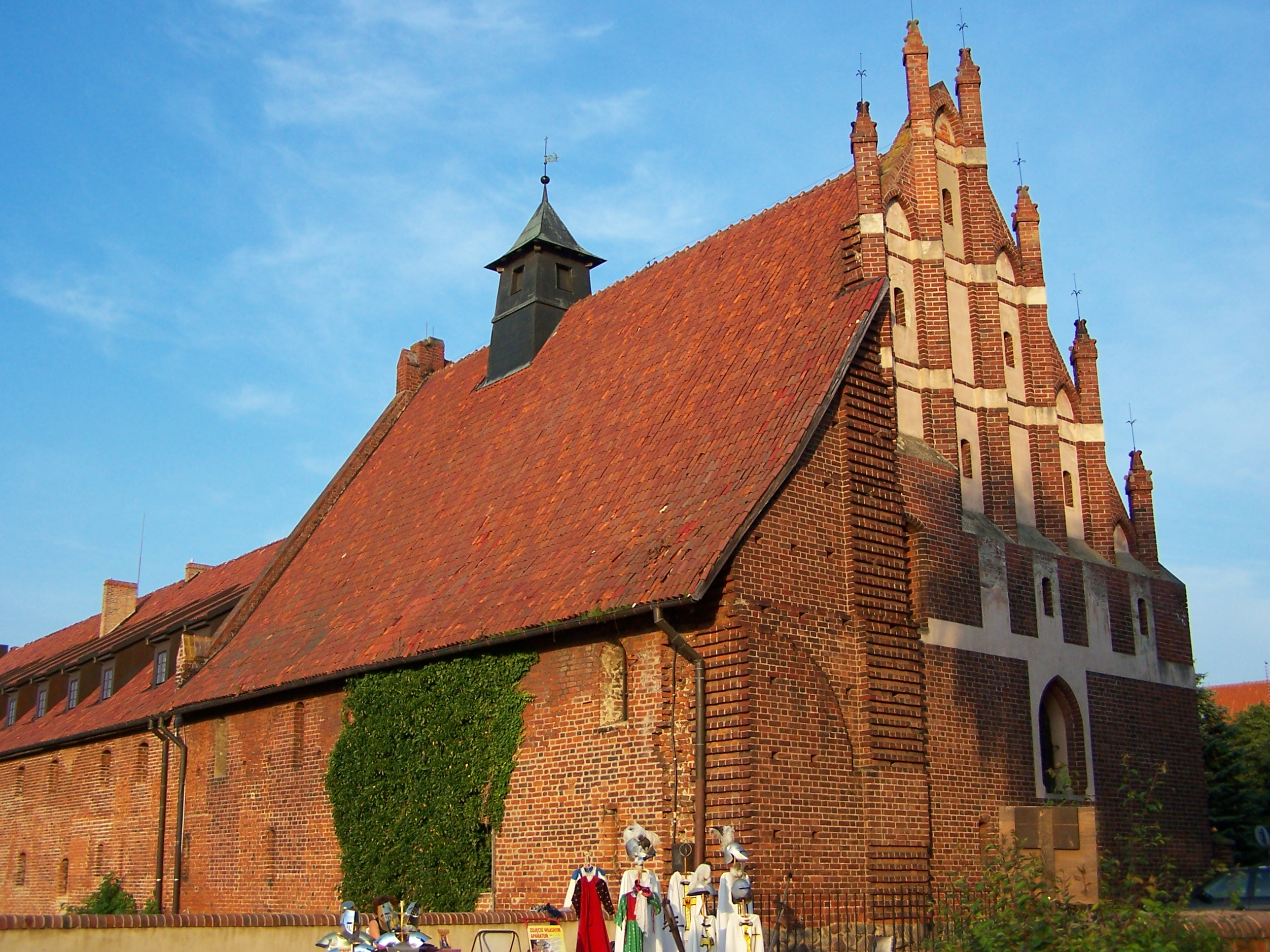
ドイツ騎士団城内聖ラウレンティウス教会

### オリーヴァ
グダニスク湾に望む街。グダニスク＝オリーヴァ主教聖堂（Bazylika archikatedralna w Gdańsku-Oliwie）はパイプオルガンで知られる。そのほか、聖ヤコブ教会（Kościół św. Jakuba）、ロココ様式建築のオリーヴァ大修道院長宮殿（Pałac Opatów w Oliwie）などがある。オリーヴァは市町村合併により現在はグダニスク広域市の一行政区画になっている。グダニスク市公式サイト（英語・ポーランド語）を参照。

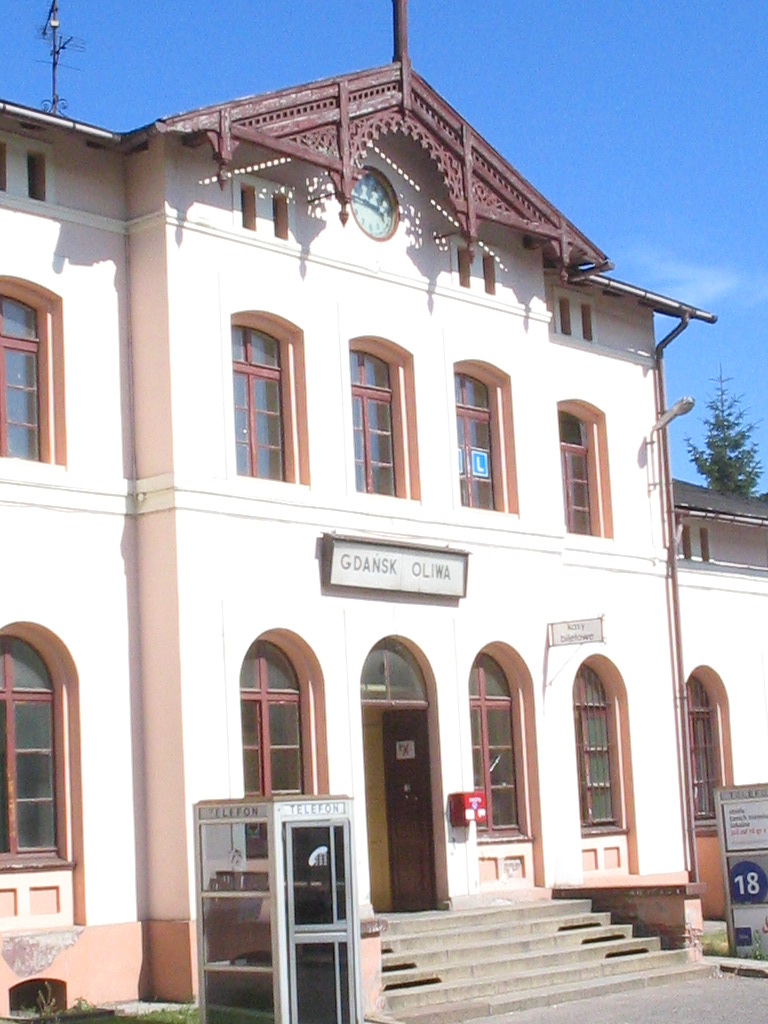
グダニスク・オリーヴァ駅
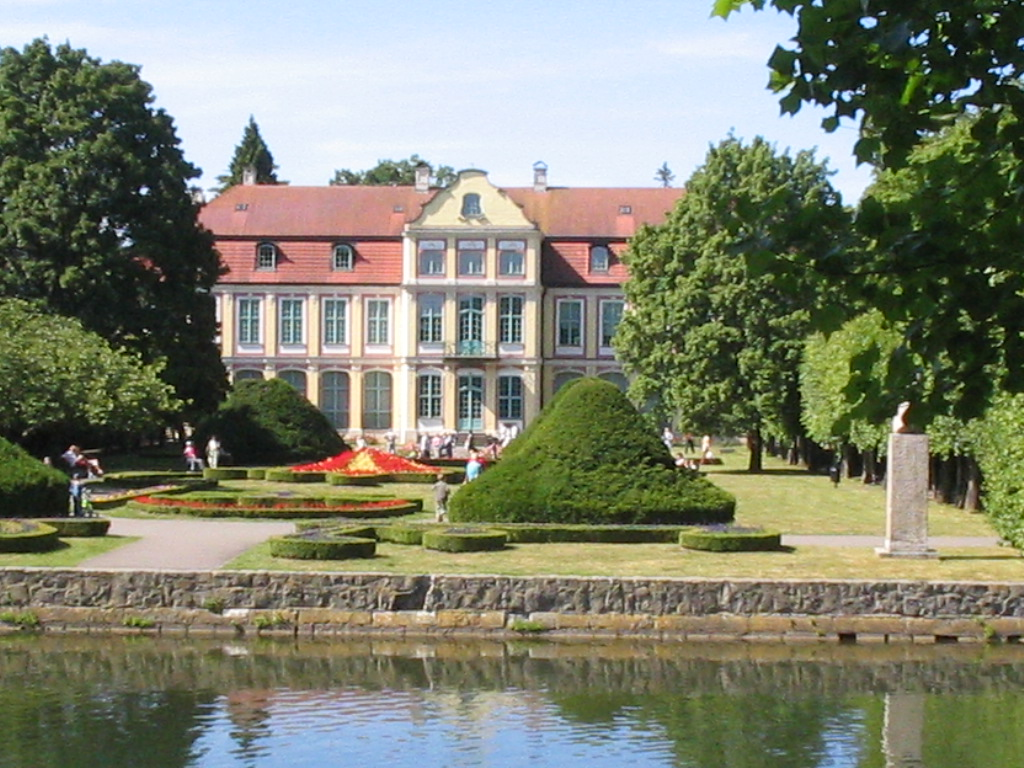
オリーヴァ宮殿
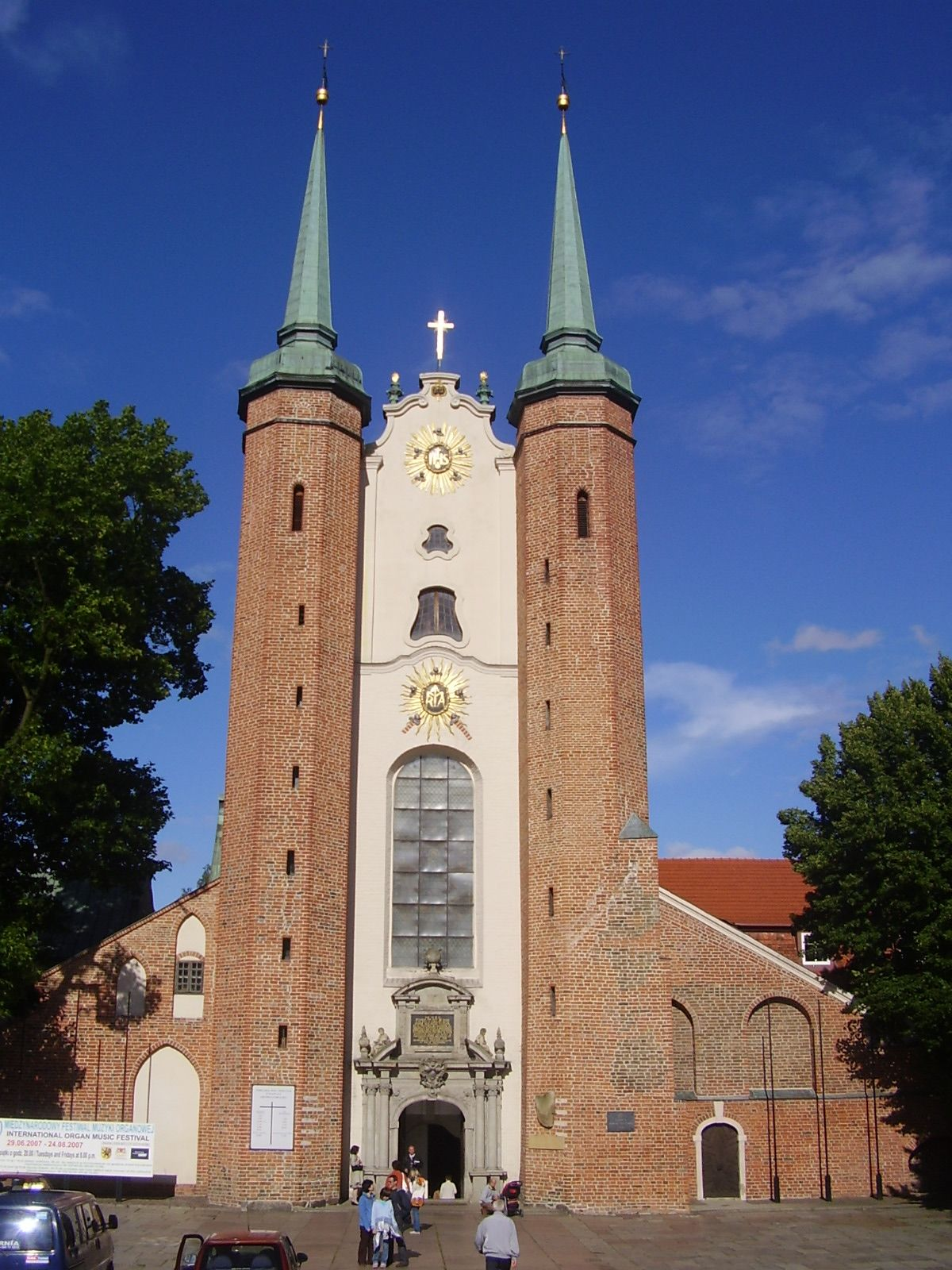
オリーヴァ主聖堂
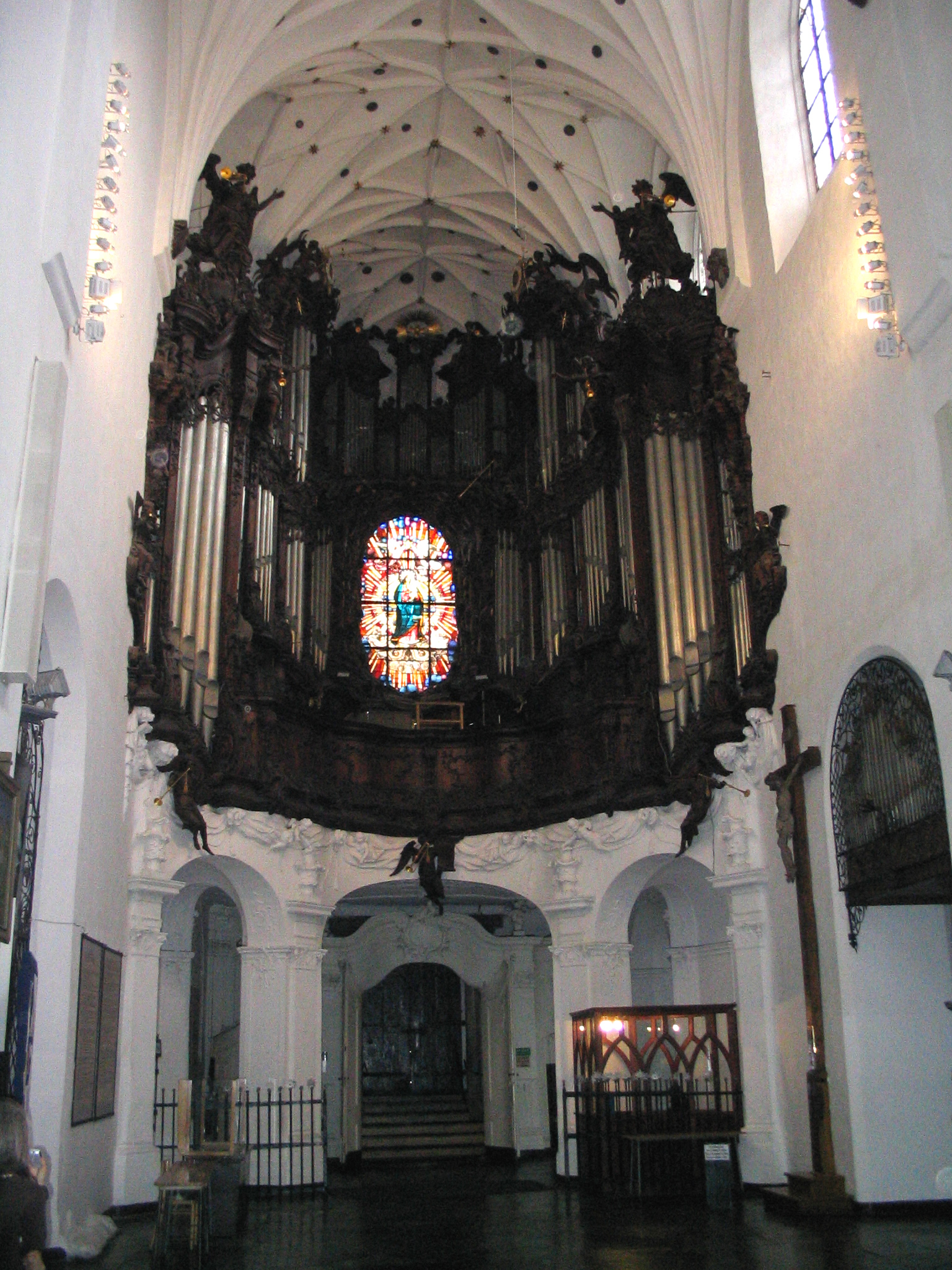
主聖堂のパイプオルガン
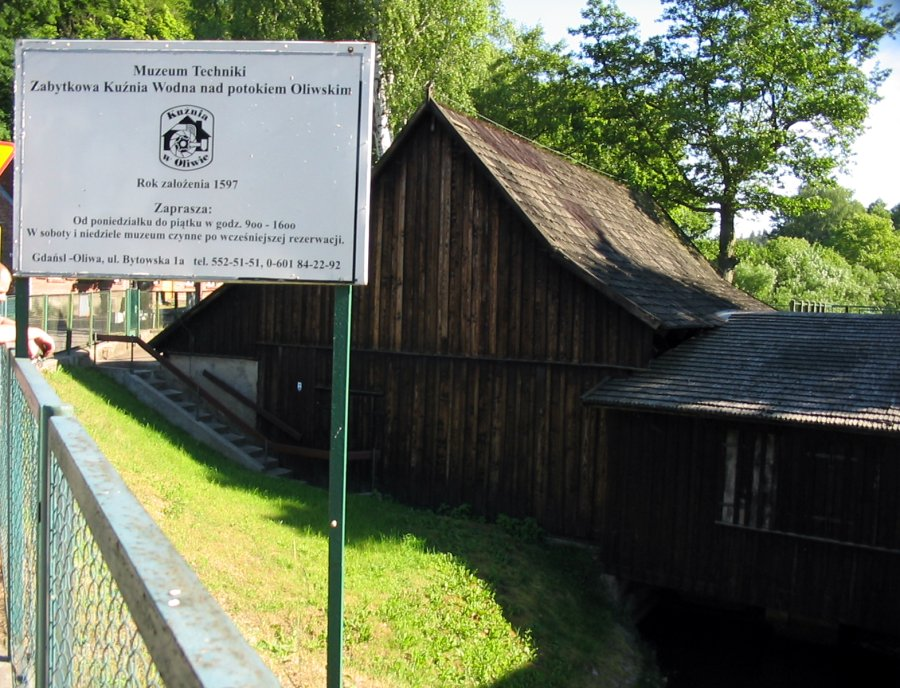
野外民俗博物館
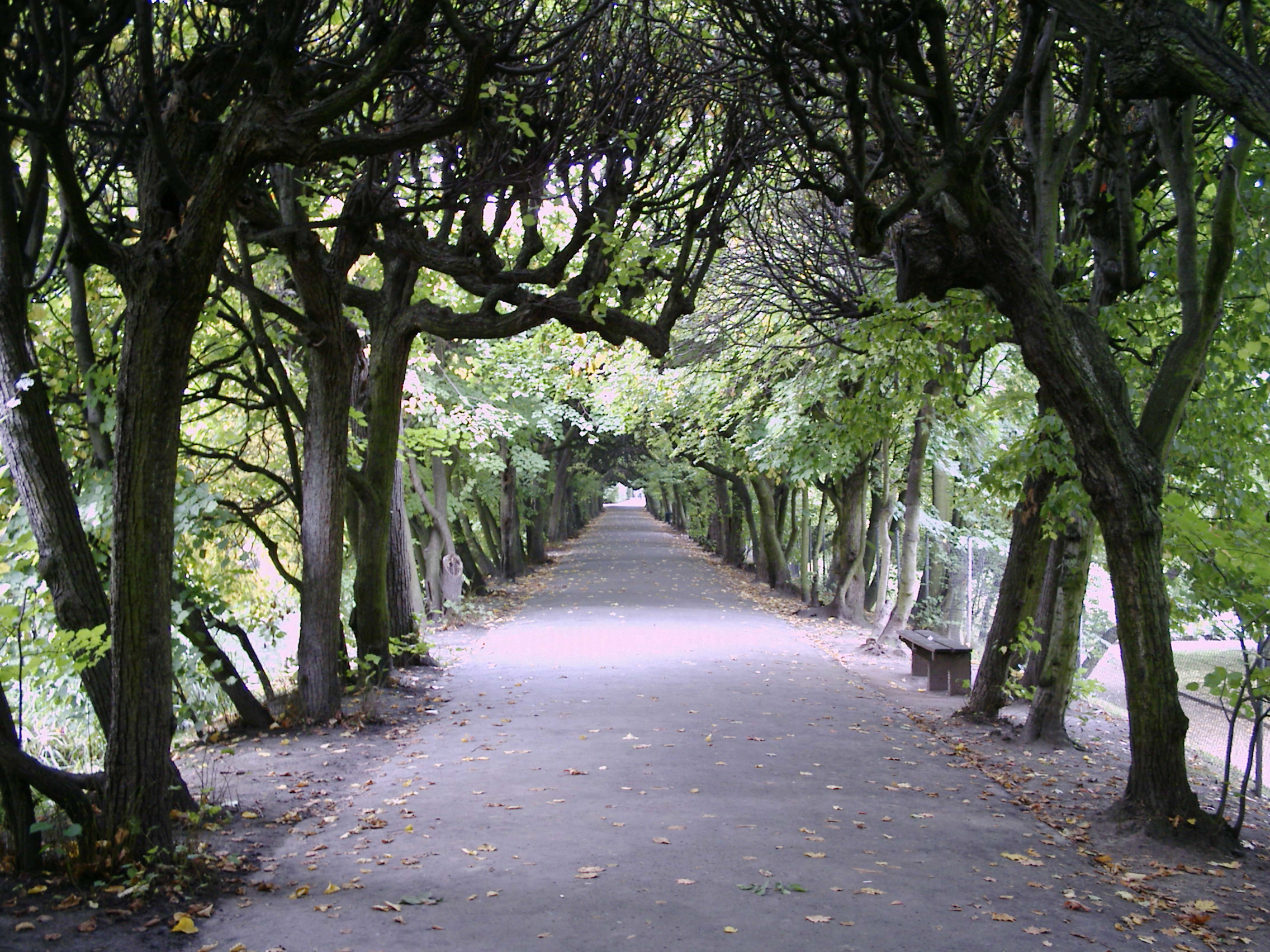
アダム・ミツキェヴィチ公園
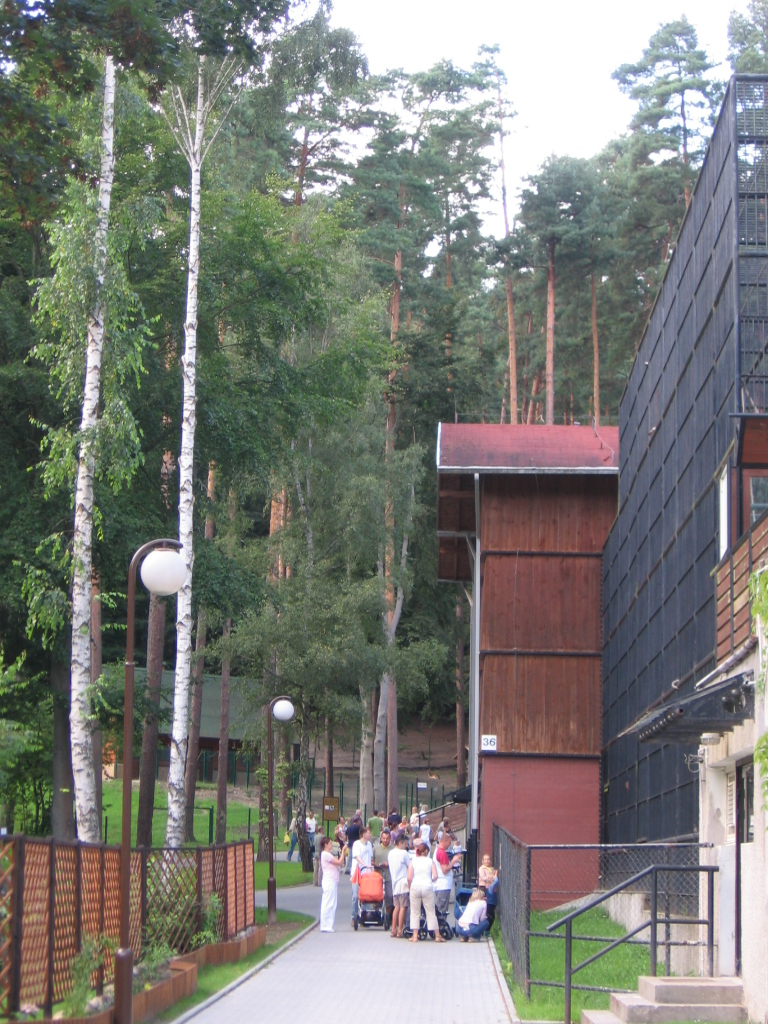
動物園

### ポモージェ地方の大砂丘
バルト海沿いに続く「スォヴィンスキ国立公園（Słowiński Park Narodowy）」の大砂丘は、ユネスコ生物圏保護区に登録されている。

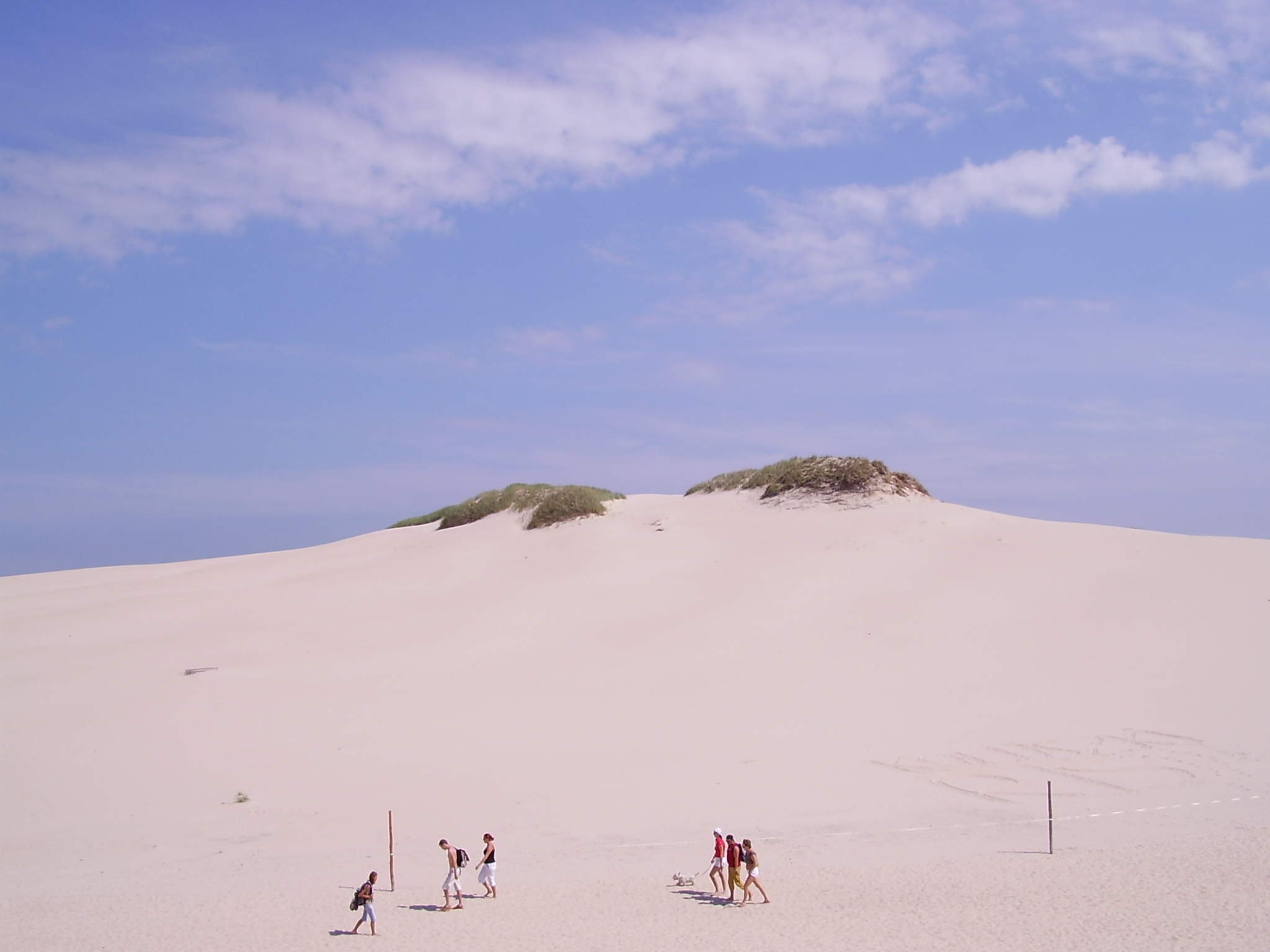
ポモージェ地方の大砂丘
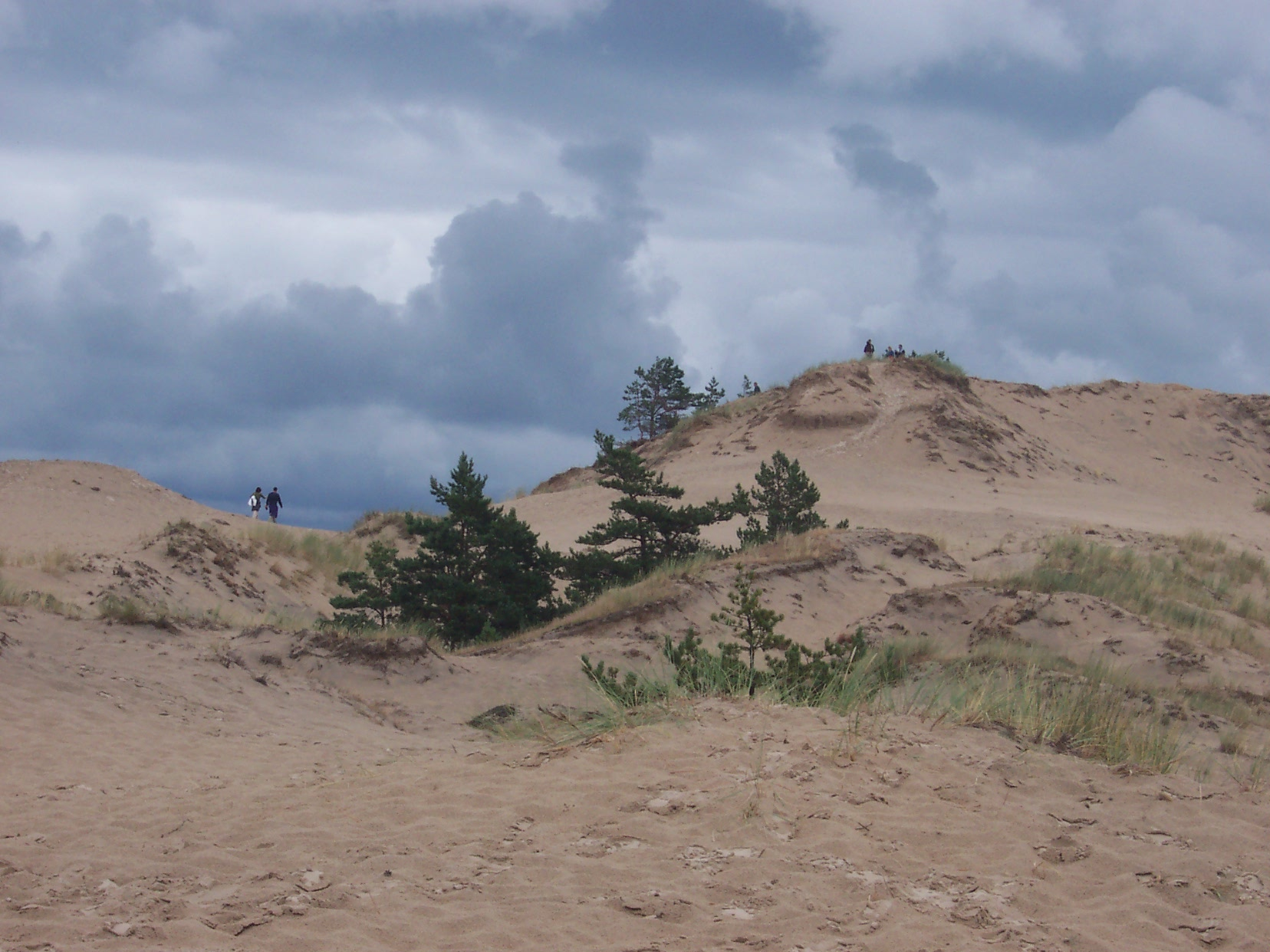
ポモージェ地方の大砂丘
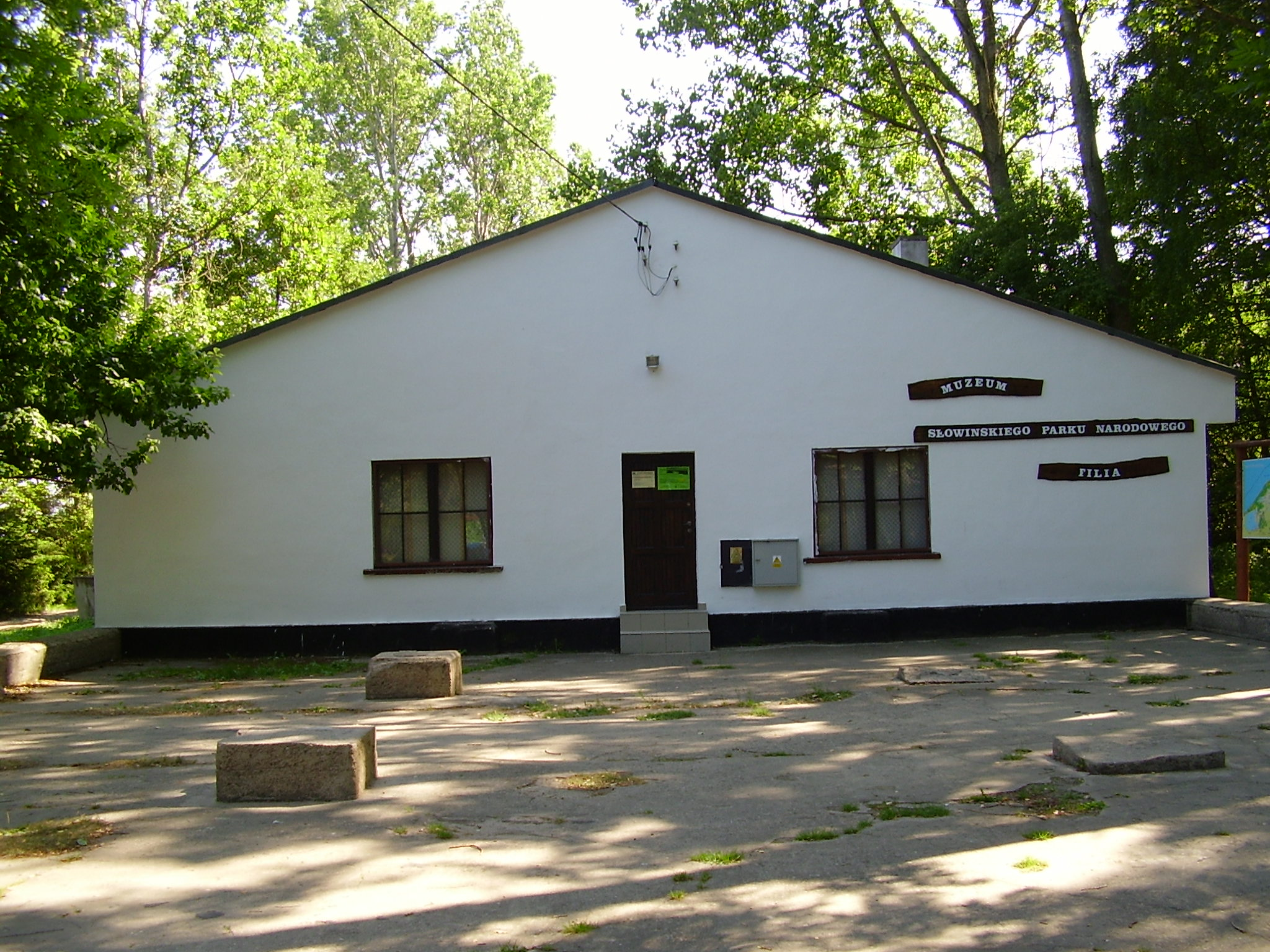
スウォヴィンスキ国立公園博物館
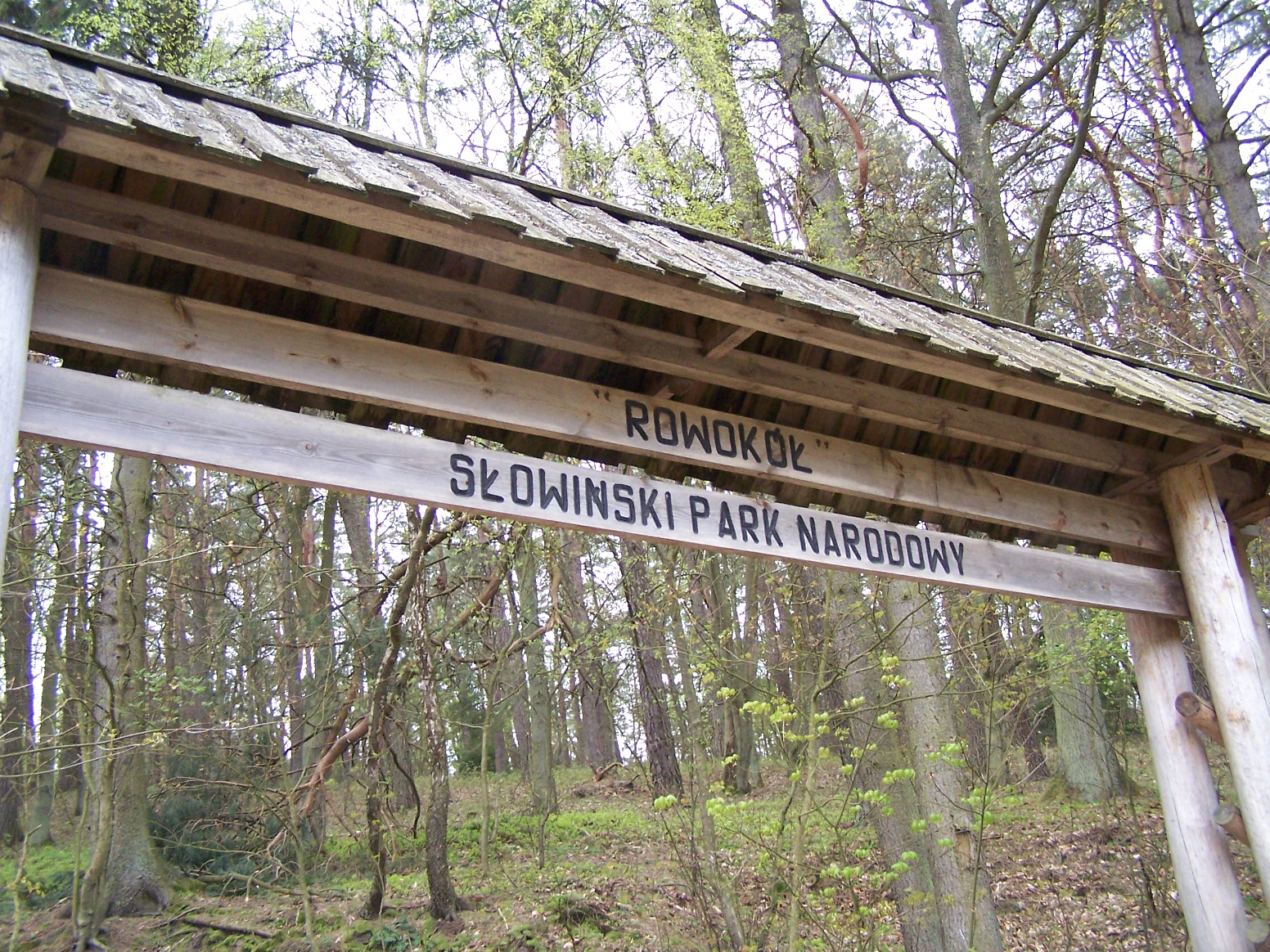
スウォヴィンスキ国立公園
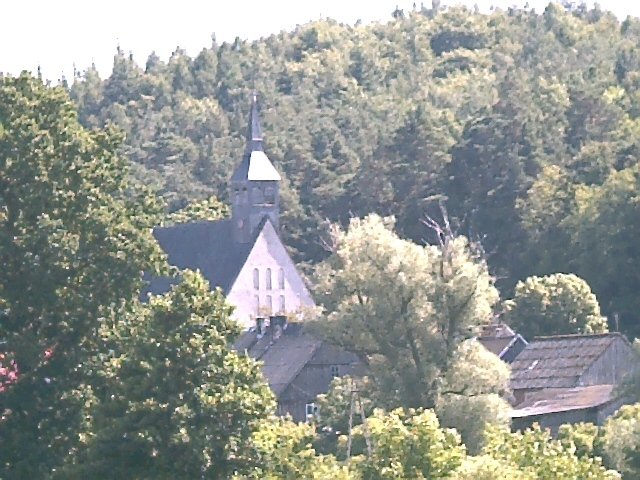
スモウヂニェ教会

### ソポト
19世紀より海沿いのリゾートタウンとして開発され、現在も観光開発が進んでいる街。海の近くにはリゾートホテルが連なり、レストランやカフェが並ぶ。夏はポーランド国内からだけでなく、ヨーロッパ中から観光客がやって来て滞在する。近年は高級リゾートになりつつある。ヨーロッパ最大の観光桟橋であるソポト桟橋（Molo w Sopocie）がある。毎年夏に「ソポト国際音楽フェスティバル（Sopot International Song Festival）」が開催される。グダニスク・グディニャとともに「三連都市（Trójmiasto）」を形成する。公式サイト（英語・ポーランド語・ドイツ語・フランス語・ロシア語）、観光サイト（英語・ポーランド語）あり。（上記「グダニスク」と「グディニャ」の項を参照）

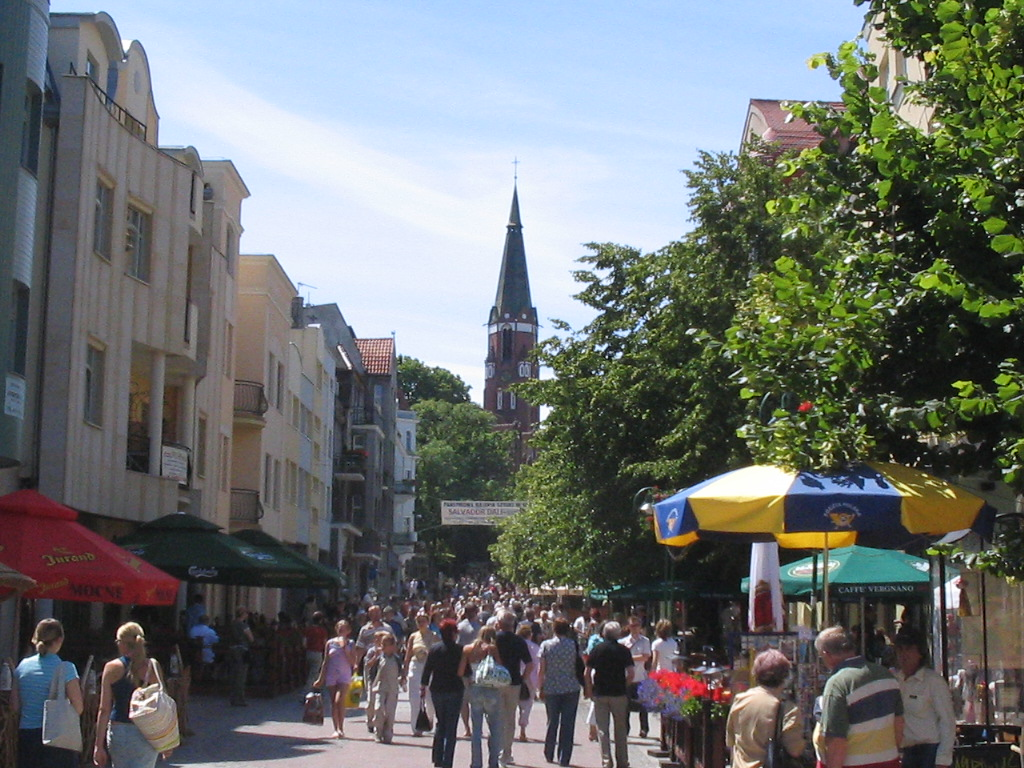
ソポト市街地
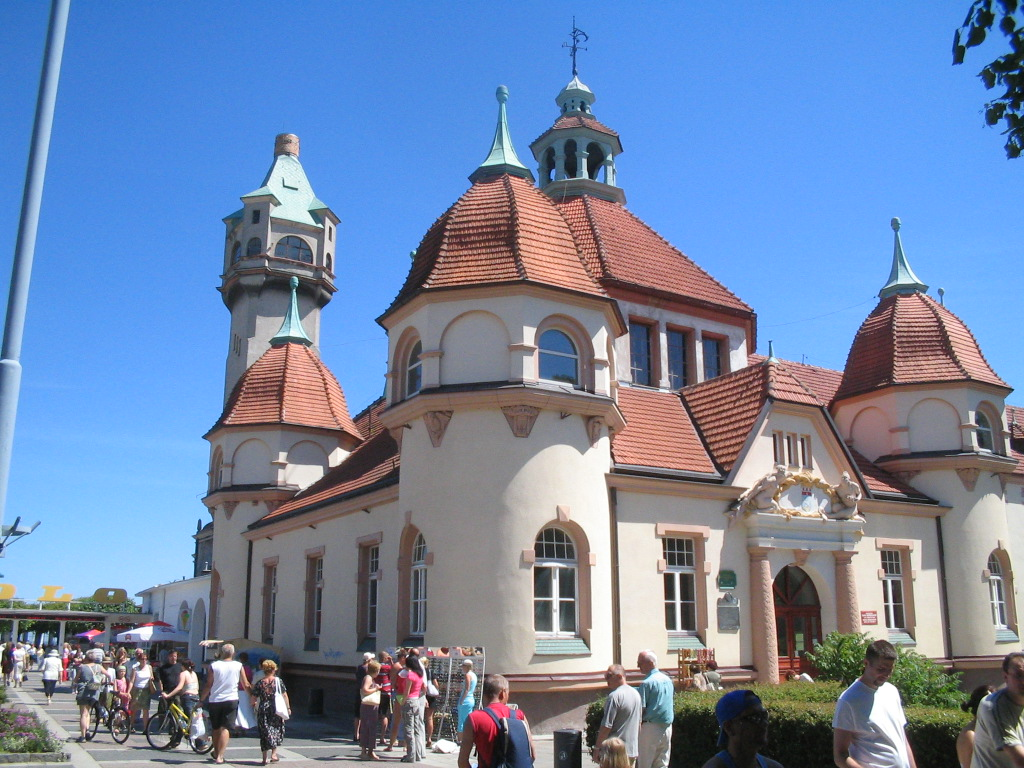
ソポト市街地
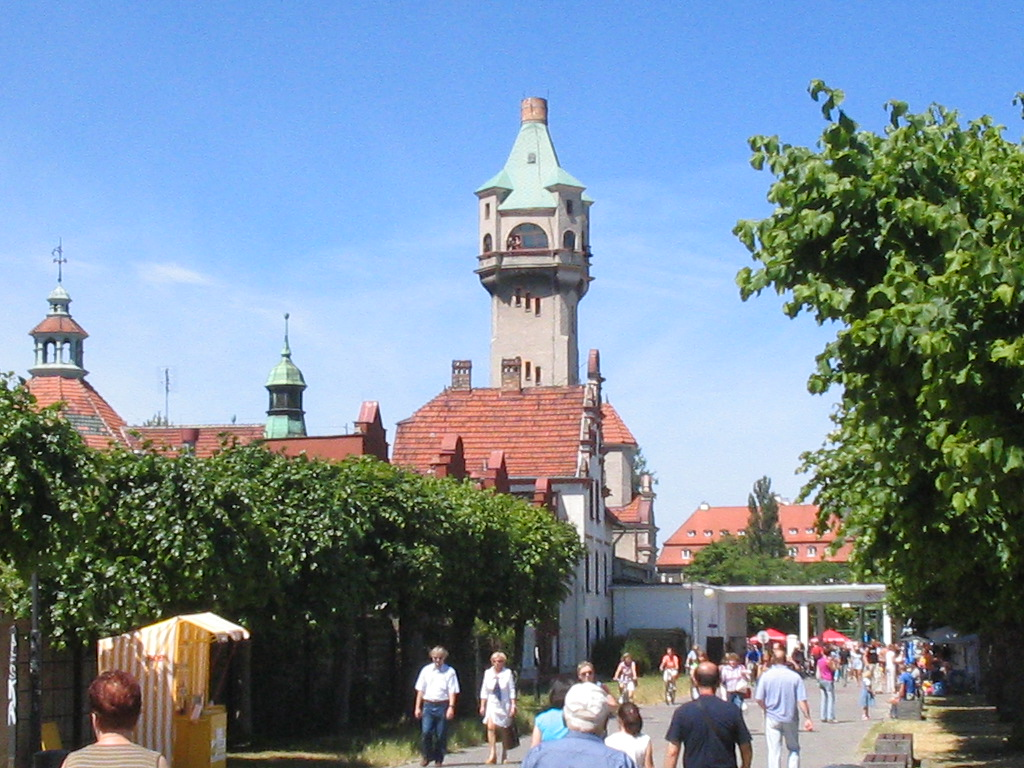
ソポト市街地
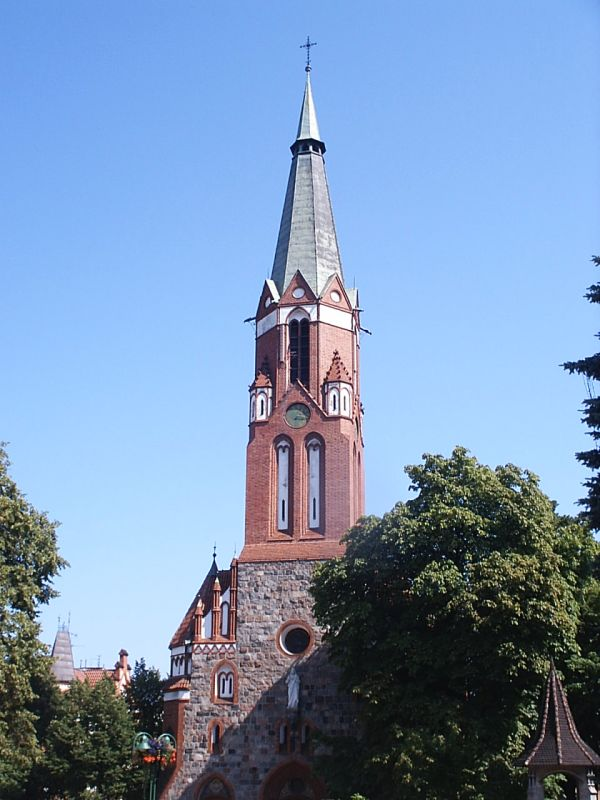
聖ゲオルギウス教会
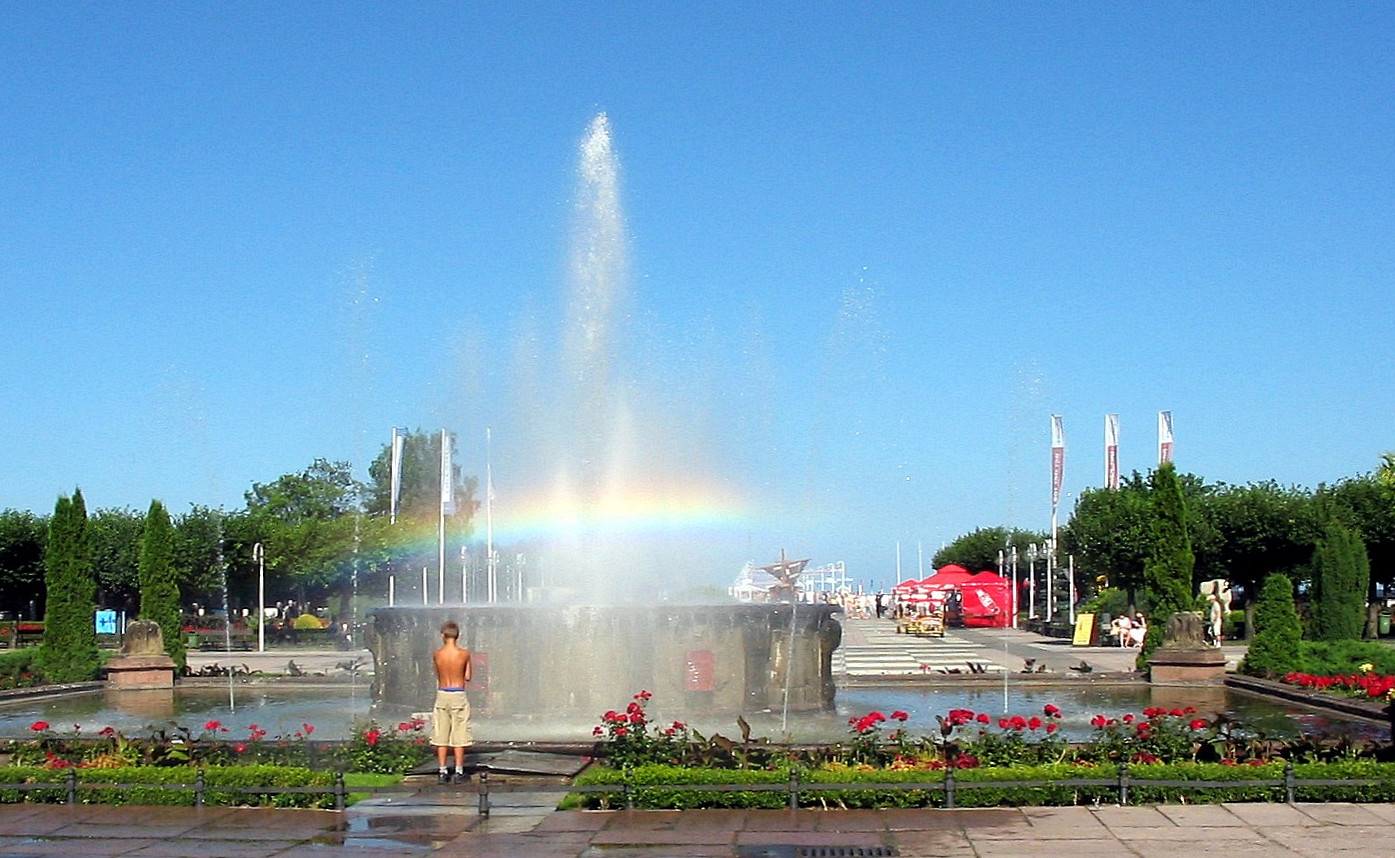
ソポト市街地
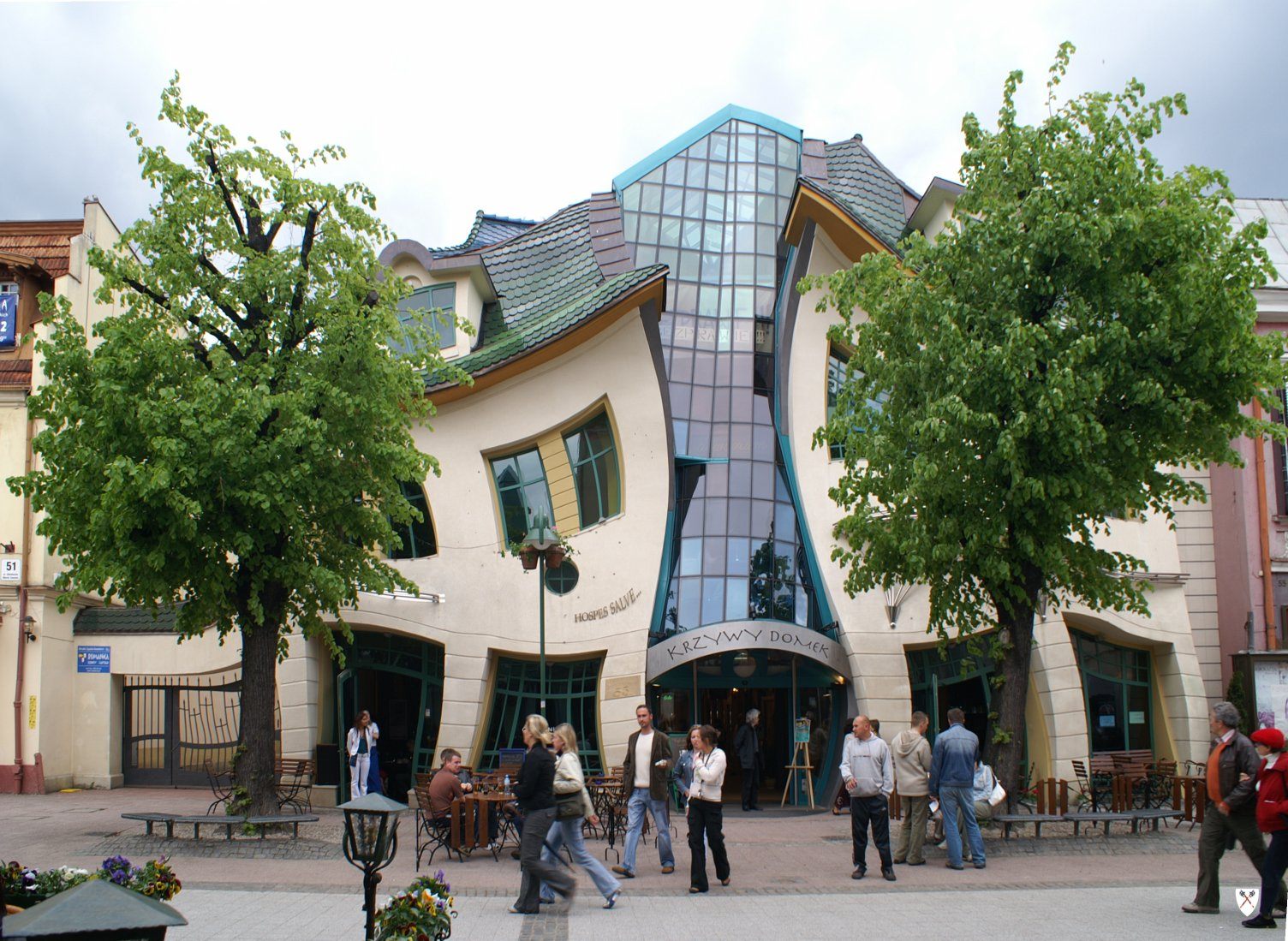
街のメインストリートの名物「曲がった家」
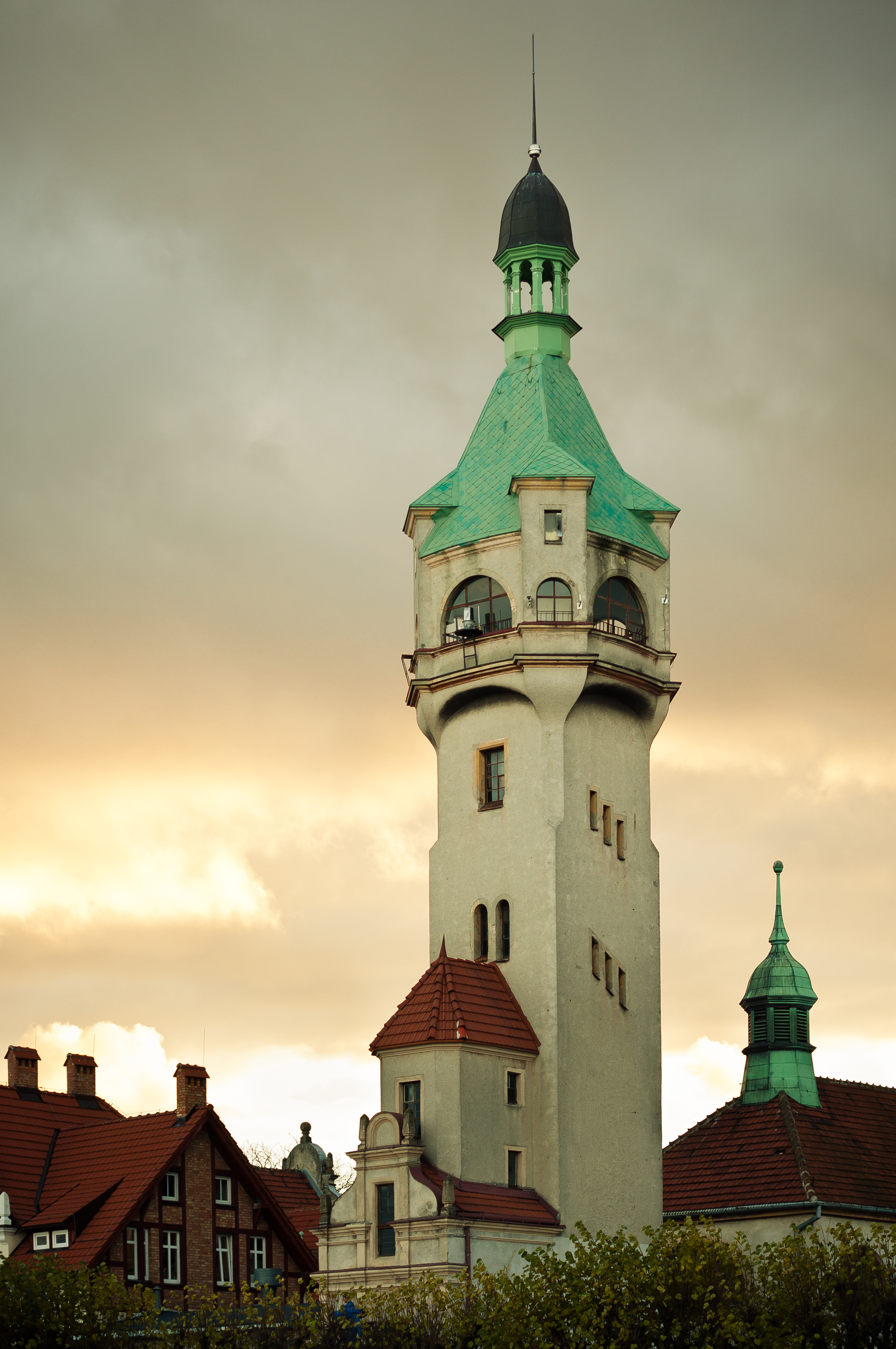
ソポト灯台
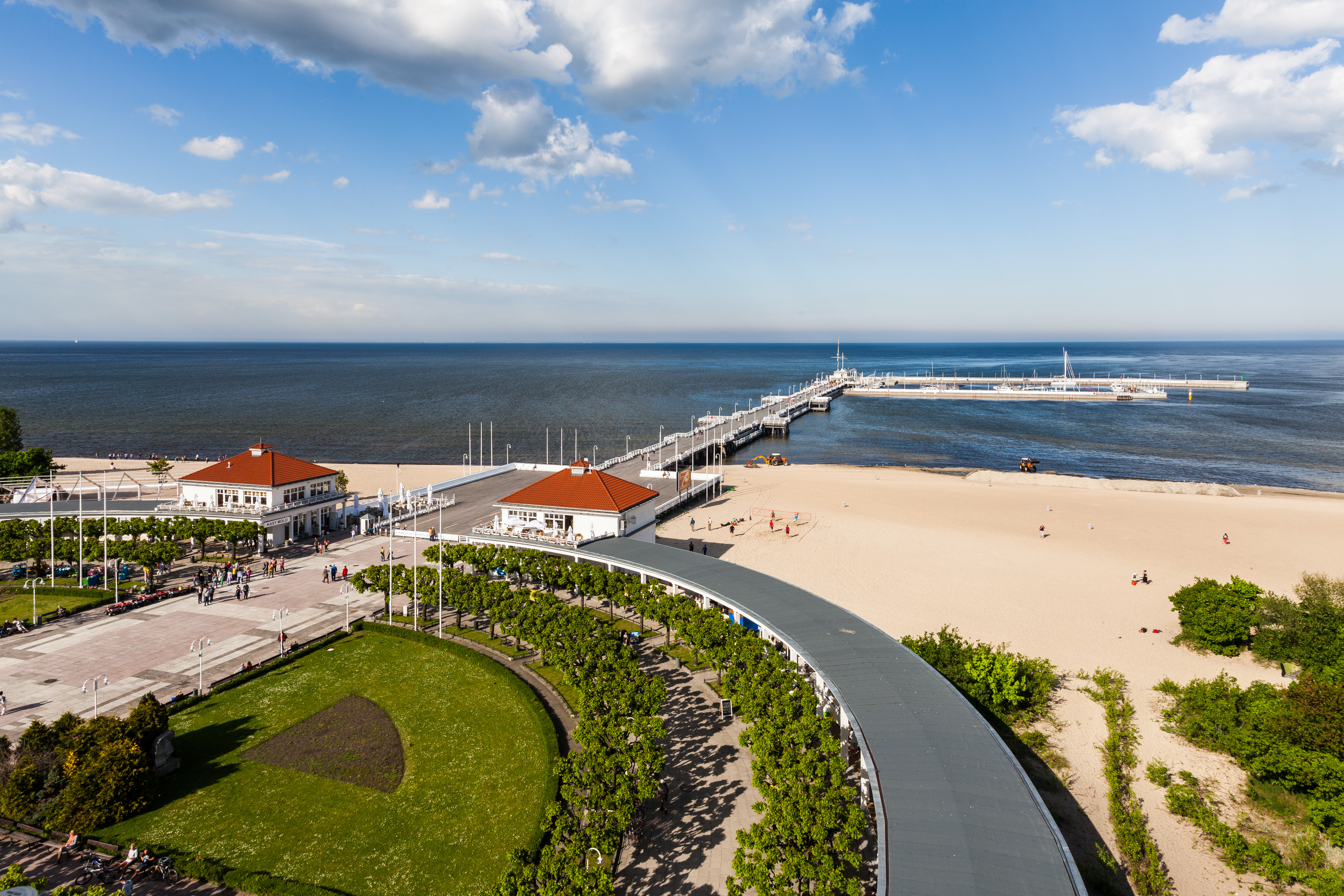
ソポト桟橋
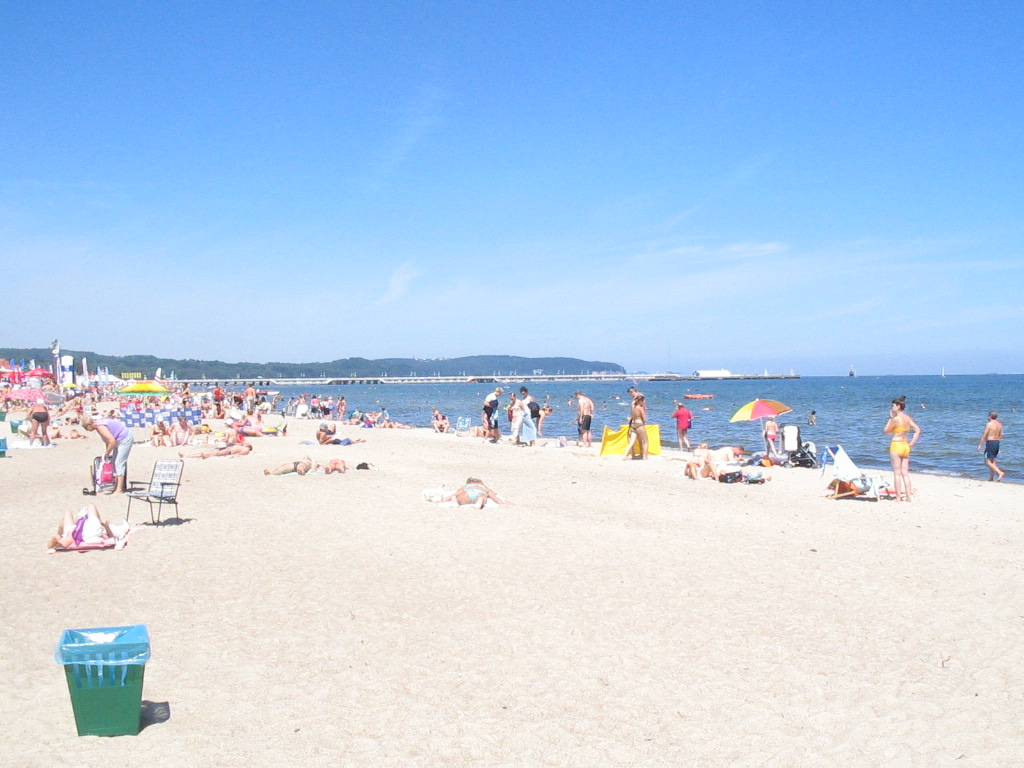
ビーチ
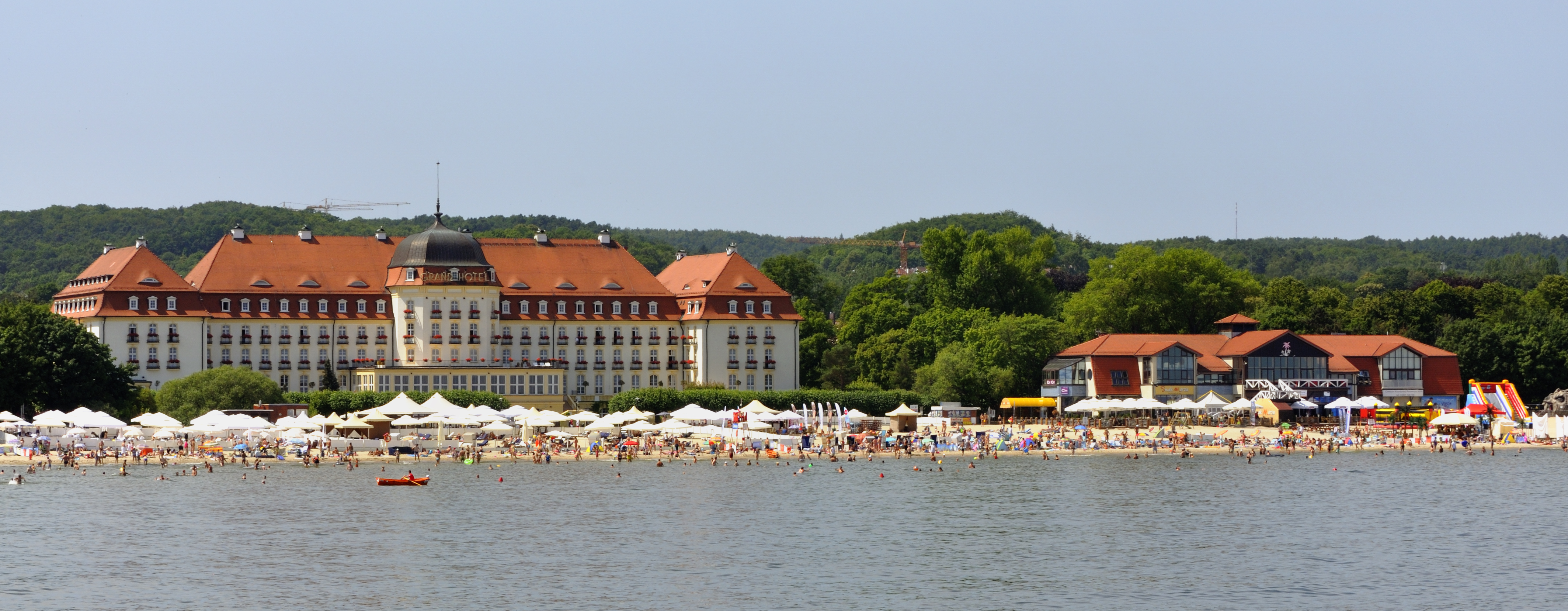
最も伝統あるグランド・ホテル
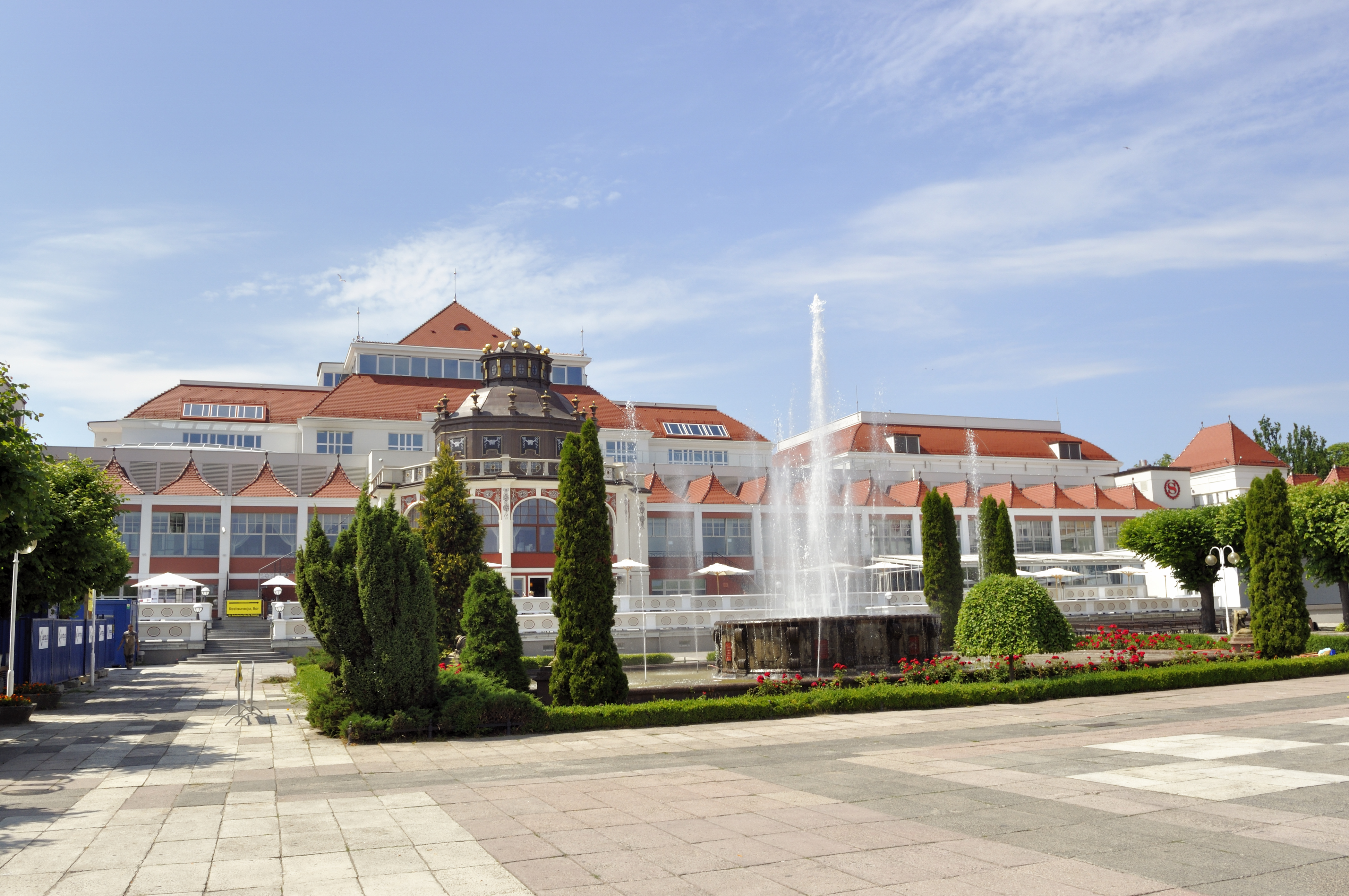
シェラトン・ソポト・ホテル